# 가짜뉴스

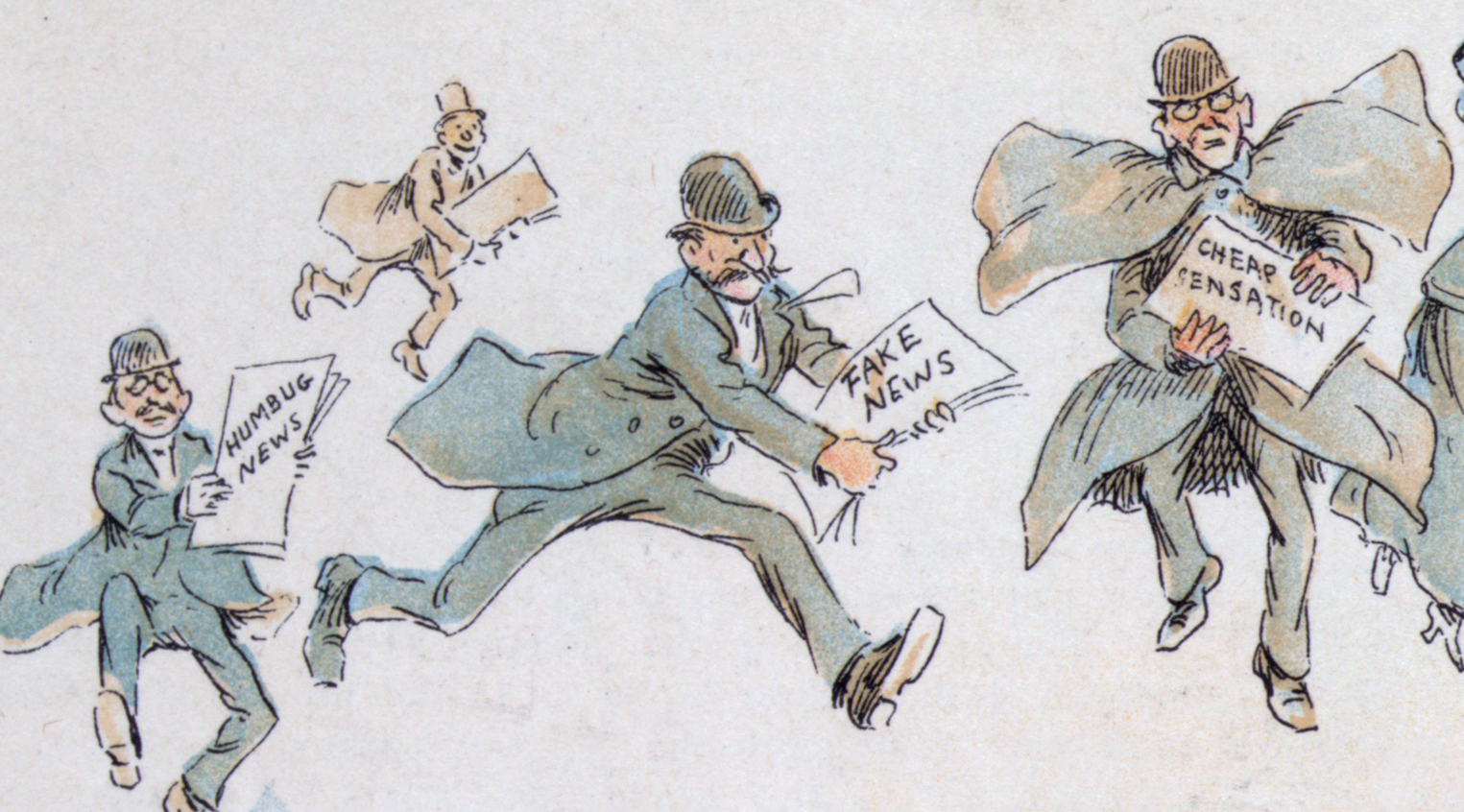
1894년 Frederick Burr Opper의 일러스트에서 나온 "가짜 뉴스"의 다양한 형태를 가진 기자들.

가짜 뉴스 (Fake News)또는 정보 장애는 뉴스의 미학과 정당성을 주장하며 허위 또는 오해의 소지가 있는 정보이다 (잘못된 정보, 허위, 선전, 날조) 가짜 뉴스는 종종 개인이나 단체의 평판을 훼손하거나 광고 수익을 통해 수익을 창출하는 것을 목표로 한다. 허위 뉴스는 역사적으로 항상 퍼져 있었지만, 가짜 뉴스라는 용어는 1890년대 신문에 선정적인 보도가 흔했을 때 처음 사용되었다. 그럼에도 불구하고 이 용어는 고정된 정의가 없으며 뉴스로 제시되는 모든 유형의 허위 정보에 광범위하게 적용되어 왔다. 또한 유명 인사들이 자신에게 불리한 뉴스에 적용하는 데에도 사용되어 왔다. 또한 허위 정보는 유해한 의도로 허위 정보를 퍼뜨리는 것을 포함하며, 특히 선거 기간 동안 적대적인 외국 행위자에 의해 생성되고 전파되는 경우가 있다. 일부 정의에서 가짜 뉴스에는 진품으로 오해되는 풍자적 기사와 텍스트에서 뒷받침되지 않는 선정주의적 또는 클릭베이트 헤드라인을 사용하는 기사가 포함된다. 이러한 다양한 유형의 허위 뉴스로 인해 연구자들은 정보 장애를 보다 중립적이고 유익한 용어로 선호하기 시작했다.
최근 소셜 미디어, 특히 페이스북 뉴스 피드의 부상으로 가짜 뉴스의 유병률이 증가했으며, 이러한 잘못된 정보는 점차 주류 미디어로 스며들고 있다. 가짜 뉴스의 확산에는 정치적 양극화, 포스트 진실 정치, 동기 부여된 추론, 확증 편향, 소셜 미디어 알고리즘 등 여러 요인이 관련되어 있다.
다양한 유형의 가짜 뉴스에 대응하기 위한 여러 가지 전략이 활발히 연구되고 있다. 특정 독재 국가와 민주주의 국가의 정치인들은 소셜 미디어와 웹 검색 엔진 등 다양한 형태의 효과적인 자율 규제와 법적 강제 규제를 요구해 왔다.
개인 차원에서 허위 내러티브에 적극적으로 대응하고 정보를 공유할 때 주의를 기울이는 능력은 위조된 정보의 유병률을 줄일 수 있다. 그러나 이는 특히 기능 장애와 양극화된 사회에서 확인 편향, 동기 부여된 추론 및 기타 인지 편향의 영향에 취약하다는 지적이 있다. 예방 접종 이론은 개인이 바람직하지 않은 내러티브에 저항하도록 만드는 방법으로 제안되었다. 새로운 잘못된 정보가 자주 등장하기 때문에 연구자들은 이 문제를 해결하기 위한 한 가지 해결책이 동일한 반복되는 거짓말을 지속적으로 반박하는 대신 일반적으로 가짜 뉴스를 받아들이지 않도록 예방 접종하는 것이라고 밝혔다(이 과정을 프리번킹이라고 한다).

## 가짜 뉴스 정의
가짜 뉴스는 뉴스로 제시되는 허위 또는 오해의 소지가 있는 정보이다. 2017년에 개발된 용어는 신조어(문화나 기술 변화에 의해 언어에 유입되는 새로운 또는 용도 변경된 표현)이다. 가짜 뉴스는 이제 많은 사람들이 뉴스 배포자의 거짓말과 허위 진술을 지칭하는 캐치올(catch-all)로 사용하고 있다. 또한 일부 사람들은 세부 사항을 논하지 않고도 마음에 들지 않는 신뢰할 수 있는 뉴스 소스를 비난하기 위해 이 용어를 사용하기도 한다.
옛날 의미의 가짜 뉴스 기사와 오해의 소지가 있는 헤드라인은 경제적 또는 정치적 이익을 위해 뉴스 집계자나 정치 사이트에서 제공하는 다른 기사들 중 하나이다. 또한 사실에 근거하지 않지만 사실에 근거하지 않은 기사만 실행하는 가짜 뉴스 웹사이트도 있다. 일부 풍자 사이트에서는 자신을 가짜 뉴스나 풍자로 공개적으로 분류하거나 단서를 찾기 위해 자세히 살펴보면 가짜임을 드러낼 수 있다.
중복되는 용어로는 헛소리, 사기 뉴스, 가짜 뉴스, 대체 사실, 허위 뉴스, 정크 뉴스 등이 있다.
미국 민주주의 기금은 가짜 뉴스를 "[인터넷, 특히 소셜 미디어에서 발견되는] 선도적인 콘텐츠 [...]"라고 정의하며, 이 콘텐츠의 대부분은 광고 수익을 위한 플랫폼인 영리 웹사이트와 페이스북 페이지에서 제작된다."라고 말하며, 이를 허위 정보와 구별한다: "[F]ake 뉴스는 허위 정보나 선전의 정의를 충족하지 않는다. 그 동기는 일반적으로 정치적이지 않고 재정적이며, 더 큰 의제와 연관되지 않는다."
대부분의 정의는 콘텐츠의 정확성과 형식에 엄격히 초점을 맞추고 있지만, 현재 연구에 따르면 콘텐츠의 수사적 구조가 가짜 뉴스 인식에 중요한 역할을 할 수 있다고 한다.
CBS 60분의 프로듀서인 마이클 라두츠키는 자신의 쇼가 가짜 뉴스를 "아마도 거짓일 가능성이 높고, 문화적으로 엄청난 관심을 끌며 수백만 명의 사람들이 소비하는 이야기"라고 생각한다고 말했다. 이러한 이야기는 정치뿐만 아니라 백신 접종, 주식 가치, 영양과 같은 분야에서도 찾아볼 수 있다. 그는 "정치인들이 마음에 들지 않는 이야기나 마음에 들지 않는 댓글에 대해 언론에 대해 자극하는" 뉴스를 가짜 뉴스로 포함하지 않았다. 60분 프로듀서인 가이 캠파닐도 "우리가 이야기하는 것은 허황된 이야기이다. 대부분의 수단으로, 의도적으로, 그리고 어떤 정의로든 그것은 거짓말이다."라고 말했다.
가짜 뉴스의 의도와 목적은 중요하다. 경우에 따라 가짜 뉴스는 과장을 사용하여 속이려는 것이 아니라 즐거움을 주거나 요점을 설명하려는 비사실적 요소를 도입하는 뉴스 풍자일 수 있다.
2010년대 미국과 그 선거 과정에서 가짜 뉴스는 상당한 논란과 논쟁을 불러일으켰다. 일부 평론가들은 가짜 뉴스에 대한 우려를 도덕적 공황이나 대중 히스테리로 정의하고, 다른 평론가들은 대중의 신뢰에 해를 끼칠까 걱정했다. 특히 일반적으로 심각한 언론 보도에 대한 신뢰를 약화시킬 가능성이 있다. 이 용어는 신뢰할 수 있는 주류 미디어에 의문을 제기하는 데에도 사용되었다.
2017년 1월, 영국 하원은 "가짜 뉴스 증가 현상"에 대한 의회 조사를 시작했다.
2016년, PolitiFact는 가짜 뉴스를 올해의 거짓말로 선정했다. 단 한 건의 거짓말도 눈에 띄지 않았기 때문에 일반적인 용어를 선택했다. 또한 2016년, 옥스퍼드 사전은 포스트 진실을 올해의 단어로 선정하고 "객관적 사실이 감정과 개인적 신념에 호소하는 것보다 여론 형성에 덜 영향을 미치는" 상황으로 정의했다.

### 근원

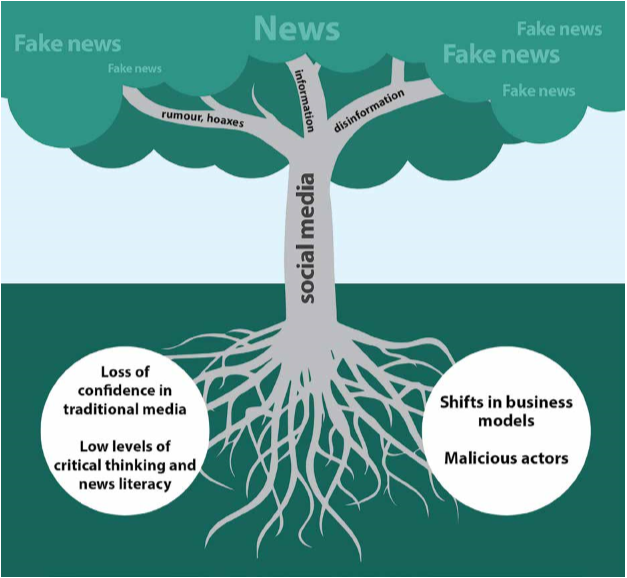
유네스코 세계 동향 보고서에서 나온 "가짜 뉴스"의 뿌리

가짜 뉴스라는 용어는 서유럽과 북미의 선거 맥락에서 중요성을 얻었다. 뉴스 형식과 그 속도에 대한 사기성 콘텐츠에 의해 결정된다. Bounegru, Gray, Venturini, 그리고 Mauri에 따르면, 거짓말은 "수십 개의 다른 블로그에 의해 포착되고, 수백 개의 웹사이트에 의해 재전송되며, 수천 개의 소셜 미디어 계정에 교차 게시되고, 수십만 개의 사람들이 읽을 때 가짜 뉴스가 된다."
온라인 비즈니스 모델의 진화하는 특성은 정확성과 무관하게 "클릭할 가치가 있는" 정보 생산을 장려한다.
신뢰의 본질은 비제도적 형태의 커뮤니케이션이 권력으로부터 더 자유롭고 주류 미디어가 드러내지 못하거나 드러내지 않으려 하는 것으로 인식되는 정보를 보고할 수 있다는 가정에 달려 있다. 많은 전통적인 미디어와 전문가 지식에 대한 신뢰도 하락으로 인해 대안이 될 수 있는 비옥한 기반이 마련되었으며, 종종 정보 출처가 권위 있고 신뢰할 수 있는 것처럼 보이기도 한다. 이로 인해 궁극적으로 사용자들은 기본적인 사실에 대해 혼란스러워하게 된다.

### 인기와 바이러스 확산

구글 트렌드 주제 검색은 미국 대통령 선거가 있던 2016년 말부터 크게 증가하기 시작했다.

가짜 뉴스는 다양한 미디어 매체와 플랫폼에서 인기를 끌고 있다. 기자들은 Google이나 Meta와 같은 플랫폼이 가짜 뉴스 배포를 통해 이익을 얻는다는 사실을 밝혀냈다. 가짜 뉴스가 온라인에 널리 유포되는 이유 중 하나는 가짜 뉴스 웹사이트가 온라인 광고를 통해 수익을 창출함으로써 수익을 창출할 수 있기 때문이다.
퓨 리서치 센터의 연구원들은 미국인의 60% 이상이 전통적인 신문과 잡지에 비해 소셜 미디어를 통해 뉴스에 접근한다는 사실을 발견했다. 소셜 미디어의 인기로 인해 개인은 가짜 뉴스와 허위 정보에 쉽게 접근할 수 있게 되었다. 2012년 이탈리아 선거 기간 동안 소셜 미디어에서 허위 기사가 빠르게 확산된 것과 2016년 미국 선거 캠페인 기간 동안 페이스북에서 허위 기사가 확산된 것으로 기록되었다.
가짜 뉴스는 대중 사이에서 입소문을 타는 경향이 있다. 트위터와 같은 소셜 미디어 플랫폼이 등장하면 허위 정보가 빠르게 확산되기 쉬워진다. 연구에 따르면 허위 정치 정보는 다른 허위 뉴스보다 3배 더 빠르게 확산되는 경향이 있는 것으로 나타났다. 트위터에서 허위 트윗은 진실한 트윗보다 리트윗될 확률이 훨씬 높다. 또한 봇이나 클릭 팜이 아닌 인간이 허위 뉴스와 정보를 유포하는 책임이 있다. 인간이 허위 정보를 퍼뜨리는 경향은 인간의 행동과 관련이 있으며, 연구에 따르면 인간은 놀랍고 새로운 사건과 정보에 끌리고 그 결과 뇌에 높은 각성을 유발한다. 게다가, 동기 부여된 추론이 가짜 뉴스의 확산에 중요한 역할을 하는 것으로 밝혀졌다. 이로 인해 궁극적으로 인간은 클릭베이트와 눈길을 끄는 제목으로 특징지어지는 허위 정보를 리트윗하거나 공유하게 된다. 이로 인해 사람들이 정보를 확인하기 위해 멈추지 않게 된다. 그 결과, 허위 뉴스를 중심으로 대규모 온라인 커뮤니티가 형성되고 있으며, 정보의 진위 여부에 대한 사전 사실 확인이나 검증도 이루어지지 않고 있다.
가짜 뉴스의 바이러스 확산과 관련하여 특히 우려되는 것은 슈퍼 전파자의 역할이다. CNN의 신뢰할 수 있는 출처의 앵커인 브라이언 스텔터는 도널드 트럼프 대통령과 폭스 뉴스 진행자들 사이에서 발전한 체계적인 장기 양방향 피드백을 문서화했다. 그 결과 정부와 주류 미디어에 대한 많은 청중의 분노가 표출되면서 TV 네트워크에 매우 성공적인 돈벌이 수단이 되었다.

### 부정적 영향
2017년 월드 와이드 웹의 발명가인 팀 버너스 리는 가짜 뉴스가 인터넷이 진정으로 "인류에게 봉사"할 수 있기 위해서는 먼저 해결해야 할 세 가지 가장 중요한 새로운 불안한 인터넷 트렌드 중 하나라고 주장했다. 다른 두 가지 불안한 트렌드는 최근 정부가 시민 감시 목적과 사이버 전쟁 목적으로 인터넷을 사용하는 것이 급증했다는 점이다.
언론인이자 언론 담당자였던 저자 테리 프래쳇은 인터넷에서 가짜 뉴스의 확산에 대해 가장 먼저 우려한 사람 중 한 명이었다. 1995년 마이크로소프트의 창립자 빌 게이츠와의 인터뷰에서 그는 "나는 스스로를 무언가를 위한 연구소라고 부르며 유대인이 전적으로 2차 세계대전의 책임이 있고 홀로코스트가 일어나지 않았으며 인터넷에 공개되어 동료 검토 등을 거친 역사 연구와 동일한 조건으로 이용할 수 있다고 허위 논문을 홍보하기로 결정했다"고 말했다. 하지만 인터넷에는 정보에 대한 존중이 어느 정도 존재한다. 인터넷에는 정보에 대한 평가가 어느 정도 동등한다. 이것이 바닥이 있는지, 누군가 방금 지어낸 것인지 알아낼 방법이 없다." 게이츠는 인터넷 당국이 인쇄물보다 훨씬 더 정교한 방식으로 사실과 평판을 색인하고 확인할 것이라며 낙관적이었고 동의하지 않았다. 하지만 인터넷이 가짜 뉴스를 어떻게 전파하고 정당화할지 더 정확하게 예측한 사람은 프래쳇이었다.
1990년대에 인터넷이 처음 대중에게 사용되기 시작했을 때, 인터넷의 주요 목적은 정보를 찾고 접근하는 것이었다. 가짜 뉴스가 인터넷에 소개되면서 일부 사람들은 진실한 정보를 찾기가 어려워졌다. 가짜 뉴스의 영향은 전 세계적인 현상이 되었다. 가짜 뉴스는 종종 가짜 뉴스 웹사이트를 통해 퍼지는데, 이 웹사이트는 신뢰를 얻기 위해 잘 알려진 뉴스 소스를 사칭하는 주의를 끄는 뉴스를 만드는 데 특화되어 있다. "재미"를 위해 이 일을 한다고 말한 제스틴 콜러는 자신의 가짜 뉴스 웹사이트 광고로 한 달에 미화 1만 달러를 벌었다고 밝혔다.
연구에 따르면 가짜 뉴스는 전통적인 인쇄물이나 TV 매체보다 소셜 미디어와 온라인 기반 매체에 훨씬 더 큰 피해를 입히는 것으로 나타났다. 설문조사를 실시한 결과, 가짜 뉴스에 대해 알게 된 후 주류 미디어에서 소셜 미디어 뉴스 기사에 대한 신뢰도가 낮은 반면, 58%의 사람들이 소셜 미디어 뉴스 기사에 대한 신뢰도가 낮은 것으로 나타났다. 2019년, 포브스의 알파 세대에 대해 보도한 작가 크리스틴 미셸 카터는 미디어에서 허위 또는 오해의 소지가 있는 정보를 세대의 3분의 1이 해독할 수 있다고 말했다.

## 가짜 뉴스의 유형
퍼스트 드래프트 뉴스의 클레어 워들은 일곱 가지 유형의 가짜 뉴스를 확인했다:
1. 풍자 또는 패러디 ("해를 끼칠 의도는 없지만 속일 가능성은 있다")
2. 허위 연결(헤드라인, 비주얼 또는 캡션이 콘텐츠를 지원하지 않는 경우)
3. 오해의 소지가 있는 콘텐츠("문제나 개인을 프레임화하기 위해 정보를 오해의 소지가 있는 사용")
4. 허위 컨텍스트("진정한 콘텐츠가 허위 컨텍스트 정보와 공유되는 경우"
5. 가짜 출처로 가짜 출처를 사칭한 가짜 콘텐츠("진정한 출처가 사칭된 경우")
6. 조작된 콘텐츠("조작된" 사진과 같이 실제 정보나 이미지가 속이기 위해 조작된 경우")
7. 조작된 콘텐츠("새로운 콘텐츠는 100% 거짓이며, 기만하고 해를 끼치도록 설계되었다.")

과학적 부정주의는 가짜 뉴스의 또 다른 잠재적 설명 유형으로, 기존의 강한 신념을 무의식적으로 뒷받침하기 위해 거짓 또는 오해의 소지가 있는 사실을 만들어내는 행위로 정의된다.

## 비판
2017년, 워들은 가짜 뉴스라는 표현을 거부하고 "대화에서 검열한다"는 표현을 거부했다고 발표했다. 이는 문제를 설명하기에 "매우 부적절하다"고 판단했기 때문이다. 그녀는 이제 정보 장애와 정보 오염에 대해 이야기하며 세 가지 중요한 유형의 정보 콘텐츠 문제를 구분한다:
1. 잘못된 정보(잘못된 정보): 유해한 의도 없이 유포된 허위 정보.
2. 허위 정보(허위 정보): 악의적인 의도를 가진 사람들이 생성하고 공유한 허위 정보.
3. 잘못된 정보(잘못된 정보): 해를 끼칠 의도로 "진정한" 정보를 공유하는 것이다.

허위 정보 공격은 악의적인 의도로 인해 가장 교묘한 유형이다. 예를 들어, 특히 선거 중에 적대적인 외국 행위자에 의해 생성되고 전파되는 경우가 있다.
도널드 트럼프 전 대통령이 이 용어를 공동 채택한 방식 때문에 워싱턴 포스트 미디어 칼럼니스트 마가렛 설리번은 동료 기자들에게 "이제 '가짜 뉴스'라는 오염된 용어를 폐기할 때"라고 경고했다. 이 용어는 오래되지 않았지만 이미 그 의미는 사라졌다." 2018년 말, "가짜 뉴스"라는 용어는 널리 알려지게 되었고, 포인터 연구소를 비롯한 미국 언론인들은 이 용어를 사용하는 기업들에게 사과와 제품 은퇴를 요구하고 있었다.
2018년 10월, 영국 정부는 가짜 뉴스라는 용어가 "진정한 오류부터 민주주의 과정에 대한 외국의 간섭에 이르기까지 다양한 허위 정보를 혼동하는 잘못 정의되고 오해의 소지가 있는 용어"이기 때문에 공식 문서에서 더 이상 사용되지 않기로 결정했다. 이는 하원 디지털, 문화, 미디어 및 스포츠 위원회의 권고에 따른 것이었다.
그러나 최근 가짜 뉴스에 대한 리뷰에서는 여전히 가짜 뉴스를 조작된 뉴스와 동등한 의미의 유용한 광범위한 구성 요소로 간주하고 있다. 이는 과당파 뉴스와 같은 관련 유형의 문제 뉴스 콘텐츠와는 별개로, 후자는 정치적 양극화의 특정 원인이다. 따라서 연구자들은 정보 장애를 보다 중립적이고 유익한 용어로 선호하기 시작했다. 예를 들어, 아스펜 연구소의 조사위원회(2021)는 조사 보고서에서 정보 장애라는 용어를 채택했다.

## 식별
학술 도서관 가이드에 따르면, 가짜 뉴스의 여러 특정 측면이 이를 식별하여 과도한 영향을 받지 않도록 도울 수 있다고 한다. 여기에는 클릭베이트, 선전, 풍자/패러디, 허술한 저널리즘, 오해의 소지가 있는 제목, 조작, 루머 밀, 잘못된 정보, 미디어 편향, 시청자 편향, 콘텐츠 농장 등이 포함된다.
국제도서관협회 및 기관 연맹(IFLA)은 사람들이 가짜 뉴스를 인식할 수 있도록 돕기 위해 다이어그램 형태의 요약본(오른쪽 사진)을 발표했다. 주요 요점은 다음과 같다:
1. 출처 고려
2. 헤드라인 읽기 (전체 흐름을 이해하려면)
3. 저자를 확인하세요 (그들이 신뢰할 수 있는지 확인하세요)
4. 지원 출처를 평가한다(주장을 뒷받침할 수 있도록)
5. 출판 날짜를 확인하세요 (이야기가 관련성이 있는지 최신인지 확인하세요)
6. 농담인지 물어보세요(풍자용인지 확인하기 위해)
7. 자신의 편견을 검토하세요(자신의 판단에 영향을 미치는지 확인하세요)
8. 전문가에게 문의하세요 (지식이 있는 독립적인 사람들로부터 확인을 받으세요).[70]

2015년에 포인터 연구소에서 출범한 국제 사실 확인 네트워크(IFCN)는 사실 확인을 위한 국제 협력 노력을 지원하고, 교육을 제공하며, 원칙 코드를 발표했다.2017년에는 언론 기관을 위한 신청 및 심사 절차를 도입했다. IFCN의 검증된 서명자 중 한 명인 비영리 미디어 저널 '더 컨버세이션'은 사실 확인 과정을 설명하는 짧은 애니메이션을 제작했는데, 이는 "제2의 학계 전문가의 블라인드 동료 검토, 추가적인 조사 및 편집 감독을 포함한 추가적인 점검과 균형"을 포함한다.
2017학년도부터 대만의 어린이들은 선전에 대한 비판적 읽기와 출처 평가를 가르치기 위해 고안된 새로운 커리큘럼을 공부한다. 이 과정은 "미디어 리터러시"라고 불리며, 새로운 정보 사회에서 저널리즘 교육을 제공한다.

### 온라인 식별
가짜 뉴스는 지난 몇 년 동안 점점 더 널리 퍼졌으며, 2016년 미국 대통령 선거에만 100개 이상의 오해의 소지가 있는 기사와 소문이 퍼졌다. 이러한 가짜 뉴스 기사들은 종종 풍자적인 뉴스 웹사이트나 개별 웹사이트에서 나온 것으로, 클릭베이트나 목적을 위해 허위 정보를 퍼뜨리려는 동기를 가지고 있다. 그들은 일반적으로 의도적으로 잘못된 정보를 홍보하려고 하기 때문에, 이러한 기사들을 발견하기가 매우 어렵다.
정보 출처를 식별할 때는 이메일 및 소셜 미디어 참여의 내용을 포함하되 이에 국한되지 않는 여러 속성을 살펴봐야 한다. 특히, 이 언어는 일반적으로 실제 기사보다 가짜 뉴스에서 더 선동적이며, 부분적으로는 클릭을 혼동하고 생성하는 것이 목적이기 때문이다.
또한, n-그램 인코딩 및 단어 가방과 같은 모델링 기법은 뉴스 소스의 정당성을 판단하는 다른 언어 기법으로 사용되어 왔다. 게다가 연구자들은 시각적 단서가 기사를 분류하는 데에도 중요한 역할을 한다는 것을 발견했다. 특히 일부 기능은 사진이 합법적인지 평가하고 뉴스에 대한 더 명확한 정보를 제공하도록 설계될 수 있다. 뉴스를 전파하는 모델뿐만 아니라 역할을 할 수 있는 소셜 컨텍스트 기능도 많이 있다. Snopes와 같은 웹사이트는 이러한 정보를 수동으로 감지하려고 노력하는 반면, 특정 대학에서는 직접 이를 수행할 수 있는 수학적 모델을 구축하려고 노력한다.

## 대처 및 억제 전략
모든 유형의 가짜 뉴스에 대응하고 억제하기 위한 전략, 특히 정치적 목적으로 허위 내러티브를 의도적으로 퍼뜨리거나 표적이 된 커뮤니티에서 사회적 결속력을 불안정하게 만드는 허위 정보에 대한 상당한 연구가 진행 중이다. 예를 들어 가짜 뉴스가 의도적으로 생산되는지, 아니면 의도하지 않았거나 무의식적으로 생산되는지에 따라 개별 유형의 가짜 뉴스에 맞춘 여러 전략이 필요하다.
가짜 뉴스에 대처하기 위해 상당한 자원이 사용되고 있다. 현재 사건과 연구에 대한 정기 요약은 여러 지원 기관의 웹사이트와 이메일 뉴스레터에서 확인할 수 있다. 특히 주목할 만한 것은 초안 아카이브, 정보 퓨처스 랩, 공중 보건 학교, 브라운 대학교, 니만 저널리즘 재단(하버드 대학교)이다.
저널리스트 버나드 킨은 호주의 잘못된 정보에 관한 책에서 가짜 뉴스에 대처하기 위한 전략을 세 가지 범주로 분류한다: (1) 거짓말쟁이(가짜 뉴스의 가해자), (2) 통로(가짜 뉴스의 운반 방법), (3) 거짓말을 하는 사람(가짜 뉴스의 수신자).

### 가해자에 관한 전략

#### 감정보다 사실의 증진
과학적 태도와 포스트 진리를 연구해온 미국의 과학 철학자 리 맥킨타이어는 감정이 사실을 대체하는 것보다 사회의 사실적 기반이 더 중요하다고 설명했다. 현대적인 예로는 도널드 트럼프 대통령과 폭스 뉴스 사이에 발전한 공생 관계가 있는데, 이 관계에서 폭스 진행자들의 음모론이 트럼프 대통령에 의해 지속적인 피드백 루프로 반복되었다(그리고 그 반대도 마찬가지였다). 이는 분노를 조장하고 보수적인 공화당 폭스 청취자들을 컬트적인 트럼프 지지자로 조건화하고 급진화하는 데 기여했으며, 민주당의 반대자들, 주류 언론, 엘리트들을 일반적으로 악마화하고 가스라이팅하는 데 기여했다.
사실이 아닌 감정에 기반한 가짜 뉴스에 대응하기 위한 핵심 전략은 정보 공간, 특히 소셜 미디어와 웹 브라우저 검색 결과를 사실적인 뉴스로 넘쳐나게 하여 잘못된 정보를 제거하는 것이다. 사실을 확립하는 데 중요한 요소는 비판적 사고의 역할이며, 그 원칙은 모든 학교 및 대학 교육 과정에 보다 포괄적으로 포함되어야 한다. 비판적 사고는 시민들이 문제 해결과 의사 결정을 하기 전에 작성된 단어의 내용에 주의를 기울이고, 그 정확성과 공정성을 판단하는 등 가치 있는 속성들을 배우는 사고 방식이다.

#### 기법 반박
콘텐츠 반박(허위 정보를 반박하기 위해 진실한 사실을 제시하는 것)이 항상 효과가 있는 것은 아니기 때문에 리 맥킨타이어는 체리 피킹 데이터와 같은 부정자의 잘못된 추론이 노출되고 가짜 전문가에 지나치게 의존하는 더 나은 기법 반박 방법을 제안한다. 부정자는 많은 정보를 가지고 있지만 주류 출처에 대한 신뢰가 부족한다. 맥킨타이어는 먼저 정중한 교류를 통해 그들의 설명을 방해하지 않고 경청함으로써 신뢰를 쌓는다. 그런 다음 그는 "어떤 증거가 마음을 바꾸게 만드나요?", "왜 그 출처를 믿나요?"와 같은 질문을 던진다. 맥킨타이어는 자신의 기법을 사용하여 평준한 지구인들과 대화를 나눴지만, 하드코어 부정자에게는 효과가 없을 수 있다고 인정한다.

#### 개별 대응
온라인 블로그에서 잘못된 정보가 발견되면 잠시라도 곪아 터지고 확산되는 등 개인은 잘못된 정보에 직면해야 한다. 응답을 받는 사람은 변화에 저항할 수 있지만, 다른 많은 블로거들은 증거 기반 답변을 읽고 배울 수 있다. 2004년 미국 대통령 선거 캠페인에서 조지 W. 부시에 대항하는 동안 존 케리는 잔인한 사례를 발견했다. 우익 스위프트 보트 재향군인회는 케리가 베트남 전쟁 중 비겁함을 보였다고 거짓 주장을 펼쳤다. 케리는 언론에 비난을 받았음에도 불구하고 2주 동안 답변으로 주장을 존중하지 않았고, 이 행동이 부시에게 근소한 패배를 안겨주었다. 우리는 어떤 주장도 믿기에는 너무 터무니없다고 가정해서는 안 된다.:154–155
그러나 가짜 뉴스에 대한 과도한 디바운딩에 대해서는 주의가 필요하다. 영향력이 낮은 웹사이트나 블로그(팔로워가 적은 뉴스)에 게시된 가짜 뉴스에 주의를 기울이는 것은 종종 현명하지 못한 일이다. 뉴욕 타임즈와 같은 유명한 장소에서 기자가 이 가짜 뉴스를 디바운딩하면 허위 주장에 대한 정보가 널리 퍼지게 되고, 더 많은 사람들이 이를 믿거나 무시하거나 부인하게 될 것이다.

#### 역효과
2010년 브렌든 니한과 제이슨 리플러가 발표한 널리 보고된 논문에 따르면 확고한 신념을 가진 사람들에게 교정 정보를 제공할 때 다섯 가지 연구 중 두 가지 연구에서 잘못된 정치적 신념이 줄어들기보다는 강화되는 것으로 나타났다. 연구진은 이를 역효과라고 불렀다. 그러나 이 연구 결과는 정정 정보가 강화된 잘못된 정보의 유일한 원인이라는 점에서 널리 잘못 보고되었다. Nyhan과 동료들을 포함한 후속 연구는 역효과를 지지하지 못했다. 대신 Nyhan은 이제 강화된 신념이 잘못된 정보를 퍼뜨리는 유명 엘리트와 미디어의 단서에 의해 크게 통제된다는 사실을 받아들인다.

### 운송업체와 관련된 전략

#### 소셜 미디어 규제
신뢰성이 위협받는 인터넷 기업들은 가짜 뉴스 확산을 제한하고 재정적 인센티브를 줄이기 위해 새로운 대응 방안을 마련했다.
소셜 미디어 기업에 대한 유효한 비판은 사용자가 이전 시청 선호도를 바탕으로 마음에 드는 콘텐츠를 제공한다는 점이다. 바람직하지 않은 부작용은 사용자의 확인 편향이 강화되어 가짜 뉴스에 대한 수용성이 높아진다는 점이다. 이러한 편향을 줄이기 위해서는 소셜 미디어(특히 페이스북과 트위터)와 웹 검색 엔진(특히 구글)에 대한 효과적인 자율 규제와 법적 강제 규제가 더욱 효과적이고 혁신적으로 이루어져야 한다.
가짜 뉴스에 대처하기 위한 재정적 인센티브가 일부 주류 미디어에도 적용된다. CNN의 신뢰할 수 있는 출처 앵커인 브라이언 스텔터는 도널드 트럼프 대통령과 폭스 뉴스 사이에 발전한 공생적이지만 해로운 관계에 대해 상당한 비판을 내놓았는데, 폭스 뉴스는 가짜 뉴스의 슈퍼 전파자임에도 불구하고 머독이 소유한 TV 네트워크에 엄청난 성공을 거두었다.

#### 일반 전략
이러한 기술 기업들의 일반적인 접근 방식은 인간의 사실 확인과 자동화된 인공지능(기계 학습, 자연어 처리 및 네트워크 분석)을 통해 문제가 되는 뉴스를 감지하는 것이다. 기술 기업들은 두 가지 기본적인 대응책을 활용해 왔다: 순위가 낮은 가짜 뉴스와 경고 메시지.
첫 번째 접근 방식에서는 검색 알고리즘에 의해 문제가 되는 콘텐츠가 구글 검색의 두 번째 또는 그 이후 페이지로 하향 순위가 매겨지므로 사용자가 이를 덜 볼 수 있다(대부분의 사용자는 검색 결과의 첫 페이지만 스캔한다). 그러나 두 가지 문제가 발생한다. 하나는 진실이 흑백이 아니며, 사실 확인자들이 컴퓨터 교육 세트에 포함된 콘텐츠를 분류하는 방법에 대해 종종 의견이 일치하지 않아 허위 양성 및 부당한 검열의 위험이 있다는 것이다. 또한 가짜 뉴스는 종종 빠르게 발전하므로 잘못된 정보의 식별자가 미래에 효과적이지 않을 수 있다.
두 번째 접근 방식은 전문 팩트 체커가 허위로 판명한 콘텐츠에 경고를 부착하는 것이다. 많은 증거에 따르면 수정과 경고는 오해와 공유를 줄이는 데 도움이 된다. 팩트 체킹이 역효과를 낼 수 있다는 초기 증거에도 불구하고, 최근 연구에 따르면 이러한 역효과는 극히 드문다. 하지만 중요한 문제는 전문 팩트 체킹이 확장 가능하지 않다는 점이다. 각 특정 주장을 조사하는 데 상당한 시간과 노력이 필요할 수 있다. 따라서 대부분은 아니더라도 많은 허위 주장이 팩트 체킹을 받지 못한다. 또한 프로세스가 느리고 경고가 바이러스 확산의 정점 시기를 놓칠 수 있다. 또한 경고는 일반적으로 실제로 발생한 사건에 대한 편향된 보도가 아닌 노골적인 허위 뉴스에만 부착된다.
세 번째 접근 방식은 위키백과와 같은 신뢰할 수 있는 출처뿐만 아니라 주류 미디어(예: 뉴욕 타임즈 및 월스트리트 저널), 과학 커뮤니케이션 출판물(예: 사이언티픽 아메리칸 및 더 컨버세이션)에도 더 중점을 두는 것이다. 그러나 이러한 접근 방식은 이러한 출처(미디어에는 뉴스 페이지와 의견 페이지가 모두 있음)에서도 초당적인 논평과 확인 편향이 발견되어 혼합된 결과를 초래했다. 또한 커뮤니티의 일부 섹션에서는 과학적 논평을 완전히 거부하고 있다.
네 번째 접근 방식은 소셜 미디어에서 소위 말하는 가짜 뉴스의 슈퍼 전파자를 금지하거나 구체적으로 표적으로 삼는 것이다.

#### 사실 확인
2016년 미국 대통령 선거 동안 가짜 뉴스의 생성과 보도가 크게 증가했다. 이로 인해 가짜 뉴스의 확산을 막기 위한 광범위한 대응이 이루어졌다. 가짜 뉴스 웹사이트들이 팩트체크 조직에 대응하는 데 있어서의 양과 거부감은 팩트체크만으로는 가짜 뉴스의 확산을 억제하는 데 문제를 야기하고 있다. 가짜 뉴스의 영향을 줄이기 위해 Snopes.com 와 FactCheck.org 을 포함한 팩트체크 웹사이트들은 가짜 뉴스 웹사이트를 발견하고 피하는 가이드를 게시했다. 페이스북과 구글과 같은 소셜 미디어 사이트와 검색 엔진은 가짜 뉴스의 확산을 조장한다는 이유로 비판을 받았다. 두 기업 모두 가짜 뉴스의 확산을 명시적으로 막기 위한 조치를 취하고 있지만 비판론자들은 더 많은 조치가 필요하다고 생각한다.

#### 페이스북
2016년 미국 선거와 독일 선거를 앞두고 페이스북은 부정확한 뉴스에 라벨을 붙이고 경고하기 시작했으며, 독립적인 팩트체커와 협력하여 부정확한 뉴스에 라벨을 붙이고 독자들에게 경고한 후 공유했다. 해당 기사가 논란의 여지가 있는 것으로 표시된 후 제3자 팩트체커가 검토한다. 그런 다음 가짜 뉴스 기사로 판명된 경우 해당 게시물을 광고로 전환하거나 홍보할 수 없다. 인공지능은 알고리즘을 통해 가짜 뉴스를 인식하고 제거하기 위해 미국과 유럽에서 가장 최근에 개발되고 있는 기술 중 하나이다. 2017년에 Facebook은 프랑스 대통령 선거와 관련된 잘못된 정보의 확산과 관련된 3만 개의 계정을 목표로 삼았다.
2020년, 코로나19 팬데믹 기간 동안 페이스북은 북마케도니아와 필리핀의 트롤 농장이 코로나바이러스 허위 정보를 퍼뜨린다는 사실을 발견했다. 이 농장의 콘텐츠를 사용한 퍼블리셔는 플랫폼에서 금지되었다.

#### 구글
2018년 3월, 구글은 가짜 뉴스의 확산을 막기 위해 구글 뉴스 이니셔티브(GNI)를 출범시켰다. 구글은 양질의 저널리즘과 온라인에서의 진실 규명이 중요하다는 믿음 아래 GNI를 출범시켰다. GNI는 "품질 저널리즘을 고양하고 강화하며, 비즈니스 모델을 진화시켜 지속 가능한 성장을 촉진하고 기술 혁신을 통해 뉴스 조직에 힘을 실어주는 것"이라는 세 가지 목표를 가지고 있다. 첫 번째 목표를 달성하기 위해 Google은 선거나 속보와 같은 중요한 시기에 가짜 뉴스의 확산을 방지하는 Dispino Lab을 만들었다. 또한 속보가 있을 때 더 신뢰할 수 있는 콘텐츠를 표시할 수 있도록 시스템을 조정하기 위해 노력하고 있다. 사용자가 미디어 퍼블리셔에 더 쉽게 가입할 수 있도록 Google은 Google과 함께 구독을 만들었다. 또한 뉴스 조직이 데이터와 분석을 통해 청중을 더 잘 이해할 수 있도록 대시보드인 뉴스 컨슈머 인사이트를 만들었다. Google은 이러한 노력에 2021년까지 3억 달러를 투자하여 가짜 뉴스에 대처할 계획이었다.
2020년 11월, YouTube(구글 소유)는 코로나바이러스에 대한 잘못된 정보를 퍼뜨렸다는 이유로 뉴스 매체 One America News Network(OANN)를 일주일간 중단시켰다. 이 매체는 여러 차례 YouTube의 정책을 위반했다. 바이러스에 대한 보장된 치료법을 허위로 홍보한 동영상이 채널에서 삭제되었다.

#### 일반적인 법적 및 형사적 제재
익명으로 호스팅된 가짜 뉴스 웹사이트의 사용으로 인해 가짜 뉴스 출처를 명예훼손으로 기소하는 것이 어려워졌다.
수많은 국가에서 기술 기업에만 초점을 맞춘 것이 아니라 일반적으로 유해한 잘못된 정보를 규제하거나 기소하기 위한 법을 제정했다. 많은 국가에서 사람들이 COVID-19 팬데믹에 대한 가짜 뉴스를 퍼뜨렸다는 혐의로 체포되었다.
알제리 의원들은 "공공 질서와 국가 안보"에 해로운 것으로 간주되는 "가짜 뉴스"를 범죄화하는 법안을 통과시켰다. 터키 내무부는 "targeting 관리들이 게시물을 올리고 있으며, 바이러스가 튀르키예에서 널리 퍼졌으며 관리들이 충분한 조치를 취하지 않았다고 주장하여 공포와 두려움을 퍼뜨렸다"는 소셜 미디어 사용자들을 체포하고 있다. 이란 군부는 COVID-19에 대한 "소문을 퍼뜨린" 혐의로 3600명이 체포되었다고 밝혔다. 캄보디아에서는 COVID-19 확산에 대한 우려를 표명한 일부 사람들이 가짜 뉴스 혐의로 체포되었다. 아랍에미리트는 발병과 관련된 잘못된 정보와 소문의 확산에 대해 형사 처벌을 도입했다.

### 수신자와 관련된 전략

#### 수신자의 인지적 편향
블로그나 트윗과 같은 온라인 정보의 대규모 확산으로 인해 온라인 시장이 넘쳐나고 있다. 이로 인한 정보 과부하로 인해 인간은 이러한 모든 정보 단위(밈이라고 함)를 처리할 수 없기 때문에 확인 편향과 기타 인지 편향이 어떤 것에 주의를 기울여야 할지 결정하여 가짜 뉴스의 확산을 촉진한다. 또한 이러한 인지적 취약점은 이전 소셜 미디어 사용을 기반으로 좋아하는 정보를 제공하는 컴퓨터 알고리즘과 소셜 미디어 봇을 만들어 의도적으로 허위 정보를 퍼뜨리는 개인 조작자 모두에 의해 쉽게 악용될 수 있다.
랜디 스타인과 동료들의 최근 연구에 따르면 보수주의자들은 진보주의자들(진보주의자들)보다 개인적인 이야기(비과학적, 직관적 또는 경험적 증거)를 더 중요하게 생각하기 때문에 과학적 증거에 덜 휘둘릴 수 있다고 한다. 그러나 이 연구는 비정치적인 메시지에 대한 반응만을 테스트했다.

#### 반사 프롬프트에 따라 넛지
사람들은 읽거나 들은 내용에 대해 신중하게 생각하지 않고, 정보를 확인하거나 검증하지 않고 성급하게 반응하여 가짜 뉴스를 공유하는 경향이 있다. 사람들이 들어오는 정보의 정확성을 고려하도록 '촉각'하는 것은 사람들이 생각하고, 판단의 정확성을 향상시키며, 잘못된 정보가 반사적으로 공유될 가능성을 줄이는 데 도움이 되는 것으로 나타났다. 기술 기반 넛지의 예로는 트위터의 "리트윗하기 전 읽기" 프롬프트가 있으며, 이는 독자들이 리트윗하기 전에 기사를 읽고 내용을 고려하도록 유도한다.

#### 미디어 리터러시
인쇄 매체와 디지털 매체 모두에 대한 비판적 미디어 리터러시 기술은 독자가 미디어 콘텐츠의 정확성을 스스로 평가하는 데 도움이 된다. 놀란 히든은 가짜 뉴스를 감지하는 방법에 대한 비판적 사고를 가르치는 데 중점을 둔 비판적 미디어 리터러시 교육이 선전의 영향을 완화하는 가장 효과적인 방법이라고 주장한다.

#### 정신 면역 건강, 예방 접종 및 사전 차단
미국 철학자 앤디 노먼은 그의 저서 '정신 면역'에서 잘못된 생각(예: 음모론)에 저항하고 사소한 부족주의를 초월하기 위한 실질적인 지침으로서 인지 면역학의 새로운 과학을 주장한다. 그는 합리적인 논증, 과학적 방법, 사실 확인 및 비판적 사고 능력만으로는 광범위한 허위 정보에 대응하기에 충분하지 않다고 주장한다. 특히 기능 장애가 있는 사회에서 정신적 '면역'(가짜 뉴스에 대한 대중의 회복력)의 여러 측면을 심각하게 왜곡할 수 있는 확인 편향, 동기 부여된 추론 및 기타 인지 편향의 힘은 간과되고 있다.
심리학 투데이에 기고한 수잔 A. 놀란 박사와 마이클 킴볼이 지적한 문제 중 하나는 의도적인 허위 정보를 포함한 새로운 잘못된 정보가 지속적으로 등장하고 있다는 점이다. 두 사람은 새로운 주장을 나중에 계속해서 반박할 필요 없이 잘못된 정보에 대해 인구에게 접종함으로써 이 문제를 해결할 수 있다는 연구 결과를 인용하며, 이 접종이 대중의 회복력을 높이고 심리적 '집단 면역'을 위한 조건을 만든다고 설명했다. 이 과정의 일반적인 용어는 공격하기 전에 거짓말, 전술 또는 출처를 반박하는 과정으로 정의되는 프리번킹이다. 그들이 인용한 연구에는 가짜 뉴스와 싸울 수 있는 도구를 제공하는 무료 온라인 게임에 대한 연구가 포함되어 있어 뉴스를 소비할 때 건강한 회의감을 불러일으켰다.2023년 기준 , Google은 동유럽에서 임상시험 중 잘못된 정보에 대응하는 데 효과적인 것으로 입증된 새로운 프리번킹 비디오 광고를 구현했다.
대부분의 현재 연구는 사회 심리 및 의사소통 이론인 접종 이론에 기반하고 있다. 이 이론은 신체가 질병으로부터 보호받을 수 있는 것과 마찬가지로, 예를 들어 더 강한 미래 위협의 약화된 버전에 미리 노출되는 것과 같은 방식으로 태도나 신념을 보호할 수 있는 방법을 설명한다. 이 이론은 백신이 감염병에 적용되는 것처럼, 접종을 설명적 비유로 사용한다. 백신은 잘못된 정보와 가짜 뉴스에 대한 대중의 회복력('면역력')을 구축할 수 있는 큰 잠재력을 가지고 있다. 예를 들어, 과학 부정주의, 위험한 건강 행동, 감정적으로 조작적인 마케팅 및 정치 메시지에 대처하는 데 큰 잠재력을 가지고 있다.
예를 들어, 존 쿡과 동료들은 접종 이론이 기후 변화 부정론에 대응할 수 있는 가능성을 보여준다는 것을 보여주었다. 이 과정에는 두 단계의 과정이 포함된다. 첫째, 기후 변화에 대한 가장 일반적인 50여 가지 신화를 나열하고 각 신화의 추론 오류와 논리적 오류를 파악하여 분해한다. 둘째, 병렬 논증의 개념을 사용하여 동일한 논리를 병렬 상황, 종종 극단적이거나 터무니없는 상황에 이식하여 논증의 결함을 설명한다. 적절한 유머를 추가하는 것이 특히 효과적일 수 있다.

## 역사

### 고대

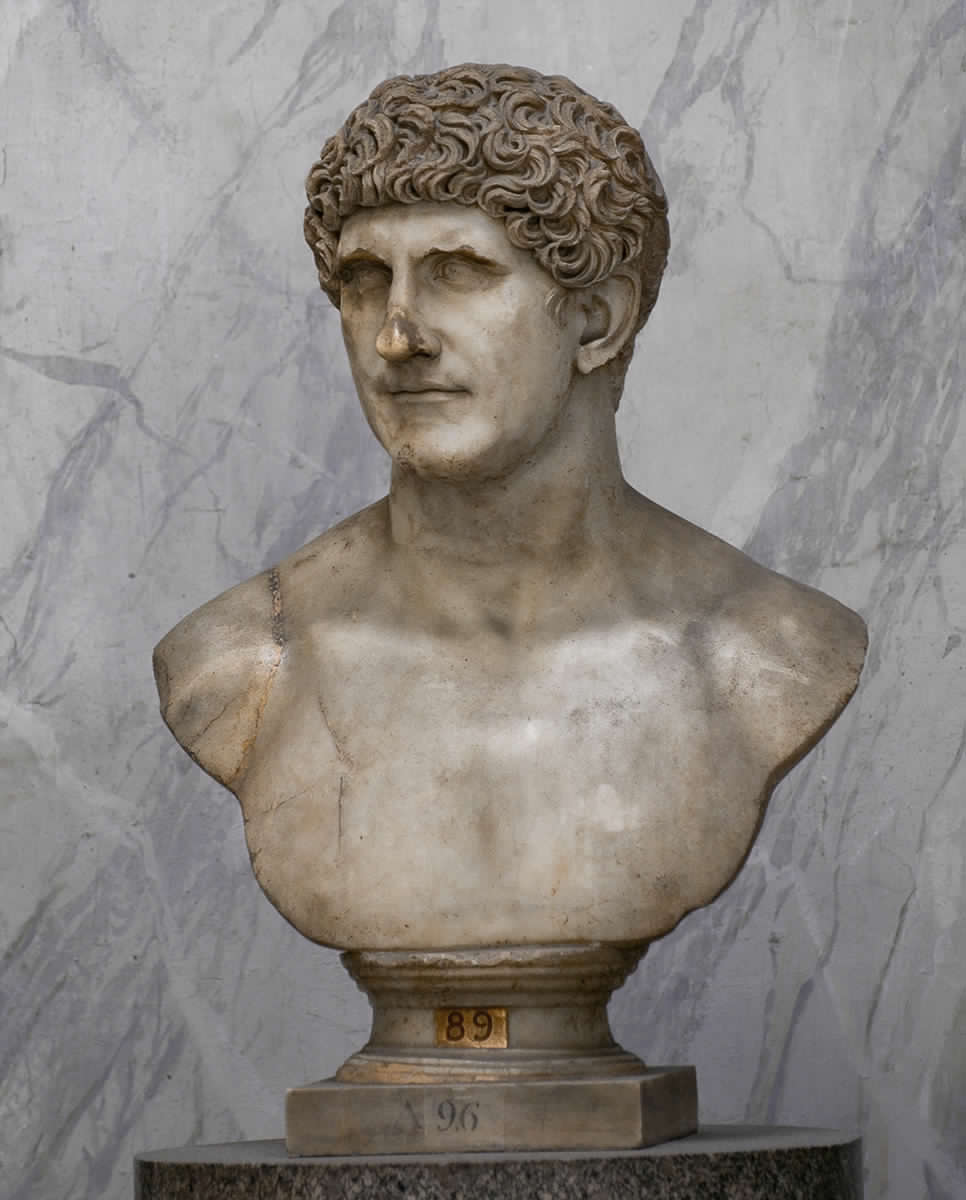
로마의 정치인이자 장군인 마크 안토니는 잘못된 정보로 인해 자살했다.

기원전 13세기에 라메세스 대왕은 카데시 전투를 이집트인들의 놀라운 승리로 묘사하는 거짓말과 선전을 퍼뜨렸다. 그는 전투 중 거의 모든 사원의 벽에 적을 물리치는 장면을 묘사했다. 그러나 이집트인과 히타이트인 간의 조약은 전투가 실제로 교착 상태였음을 보여준다.
기원전 1세기 동안 옥타비아누스는 그의 라이벌 마크 안토니우스를 술주정뱅이, 여성 혐오자, 이집트 여왕 클레오파트라 7세의 단순한 꼭두각시로 묘사하며 잘못된 정보를 퍼뜨리는 캠페인을 벌였다. 그는 마크 안토니우스의 유언장을 사칭한 문서를 발표했는데, 마크 안토니우스가 사망하자 프톨레마이오스 파라오의 영묘에 안장되기를 원했다고 주장했다. 이 문서는 위조되었을 수도 있지만 로마 대중의 분노를 불러일으켰다. 마크 안토니우스는 악티움 전투에서 패배한 후 클레오파트라 자신이 자살했다고 주장하는 거짓 소문을 듣고 결국 자살했다.
서기 2세기와 3세기 동안, 기독교인들이 의식적인 식인 행위와 근친상간을 저질렀다고 주장하는 거짓 소문이 퍼졌다. 서기 3세기 후반, 기독교 옹호자 락탄티우스는 이교도들이 부도덕하고 잔인한 행위를 했다는 이야기를 만들어 과장했고, 반기독교 작가 포르피리도 기독교인에 대한 비슷한 이야기를 만들어냈다.

### 중세
1475년 트렌트의 가짜 뉴스 기사에 따르면 유대인 공동체가 시모니노라는 두 살 반 된 기독교 아기를 살해했다고 주장했다. 그 이야기로 인해 도시에 있던 모든 유대인들이 체포되고 고문을 당했다. 그 중 15명은 화형당했다. 교황 식스토 4세 자신도 이 이야기를 근절하려고 시도했지만, 그 시점에는 이미 누구도 통제할 수 없을 정도로 퍼져 있었다. 이러한 종류의 이야기는 "피의 명예훼손"으로 알려져 있으며, 유대인들이 기독교인, 특히 기독교 어린이들을 고의로 살해하고 그들의 피를 종교적 또는 의식적 목적으로 사용했다고 주장했다.

### 근대 초기
1439년 인쇄기가 발명된 후 출판물은 널리 퍼졌지만 저널리즘 윤리에 대한 기준은 없었다. 17세기에 이르러 역사가들은 각주에 자신의 출처를 인용하는 관행을 시작했다. 1610년 갈릴레오가 재판을 시작하면서 검증 가능한 뉴스에 대한 수요가 증가했다.
18세기 동안 네덜란드에서는 가짜 뉴스 발행자들이 벌금을 부과받고 금지되었다. 네덜란드 당국은 제라드 로데베이크 반 데어 마흐트를 네 번, 그리고 네 번 이동하여 언론을 재개했다. 미국 식민지에서 벤자민 프랭클린은 조지 3세 왕과 협력하여 미국 독립 혁명을 지지하는 여론을 흔들기 위해 살인적인 '스칼핑' 인디언에 대한 가짜 뉴스를 썼다.
16세기 파스퀴나드의 후계자인 카나드는 17세기부터 2세기 동안 파리에서 길거리에서 판매되었다. 1793년 마리 앙투아네트는 얼굴이 인쇄된 카나드로 인한 대중의 증오로 인해 처형당했다.
미국에서 노예 소유 시대에 노예제 지지자들은 백인들이 더 낮은 지위를 가진 것으로 여겨지는 아프리카계 미국인들에 대한 가짜 뉴스를 퍼뜨렸다. 일부 가짜 뉴스 사건의 확산에 대응하여 폭력이 발생했다. 한 예로 아프리카계 미국인이 자발적으로 백인으로 변하는 이야기가 남부를 통해 퍼져 많은 사람들의 마음에 공포를 불러일으켰다.
식민지 시대 초기부터 버지니아에서는 19세기에 일어난 유일한 대규모 봉기에도 불구하고 노예 반란에 대한 소문과 불안이 흔했다. 반란과 관련된 가짜 뉴스의 한 가지 특별한 사례는 1730년에 발생했다. 당시 버지니아 주지사였던 윌리엄 구치는 노예 반란이 일어났지만 실제로 진압되었다고 보고했지만 이런 일은 일어나지 않았다. 구치는 거짓을 발견한 후 농장에서 발견된 노예들을 처벌하고 고문하여 죄수로 만들라고 명령했다.

### 19세기

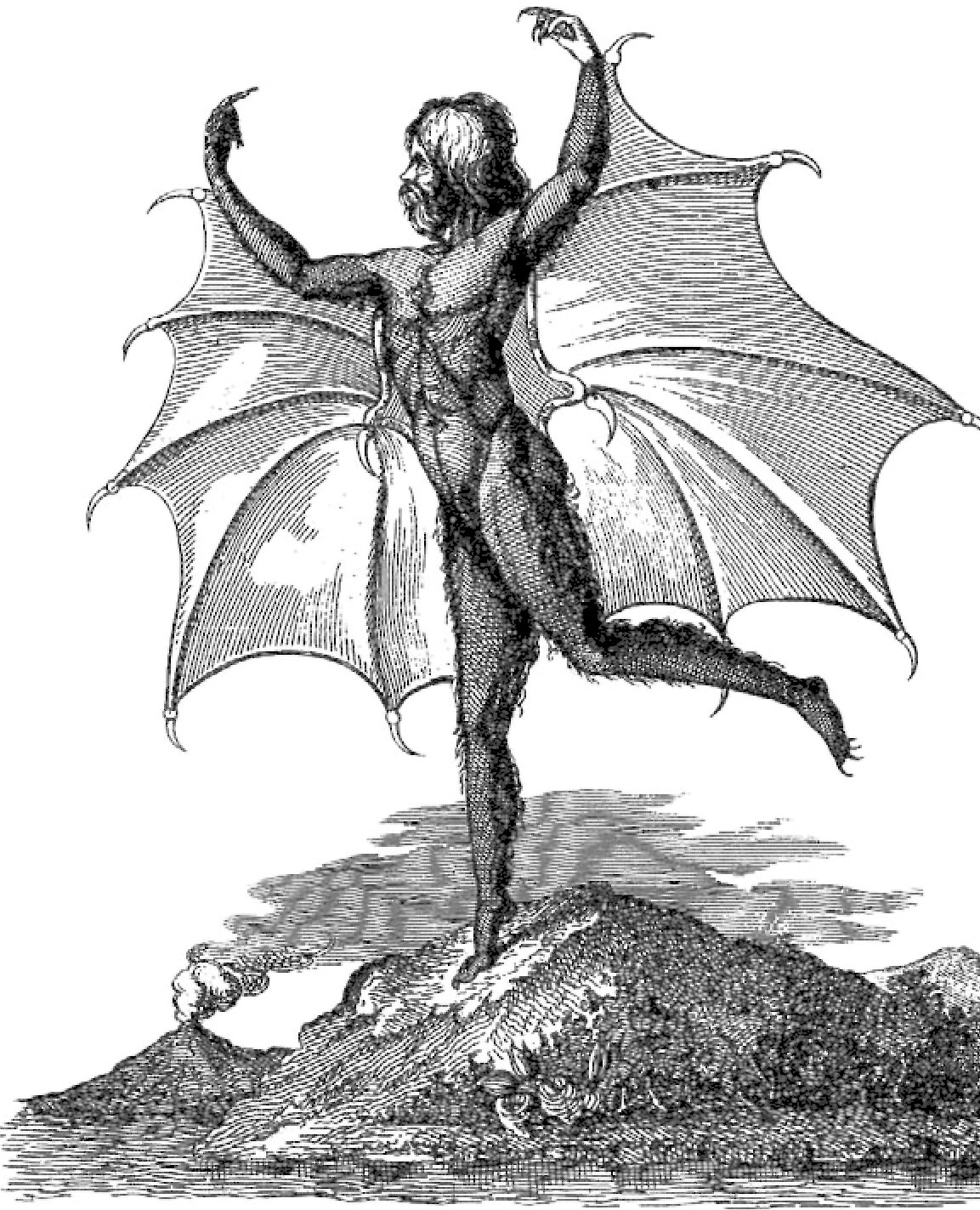
존 허셜이 달에서 발견했다고 알려진 '달의 동물'

1800년부터 1810년까지 제임스 치텀은 가상의 이야기를 이용해 아론 버에 대한 정치적 주장을 펼쳤다. 그의 이야기는 종종 명예훼손이 되었고 명예훼손으로 자주 고소당했다.
가짜 뉴스의 한 예는 1835년의 '위대한 달의 사기'였다. 뉴욕의 선 신문은 사기에 따르면 달에서 기괴한 생명체를 관찰한 실제 천문학자와 가짜 동료에 대한 기사를 게재했다. 가상의 기사는 성공적으로 새로운 구독자를 끌어들였고, 페니 페이퍼는 다음 달 이 시리즈가 사기였다는 사실을 인정한 후 반발을 거의 겪지 않았다. 그러한 이야기들은 독자들을 즐겁게 하고 오해하지 않도록 하기 위한 것이었다.
옐로우 저널리즘은 1890년대 중반 조셉 퓰리처의 뉴욕 월드와 윌리엄 랜돌프 허스트의 뉴욕 저널 사이의 유통 전쟁에서 발생한 선정주의 저널리즘을 특징짓는 절정에 달했다. 퓰리처와 다른 옐로우 저널리즘 출판사들은 미국을 스페인-미국 전쟁으로 이끌었으며, 이 전쟁은 쿠바 하바나 항구에서 USS 메인호가 폭발하면서 촉발되었다. 가짜 뉴스라는 용어 자체는 1890년대 선정주의 뉴스 보도 시대에 처음 사용된 것으로 보인다.

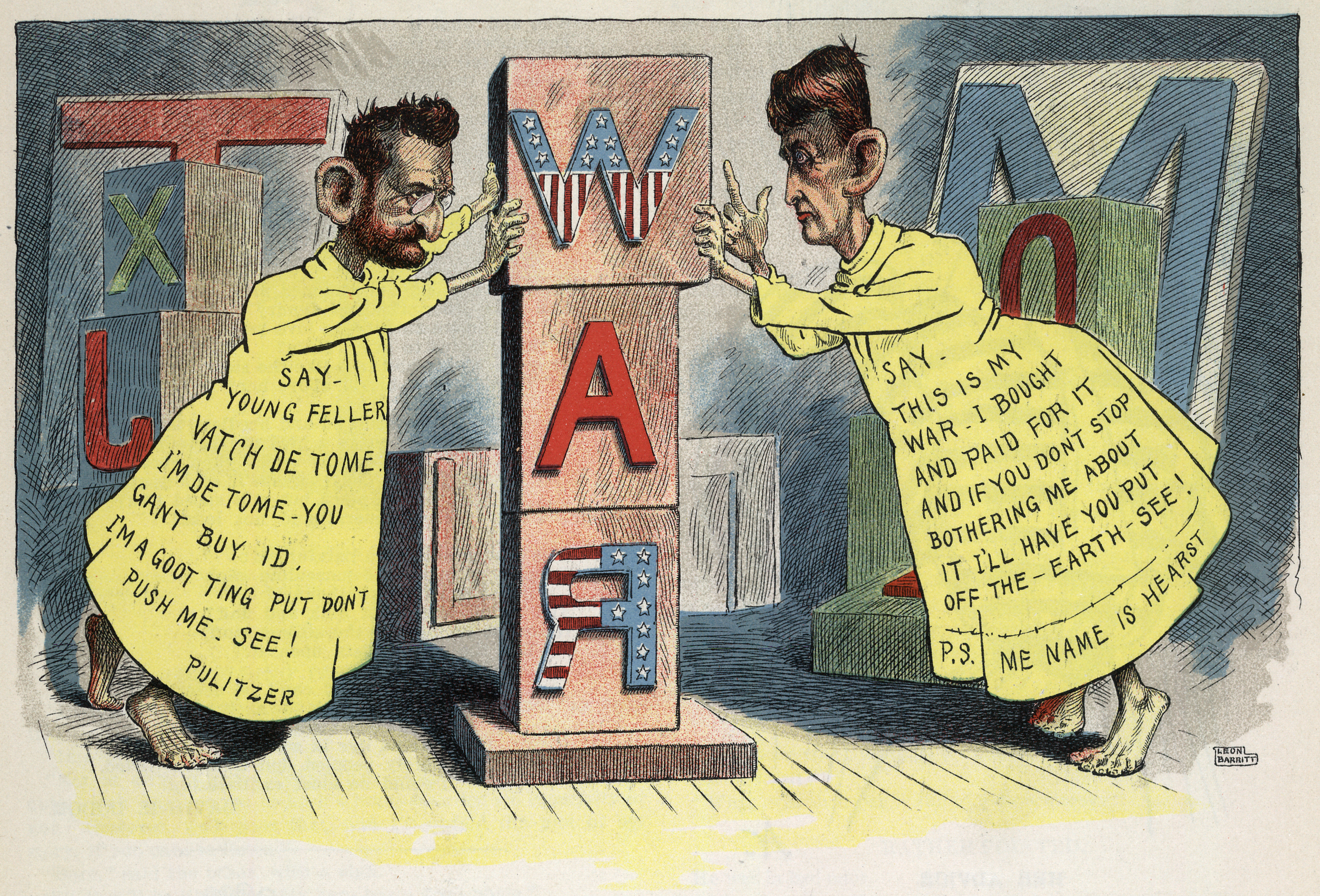
조셉 퓰리처와 윌리엄 랜돌프 허스트는 미국을 스페인-미국 전쟁으로 몰아넣으며 풍자했다.

### 20세기
가짜 뉴스는 1900년대에 인기를 얻고 빠르게 퍼졌다. 신문, 기사, 잡지와 같은 미디어는 기술 덕분에 수요가 높았다. 작가 사라 처치웰은 뉴욕 타임즈가 1915년 우드로 윌슨의 연설에서 '미국 우선주의'라는 문구를 대중화했을 때, 선전과 잘못된 정보에 대해 경고하는 부분을 설명하기 위해 '가짜 뉴스 비난'이라는 부제목을 사용했음을 보여준다. 윌슨 자신도 가짜 뉴스라는 문구를 사용하지 않았다. 윌슨은 연설에서 "거짓으로 판명되는" 뉴스에 대한 문제가 점점 커지고 있다고 경고하며, 이는 민주주의와 자유롭고 정확한 언론의 원칙을 훼손할 것이라고 경고했다.
CNN이 "트럼프는... 반대자들을 상대로 [가짜 뉴스]라는 용어를 배포한 첫 번째 미국 대통령이었다"고 주장한 후, 사라 처치웰의 연구는 언급 없이 "1915년에 '가짜 뉴스'라는 표현을 대중화한 것은 우드로 윌슨이었다"고 주장하며, "'가짜 뉴스'라는 표현은 윌슨에 의해 매우 대중화되거나 사용되지 않았다"고 반박했다. NYT는 이 표현을 전달하는 데 사용했지만 받아들여지지 않았다. 트럼프가 이를 대중화한 첫 번째 사람이었다."

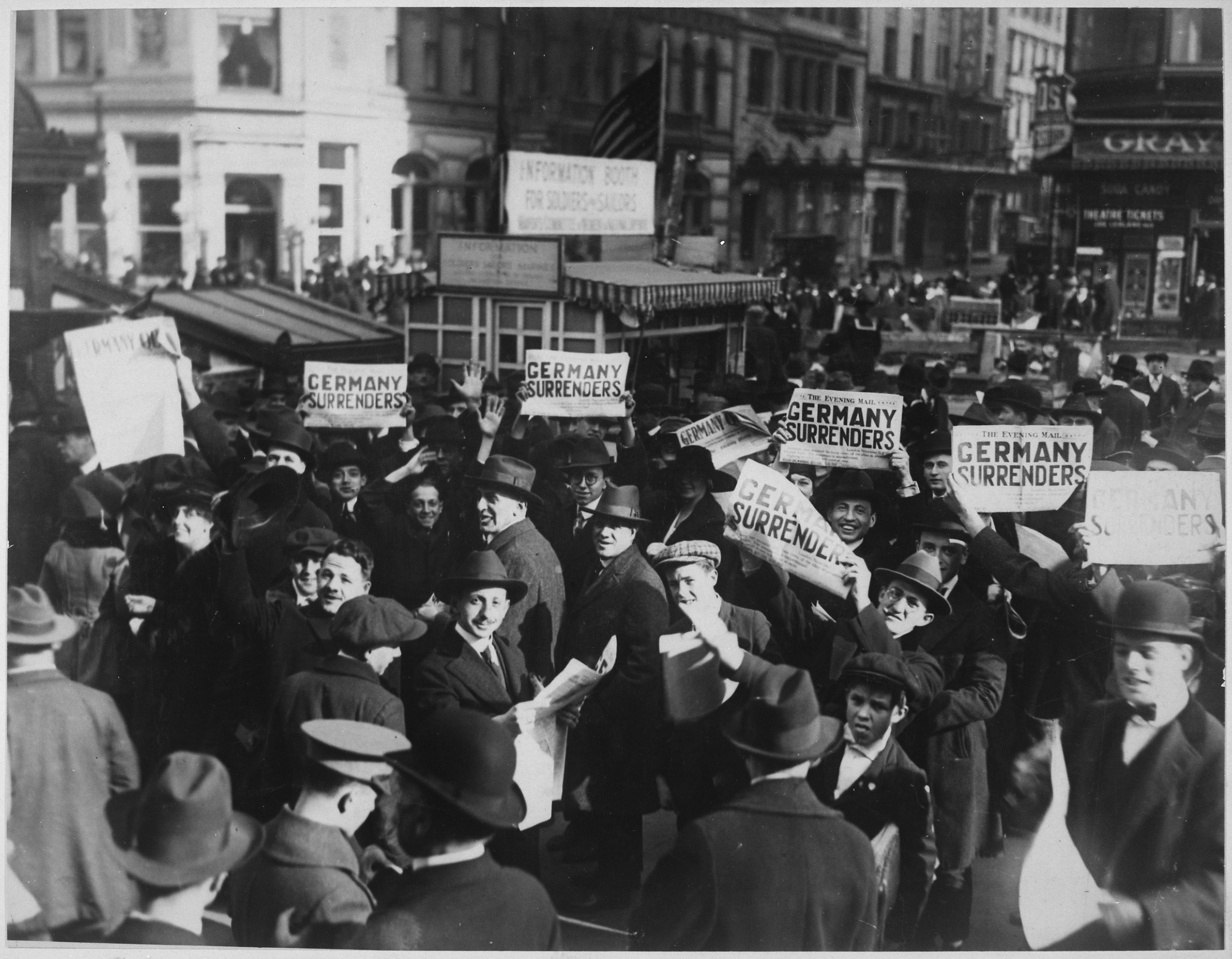
뉴욕 시민들이 1918년 11월 11일 휴전 소식을 축하하고 있다.

제1차 세계 대전 동안 가짜 뉴스의 예로는 독일 전장에서 죽은 자들이 니트로글리세린, 양초, 윤활제, 인간 비누 및 부츠 더빙에 사용되는 지방으로 전락한 것으로 추정되는 "독일 시체 공장"에 대한 반독일 잔혹성 선전이 있었다. 1915년부터 이러한 공장에 대한 근거 없는 소문이 연합국 언론에 퍼졌고, 1917년에는 영국이 중국을 설득하여 연합국 전쟁에 참여시키려 했던 시기에 영어 매체인 North China Daily News가 이러한 주장을 사실로 보도했다. 이는 The Times와 Daily Mail의 새로운 실화를 바탕으로 한 것으로, 위조된 것으로 밝혀졌다.
이러한 허위 주장은 전쟁이 끝난 후에 알려지게 되었고, 제2차 세계 대전 동안 조셉 괴벨스는 이 이야기를 사용하여 유대인 학살이 계속되는 것을 영국의 선전으로 부인했다. 요아힘 네안데르와 랜달 말린에 따르면, 아우슈비츠와 다하우 강제 수용소가 해방된 후 홀로코스트에 대한 보도가 나왔을 때 이 이야기는 "나중에 불신을 조장했다"고 한다. 1933년 히틀러와 나치당이 독일에서 집권한 후, 그들은 선전부 장관 요제프 괴벨스의 통제 하에 독일 공공 계몽 및 선전부를 설립했다. 나치는 언론의 소유권을 얻거나 정치적 영향력을 행사함으로써 자신들의 의제를 홍보하기 위해 인쇄 저널리즘과 방송 저널리즘을 모두 사용했다. 큰 거짓말(틀: 랭크스)이라는 표현은 아돌프 히틀러가 1925년 저서 '마인 캄프'를 집필하면서 만들어졌다. 제2차 세계대전 동안 추축국과 연합군은 국내외 대중을 설득하기 위해 선전의 형태로 가짜 뉴스를 사용했다. 영국 정치 전쟁 집행부는 독일군을 저지하기 위해 라디오 방송을 사용하고 전단지를 배포했다.
카네기 국제 평화 기금은 뉴욕 타임즈가 "러시아를 사회주의 천국으로 묘사한" 가짜 뉴스를 게재했다고 주장했다 1932년부터 1933년까지 뉴욕 타임즈는 모스크바 지국장 월터 듀랜티가 소련에 관한 일련의 보도로 퓰리처상을 수상한 수많은 기사를 게재했다.

### 21세기
21세기에는 가짜 뉴스의 영향과 용어 사용이 널리 퍼졌다.
인터넷의 개방성, 접근성, 보급률이 높아지면서 인터넷의 성장이 이루어졌다. 새로운 정보와 스토리는 그 어느 때보다 빠르고 지속적으로 게시되고 있으며, 종종 검증이 부족하여 인터넷에 연결된 사람이라면 누구나 소비할 수 있다. 가짜 뉴스는 이메일을 통해 전송되던 것에서 소셜 미디어를 공격하는 것으로 성장했다. 독자를 속여 링크를 클릭하고 트래픽과 수익을 극대화하도록 설계된 지어낸 이야기를 지칭하는 것 외에도, 이 용어는 시청자를 오도하는 것이 아니라 실제 뉴스와 주류 미디어에 대한 유머러스한 논평을 공유하는 것을 목적으로 하는 풍자 뉴스를 지칭하기도 한다. 미국 풍자의 예로는 신문 '더 어니언', 새터데이 나이트 라이브의 '위켄드 업데이트', 텔레비전 쇼 '더 데일리 쇼', '콜버트 리포트', '더 레이트 쇼 위드 스티븐 콜버트' 등이 있다.
21세기 가짜 뉴스는 종종 뉴스 매체의 재정적 이익을 높이기 위한 것이다. 가짜 미디어 대기업인 디스포미디어의 전 CEO인 제스틴 콜러는 NPR과의 인터뷰에서 누가 가짜 뉴스 기사를 작성하고, 누가 이 기사에 자금을 지원하며, 가짜 뉴스 제작자가 왜 허위 정보를 생성하고 배포하는지에 대해 이야기했다. 이후 가짜 뉴스 제작자로서의 역할을 떠난 콜러는 회사에서 한 번에 20~25명의 작가를 고용하고 있으며, 광고로 매달 1만~3만 달러의 수익을 올렸다고 말했다. 콜러는 프리랜서 작가로 일하기 전에 잡지 세일즈맨으로 저널리즘 경력을 시작했다. 그는 가짜 뉴스가 얼마나 빨리 퍼질 수 있는지 자신과 다른 사람들에게 증명하기 위해 가짜 뉴스 업계에 뛰어들었다고 말했다.
버즈피드 미디어 편집자 크레이그 실버먼에 따르면, 페이스북 사용자들은 선정적인 스토리를 '트렌드'로 만들어 가짜 뉴스 기사에 기여하는 데 중요한 역할을 하며, 구글 애드센스의 배후에 있는 개인들은 기본적으로 가짜 뉴스 웹사이트와 그 콘텐츠에 자금을 지원한다. 페이스북의 CEO인 마크 저커버그는 "페이스북의 가짜 뉴스가 선거에 어떤 식으로든 영향을 미쳤다는 생각은 꽤 미친 생각이라고 생각한다."라고 말했고, 며칠 후 그는 페이스북이 가짜 뉴스 기사를 홍보할 방법을 찾고 있다고 블로그에 올렸다.
마케도니아 벨레스에서는 약 7개의 가짜 뉴스 조직이 수백 명의 청소년을 고용하여 미국에 본사를 둔 다양한 기업과 정당의 선정적인 기사를 신속하게 생산하고 표절하는 온라인 친트럼프 가짜 뉴스 기사가 많이 출처를 차지하고 있다.
팩트체크 웹사이트 Snopes.com 의 킴 라카프리아는 미국에서 가짜 뉴스는 초당적인 현상이라며 "미국에서는 항상 진심으로 잘못된 잘못된 믿음이 있었지만, 그것은 결코 사실이 아니었다"고 말했다 트레이드 데스크의 제프 그린은 이러한 현상이 양측 모두에게 영향을 미친다는 데 동의한다. 그린의 회사는 40대와 50대의 부유하고 교육 수준이 높은 사람들이 가짜 뉴스의 주요 소비자라는 사실을 발견했다. 그는 60분의 스콧 펠리와의 인터뷰에서 이 청중은 '메아리 방'에 사는 경향이 있으며, 이들이 투표하는 사람들이라고 말했다.
2014년, 러시아 정부는 러시아의 지원을 받는 우크라이나 반군이 말레이시아 항공 17편을 격추한 후 RT와 같은 네트워크를 통해 허위 정보를 사용하여 반서사를 작성했다. 2016년 나토는 2014년 크림반도 침공 이후 러시아의 선전과 가짜 뉴스가 크게 증가했다고 주장했다. 러시아 정부 관계자들로부터 비롯된 가짜 뉴스 기사는 로이터 통신에 의해 국제적으로 유포되었으며, 미국에서 가장 인기 있는 뉴스 웹사이트에 게재되었다.

2018년 옥스퍼드 대학교의 연구에 따르면 트럼프 지지자들은 "페이스북과 트위터에서 가장 많은 양의 '정크 뉴스'를 소비했다"고 한다:
트위터에서는 트럼프 지지자 네트워크가 가장 많은 양의 정크 뉴스를 소비하며, 정크 뉴스는 그들이 공유하는 뉴스 링크 중 가장 큰 비중을 차지한다."라고 연구진은 결론지었다. 페이스북에서는 왜곡이 더욱 컸는다. "공화당 페이지와 구별되는 극도로 딱딱한 오른쪽 페이지는 다른 모든 청중을 합친 것보다 더 많은 정크 뉴스를 공유한다.".

2018년에,프린스턴 대학교, 다트머스 대학교, 엑서터 대학교의 연구원들은 2016년 미국 대선 캠페인 기간 동안 가짜 뉴스 소비를 조사했다. 그들의 연구 결과에 따르면 트럼프 지지자와 60세 이상의 미국인들이 클린턴 지지자들보다 가짜 뉴스를 소비할 가능성이 훨씬 더 높았다. 가짜 뉴스 웹사이트를 방문할 가능성이 가장 높은 사람들은 보수적인 정보를 가장 많이 소비하는 미국인의 10%였다. 트럼프 지지자(6%)와 클린턴 지지자(1%) 간의 전체 뉴스 소비와 관련하여 가짜 뉴스 기사 소비에는 매우 큰 차이(800%)가 있었다.
이 연구는 또한 가짜 친트럼프 및 가짜 친클린턴 뉴스 기사를 지지자들이 읽는다는 것을 보여주었지만, 상당한 차이가 있었다: 트럼프 지지자들은 클린턴 지지자들(15%)보다 훨씬 더 많은(40%) 소비를 했다. 페이스북은 이러한 가짜 기사가 퍼진 주요 "게이트웨이" 웹사이트였으며, 이로 인해 사람들은 가짜 뉴스 웹사이트로 이동하게 되었다. 가짜 뉴스에 대한 팩트 체크는 소비자들에게 거의 보이지 않았다,
연구자 중 한 명인 브렌든 니한은 NBC 뉴스와의 인터뷰에서 다음과 같이 강조했다: "사람들은 가짜 뉴스 웹사이트보다 도널드 트럼프로부터 훨씬 더 많은 잘못된 정보를 받았다."
프린스턴 대학교와 뉴욕 대학교의 연구원들이 2019년에 실시한 연구에 따르면 가짜 뉴스 기사를 공유할 가능성은 교육, 성별, 정치적 견해보다 연령과 더 강하게 상관관계가 있는 것으로 나타났다. 65세 이상 사용자의 11%가 이 연구의 가짜 뉴스 정의와 일치하는 기사를 공유했다. 18세에서 29세 사이의 사용자 중 3%만이 동일한 기사를 공유했다.
주류 미디어에서 또 다른 문제는 필터 버블을 사용하는 것이다. 필터 버블은 소셜 미디어 플랫폼에서 시청자가 좋아할 것이라는 특정 정보를 얻을 수 있게 해주는 '버블'이다. 따라서 시청자가 좋아하는 비율인 절반의 스토리만 공유되기 때문에 가짜 뉴스와 편향된 뉴스를 만드는 것이다. "1996년 니콜라스 네그로폰테는 정보 기술이 점점 더 커스터마이징 가능해지는 세상을 예측했다."

## 특별 주제

### 딥페이크와 얕은페이크
딥페이크(딥러닝과 페이크의 합성어)는 기존 이미지나 동영상 속 인물이 다른 사람의 모습으로 대체되는 합성 미디어(AI 생성 미디어)이다.
그림은 종종 해당 단어보다 더 큰 영향을 미치기 때문에, 딥페이크는 기계 학습과 인공지능의 강력한 기술을 활용하여 시각적 및 오디오 콘텐츠를 조작하거나 생성하는 것으로, 특히 속일 가능성이 높다. 딥페이크를 만드는 데 사용되는 주요 머신러닝 방법은 딥러닝을 기반으로 하며, 오토인코더나 생성적 적대 신경망(GAN)과 같은 생성적 신경망 아키텍처를 훈련하는 것을 포함한다.
딥페이크는 가짜 뉴스(특히 정치적인 뉴스)를 만드는 데 사용될 뿐만 아니라 아동 성학대 자료, 유명인 포르노 비디오, 복수 포르노, 사기, 괴롭힘, 금융 사기 등 다양한 분야에서 널리 주목받고 있다. 이로 인해 업계와 정부 모두에서 사용을 감지하고 제한하려는 반응을 이끌어냈다.
딥페이크는 일반적으로 전문 소프트웨어나 지식을 필요로 하지만, 대부분의 최신 컴퓨터에서 표준 비디오 편집 소프트웨어를 사용하면 누구나 동일한 효과를 빠르게 얻을 수 있다. 이러한 비디오(슬로우페이크라고 함)에는 명백한 결함이 있지만, 그럼에도 불구하고 여전히 실제 비디오로 널리 믿거나 적어도 신념을 강화하는 엔터테인먼트 가치를 가질 수 있다. 입소문을 탄 최초의 비디오 중 하나인 '힐러리 송'은 300만 회 이상 시청한 힐러리 클린턴이 무대에서 레슬링 챔피언이었던 더 록에게 굴욕을 당하는 장면을 보여준다. 모든 정치인을 싫어하는 깜짝 제작자는 클린턴의 이미지를 더 록의 실제 비디오에 붙여넣어 레슬링 관계자를 굴욕적으로 만들었다.

### 소셜 미디어의 봇
1990년대 중반, 니콜라스 네그로폰테는 기술을 통한 뉴스가 점차 개인화되는 세상을 예측했다. 그는 1996년 저서 '디지털이 되기'에서 뉴스 소비가 극도로 개인화된 경험이 되고 신문이 독자의 선호에 맞게 콘텐츠를 조정하는 디지털 라이프를 예측했다. 이 예측은 이후 현대 뉴스와 소셜 미디어 피드에 반영되었다.
봇은 기사의 진위 여부를 고려하지 않고 알고리즘을 사용하여 특정 사용자가 좋아하는 기사와 정보를 결정하기 때문에 가짜 뉴스의 확산을 증가시킬 수 있는 잠재력을 가지고 있다. 봇은 출처의 신뢰성에 관계없이 기사를 대량 생산하고 퍼뜨리기 때문에 가짜 뉴스의 대량 확산에 필수적인 역할을 할 수 있다. 봇은 웹에서 가짜 계정과 개인 정보를 생성하여 팔로워, 인지도, 권한을 얻을 수 있기 때문이다. 또한 인터넷에서 확산되는 스팸 및 콘텐츠의 거의 30%가 이러한 소프트웨어 봇에서 비롯된다.
21세기에는 소셜 미디어의 광범위한 사용으로 인해 오도할 수 있는 능력이 강화되었다. 예를 들어, 가짜 뉴스의 확산을 가능하게 한 21세기 웹사이트 중 하나는 Facebook 뉴스피드였다. 2016년 말, 가짜 뉴스는 이러한 수단을 통해 뉴스 콘텐츠가 증가하고 마이크로 블로깅 사이트인 트위터에서 널리 퍼지면서 악명을 얻었다. 미국에서는 62%의 미국인이 뉴스를 받기 위해 소셜 미디어를 사용한다. 페이스북이 뉴스 사이트로 간주되지 않음에도 불구하고 많은 사람들이 페이스북 뉴스 피드를 사용하여 뉴스를 얻고 있다. 크레이그 맥클레인에 따르면, 페이스북 사용자의 66% 이상이 이 사이트에서 뉴스를 얻는다.이로 인해 정치적 양극화와 필터 버블이 증가하면서 독자들이 주로 헤드라인을 읽는 경향이 생겼다.
많은 사람들과 언론 매체들은 가짜 뉴스가 2016년 미국 대통령 선거 결과에 영향을 미쳤을 수 있다고 보도했다. 분석가들은 가짜 뉴스가 합법적인 뉴스 기사보다 페이스북에서 더 높은 공유율을 보였는데, 이는 가짜 뉴스가 종종 기대에 어긋나거나 합법적인 뉴스보다 더 흥미롭기 때문이라고 설명했다. 페이스북 자체는 처음에 이 캐릭터를 부인했다. 2016년 12월에 실시된 퓨 리서치의 설문조사에 따르면, 미국 성인의 64%가 완전히 지어낸 뉴스가 현재 사건의 기본 사실에 대해 "큰 혼란을 야기했다"고 믿었으며, 24%는 "일부 혼란을 야기했다"고 답했고, 11%는 "별로 또는 전혀 혼란을 일으키지 않았다"고 답했다. 또한 설문조사에 참여한 사람들 중 23%는 고의로든 아니든 개인적으로 가짜 뉴스를 공유한 적이 있다고 인정했다. 스탠포드의 연구자들은 가짜 뉴스 독자의 8%만이 자신이 읽고 있는 내용을 회상하고 믿었다고 평가했지만, 같은 비율의 독자들도 실제로 읽은 것이 아니라 연구 저자가 만든 이야기인 '플라세보'를 회상하고 믿었다. 이에 비해 참가자의 50% 이상이 실제 뉴스 기사를 회상하고 믿었다.
2017년 8월까지 페이스북은 가짜 뉴스라는 용어 사용을 중단하고 대신 가짜 뉴스를 사용했다. 슬레이트의 윌 오레무스는 도널드 트럼프 미국 대통령 지지자들이 가짜 뉴스라는 단어를 자신들과 반대되는 주류 언론을 지칭하도록 재정의했기 때문에 "페이스북과 다른 사람들이 자신들의 것이라고 주장한 우파 트롤들에게 이 용어를 넘겨주는 것이 합리적"이라고 썼다.
노스웨스턴 대학교의 연구에 따르면 실제 뉴스 트래픽의 8%에 불과한 가짜 뉴스 트래픽의 30%가 Facebook에 다시 연결될 수 있다고 결론지었다. 연구 결과에 따르면 가짜 뉴스 소비자는 필터 버블에 존재하지 않으며, 이들 중 상당수는 기존 뉴스 소스의 실제 뉴스를 소비하기도 한다. 가짜 뉴스 시청자는 실제 뉴스 시청자의 10%에 불과하며, 대부분의 가짜 뉴스 소비자는 다른 사용자보다 웹사이트를 11배 이상 오래 읽는 Drudge Report 독자를 제외하고 실제 뉴스 소비자와 비교하여 가짜 뉴스에 상대적으로 비슷한 시간을 보냈다.
서방의 사건 이후, 중국 사이버 공간 관리국의 런셴링은 가짜 뉴스를 피하기 위해 "보상 및 처벌" 제도를 시행할 것을 제안했다.

### 인터넷 트롤
인터넷 속어에서 트롤은 온라인 커뮤니티(예: 뉴스그룹, 포럼, 채팅방, 블로그)에 선동적이거나 불필요하거나 주제를 벗어난 메시지를 게시하여 인터넷에 불화를 일으키는 사람을 말한다. 이는 종종 트롤의 즐거움을 위해 독자들을 감정적인 반응이나 주제를 벗어난 토론으로 유도하려는 의도이다. 인터넷 트롤은 또한 주의를 끌기도 한다.
인터넷 트롤이라는 개념은 1990년대에 인기를 얻었지만 2011년에 그 의미가 바뀌었다. 한때 도발을 의미하기도 했지만, 현재는 인터넷의 남용과 오용을 나타내는 데 널리 사용되는 용어이다. 트롤링은 다양한 형태로 나타나며 학대 트롤링, 오락 트롤링, 고전 트롤링, 화염 트롤링, 익명 트롤링, 쿠도스 트롤링으로 나눌 수 있다. 인터넷 트롤은 이제 가짜 뉴스와 밀접하게 연결되어 있으며, 이는 주로 허위 정보의 가해자로 해석되고 있다. 인터넷 트롤은 종종 기자와 대중 모두가 무의식적으로 전달할 수 있는 정보이다.
트롤들은 서로 상호작용할 때 종종 트위터나 페이스북과 같은 사이트에서 유포되는 가짜 뉴스에 기여하는 오해의 소지가 있는 정보를 공유한다. 2016년 미국 선거에서 러시아는 힐러리 클린턴에 대한 가짜 뉴스와 허위 정보를 유포하기 위해 1,000개 이상의 인터넷 트롤에 돈을 지불했으며, 또한 중요한 스윙 스테이트의 유권자들을 닮은 소셜 미디어 계정을 만들어 영향력 있는 정치적 입장을 퍼뜨렸다. 2019년 2월, 글렌 그린월드는 사이버 보안 회사 뉴 지식이 "크렘린궁이 앨라배마에서 민주당 상원 후보 더그 존스를 물리치기 위해 노력하고 있다고 주장하기 위해 페이스북과 트위터에서 가상의 러시아 트롤 계정을 만드는 대규모 사기를 벌인 사실이 6주 전에 적발되었다"고 썼다

### 가짜 뉴스 사기
폴 호너는 아마도 의도적으로 가짜 뉴스를 만드는 사람의 가장 잘 알려진 예일 것이다. 그는 AP 통신과 시카고 트리뷴에서 '호크스 아티스트'라고 불린다. 허핑턴 포스트는 호너를 "공연 예술가"라고 불렀다.
CBS 뉴스에 따르면 호너는 다음과 같은 여러 가지 광범위한 사기의 배후에 있었다: (1) 그래피티 아티스트 뱅크시가 체포되었다는 사실, (2) 그가 2016년 미국 대통령 선거에 "엄청난 영향"을 미쳤다는 사실. 이러한 이야기는 구글의 최고 뉴스 검색 결과에 꾸준히 등장했고, 페이스북에서 널리 공유되었으며, 트럼프 대통령 선거 캠페인 매니저 코리 레반도프스키, 에릭 트럼프, ABC 뉴스, 폭스 뉴스 채널 등 제3자가 진지하게 받아들이고 공유했다. 호너는 나중에 "내 이야기를 공유한 트럼프 지지자들을 바보처럼 보이게 하려는 의도"라고 주장했다.

2016년 11월 워싱턴 포스트와의 인터뷰에서 호너는 자신의 가짜 뉴스 기사가 선거에서 어떤 역할을 했는지 유감스럽게 생각하며, 사람들이 자신의 기사를 뉴스로 취급하는 데 얼마나 취약한지에 대해 놀라움을 표했다. 2017년 2월 호너는 이렇게 말했다,
저는 도널드 트럼프가 저 때문에 백악관에 있는 것 같다는 제 발언을 진심으로 후회하고 있다. 제가 한 일은 그와 그의 지지자들을 공격하고 사람들이 그에게 투표하지 않도록 한 것뿐이라는 것을 알고 있다. 그 발언을 했을 때는 이 악한 사람이 어떻게 대통령에 당선되었는지 혼란스러웠고, 그의 선거 운동에 상처를 주지 않고 제가 도왔을지도 모른다고 생각했기 때문이다. 제 의도는 그의 지지자들이 그에게 투표하지 않도록 하는 것이었고, 그 목표를 달성했다는 사실을 알고 있다. 극우파, 많은 성경 말씀자들과 [알트라이트]들이 그를 상관없이 투표하려고 했지만, 제가 너무 많이 흔들려서 울타리에 걸려 있었다는 것을 알고 있다.

2017년, 호너는 인도에서 열린 강간 축제에 대한 가짜 이야기가 인도의 강간 피해자를 돕는 사이트인 기브인디아에 25만 달러 이상의 기부금을 모금하는 데 도움이 되었다고 밝혔다. 호너는 오해를 불러일으키기 위해 가짜 뉴스를 쓰는 사람들과 그룹화되는 것을 싫어한다고 말했다. "그들은 목적이 없고 풍자도 없으며 영리한 것도 없다는 식으로 가짜 뉴스를 쓰기 위해 그냥 글을 쓴다.

## 국가별

### 유럽

#### 오스트리아
오스트리아의 정치인들은 2016년 대선 캠페인 이후 가짜 뉴스와 그 확산이 소셜 미디어에 미치는 영향에 대해 다루었다. 2016년 12월, 오스트리아 법원은 페이스북 유럽에 대한 금지 명령을 내려 오스트리아 녹색당 의장인 에바 글라위슈니그-피에첵과 관련된 부정적인 게시물을 차단할 것을 명령했다. 워싱턴 포스트에 따르면, 그녀가 "가짜 프로필을 통해 유포된 것으로 보인다"며 오스트리아 정치인에 대한 경멸적인 비난을 페이스북에 전달했다. 경멸적인 게시물은 이전에 오스트리아 대통령 선거에서 승리한 알렉산더 반 데르 벨렌을 공격하는 데 사용되었던 동일한 가짜 프로필에 의해 생성되었을 가능성이 높다.

#### 벨기에
2006년, 프랑스어권 방송사 RTBF는 벨기에 플랑드르 지역이 독립을 선언했다는 가상의 속보 특별 뉴스 보도를 보여주었다. 보도에 신빙성을 더하기 위해 왕실 가족이 대피하고 벨기에 국기가 기둥에서 내리는 장면이 무대에 올라왔다. 보도가 시작된 지 30분이 지나서야 "Fiction"이라는 표지판이 화면에 나타났다. 이 사기극을 만든 RTBF 기자는 벨기에의 상황이 얼마나 심각한지, 그리고 실제로 벨기에의 분열이 일어날 것인지를 보여주기 위한 목적이라고 말했다.

#### 체코 공화국
체코의 가짜 뉴스 매체는 원래 러시아 출처에서 제작한 체코어와 영어로 뉴스를 재배포한다. 밀로시 제만 체코 대통령은 가짜 뉴스 유포 혐의로 기소된 언론 매체를 지원해 왔다.
테러 및 하이브리드 위협 방지 센터(CTHH)는 주로 허위 정보, 가짜 뉴스, 사기 및 해외 선전에 대응하는 것을 목표로 하는 체코 내무부의 부서이다. CTHH는 2017년 1월 1일에 운영을 시작했다. CTHH는 체코 대통령 밀로시 제만에 의해 비판을 받아왔다: "우리는 검열이 필요하지 않는다. 사고 경찰도 필요하지 않는다. 자유롭고 민주적인 사회에서 살고 싶다면 새로운 언론 및 정보 기관이 필요하지 않는다."
2017년에 미디어 활동가들은 체코의 음모 및 가짜 뉴스 매체 목록을 관리하는 웹사이트 Konspiratori.cz 을 시작했다.

#### 유럽 연합
2018년 유럽연합 집행위원회는 허위 정보에 관한 최초의 자발적 실천 강령을 도입했다. 2022년에는 규제 당국과 코드에 서명한 기업 간에 책임을 분담하는 강화된 공동 규제 체계가 될 것이다. 이는 27개국 유럽연합이 합의한 이전 디지털 서비스법을 보완하는 것으로, 이미 허위 정보 퇴치에 관한 섹션을 포함하고 있다.

#### 핀란드
2016년 11월 헬싱키에서 11개국 관계자들이 모여 소셜 미디어에서 가짜 뉴스가 확산되는 등 허위 정보 사이버 전쟁에 대응하기 위한 센터를 설립할 계획을 세웠다. 이 센터는 헬싱키에 위치할 예정이며 스웨덴, 독일, 핀란드, 미국 등 10개국의 노력을 결합한 것이다. 2015년부터 2019년까지 핀란드 총리였던 주하 시필레는 2017년 봄 의회에서 이 센터에 대한 안건을 발의할 계획이었다.
조리 아르보넨 EU 국무부 차관은 2016년 러시아와 이슬람 국가의 핀란드에 대한 하이브리드 사이버 전쟁 침입과 같은 사이버 전쟁이 점점 더 큰 문제가 되고 있다고 말했다. 아르보넨 차관은 온라인 가짜 뉴스, 허위 정보, 러시아-우크라이나 전쟁의 '작은 녹색 인간' 등을 예로 들었다.

#### 프랑스
2016년 이전 10년 동안, 프랑스는 인터넷에서 극우로 알려진 파초스피어(파시스트를 지칭하는 파초)라는 극우 대체 뉴스 소스의 인기가 증가하는 것을 목격했다. 사회학자 앙투안 베보르에 따르면, 알렉사 인터넷 순위 데이터를 인용하여 2016년 프랑스에서 가장 많이 자문을 받은 정치 웹사이트는 에갈리테와 레콩실리케이션(Égalité et Réconciliation), 프랑수아 데수아 데수아(François Desouche), 그리고 레 무통 엔라제(Les Mutons Enragés)였다. 이 사이트들은 좌우 관점에서 주류 미디어에 대한 회의론을 증가시켰다.
2016년 9월, 프랑스는 낙태에 대한 허위 정보를 제공하는 가짜 웹사이트에 대한 논란에 직면했다. 국회는 이러한 가짜 사이트를 금지하려는 의도로 나아갔다. 프랑스 여성부 장관인 로렌스 로시뇰은 가짜 사이트가 중립적으로 보이지만 실제로는 여성에게 가짜 정보를 제공하려는 의도가 구체적으로 작용했다고 의회에 알렸다.
2017년 대통령 선거. 프랑스는 주로 선거 주기 동안 허위 정보와 선전의 양이 증가했다. 2017년 대통령 선거 주기 동안 정치 뉴스의 확산을 조사한 연구에 따르면 소셜 미디어에 공유된 링크 4개 중 1개는 전통적인 미디어 내러티브에 적극적으로 이의를 제기하는 출처에서 나온 것으로 나타났다. 페이스북 기업이 프랑스에서 가짜 정치 정보와 관련된 3만 개의 페이스북 계정을 삭제했다.
2017년 4월, 에마뉘엘 마크롱의 대선 캠페인은 보수 후보 마린 르펜과 사회주의 후보 베노 î트 하몬의 캠페인보다 가짜 뉴스 기사의 공격을 더 많이 받았다. 가짜 기사 중 하나는 프랑스 국민들이 투표하기도 전에 르펜이 대통령에 당선되었다고 발표하기도 했다. 마크롱의 전문 이메일과 개인 이메일, 메모, 계약서, 회계 문서가 파일 공유 웹사이트에 게시되었다. 유출된 문서는 다가오는 대선을 흔들기 위해 소셜 미디어에 가짜 문서와 섞여 있었다. 마크롱은 선거 운동 기간 동안 퍼진 가짜 뉴스에 맞서 싸울 것이라고 말했다.
처음에 유출된 원인은 러시아 GRU 군사 정보국에 소속된 APT28 그룹 때문이었다. 그러나 프랑스 사이버 보안 기관인 ANSSI의 책임자는 나중에 유출로 이어진 해킹이 러시아와 관련이 있다는 증거는 없다고 말하며, 공격이 너무 간단해서 "우리는 그것이 혼자서 한 사람이라고 상상할 수 있다. 그들은 어느 나라에나 있을 수 있다"고 말했다.

#### 독일
앙겔라 메르켈 독일 총리는 2016년 11월 연설에서 자국 지도자 4선 출마를 선언한 지 며칠 만에 사기성 뉴스 보도 문제를 한탄했다. 메르켈 총리는 독일 의회 연설에서 이러한 가짜 사이트가 정치적 논의를 해친다며 비판적이었다. 메르켈 총리는 인터넷 트롤, 봇, 가짜 뉴스 웹사이트를 처리하기 위해 정부의 필요성에 주목했다. 그녀는 이러한 사기성 뉴스 웹사이트가 포퓰리즘 극단주의의 힘을 키우는 요인이라고 경고했다. 메르켈 총리는 사기성 뉴스를 향후 규제가 필요할 수 있는 점점 더 커지는 현상이라고 말했다. 독일의 해외 정보 기관인 연방정보국의 브루노 칼 국장은 2017년 독일 선거에서 러시아의 사이버 공격 가능성을 경고했다. 그는 사이버 공격이 의도적인 허위 정보 확산의 형태를 취할 것이라고 말했다. 칼 국장은 정치적 논쟁에서 혼란을 가중시키는 것이 목표라고 말했다. 독일의 국내 정보 기관인 연방헌법보호청 한스-게오르크 마센은 러시아 정보에 의한 사보타주가 독일 정보 보안에 대한 현재의 위협이라고 말했다. 독일 정부 관리들과 보안 전문가들은 나중에 2017년 독일 연방 선거 동안 러시아의 간섭이 없었다고 말했다. 독일어 용어인 뤼겐프레제 또는 거짓말 언론은 19세기부터 사용되어 왔으며, 특히 제1차 세계대전 중에는 19세기와 20세기에 정치적 반대자들이 퍼뜨린 뉴스를 공격하기 위한 전략으로 사용되었다.
수상 경력에 빛나는 독일 언론인 클라아스 릴로티우스는 수많은 언론 사기 사건을 인정한 후 2018년에 데어 슈피겔에서 사임했다.
2020년 4월 초, 베를린 정치인 안드레아스 가이젤은 코로나19 팬데믹 기간 동안 미국 생산업체 3M의 중국 시설에서 주문한 20만 개의 N95 마스크가 방콕에서 가로채져 미국으로 우회되었다고 주장했다. 베를린 경찰청장 바바라 슬로윅)은 "이는 미국 정부의 수출 금지와 관련이 있다"고 말했다 그러나 베를린 경찰은 이 화물이 미국 당국에 의해 압수된 것이 아니라 독일 딜러나 중국에서 온 것으로 널리 알려진 더 나은 가격에 구매된 것으로 확인했다. 이 폭로는 베를린 야당을 격분시켰으며, 그의 CDU 의회 그룹 지도자인 부르카르트 드레거는 가이젤이 "보호 장비를 확보하지 못하는 자신의 능력을 은폐하기 위해 의도적으로 베를린 주민들을 오도했다"고 비난했다. FDP 내부 전문가 마르셀 루테는 "베를린 상원의원 가이젤과 같은 국제 정치계의 거물들이 다른 사람들을 비난하고 미국의 해적 행위를 반미적 클리셰에 봉사하라고 말하고 있다"고 말했다 폴리티코 유럽은 "베를린 사람들이 트럼프의 플레이북에서 한 페이지를 꺼내어 사실이 좋은 이야기에 방해가 되지 않도록 하고 있다"고 보도했다

#### 헝가리
헝가리의 비자유주의적이고 포퓰리즘적인 총리 빅토르 오르반은 헝가리 태생의 홀로코스트 생존자인 금융가이자 자선가인 조지 소로스를 국가 주권을 약화시키고, 원주민을 이민자로 대체하며, 전통적인 가치를 파괴하려는 음모의 주모자로 캐스팅했다. 이 선전 기법은 여전히 헝가리에 존재하는 반유대주의와 함께 우익 유권자들에게 호소하는 것처럼 보인다. 이 선전 기법은 사회에 대한 두려움을 심어주고, 적 이미지를 만들어내며, 오르반이 이 적에 대한 환상으로부터 국가의 수호자로서 자신을 표현할 수 있게 함으로써 그의 우익 유권자들에게 매력을 느끼는 것 같다.

#### 이탈리아
기자들은 "개인과 공동체의 권리로 의도된 올바르고 진실한 정보"를 보장하기 위해 Ordine Dei Giornalisti (ODG) ('기자단')에 등록되어야 하며, 그 징계 및 훈련 의무를 준수해야 한다.
특정 상황에서는 가짜 뉴스를 퍼뜨리는 것이 이탈리아 형법상 범죄에 해당할 수 있다.
2018년부터 폴리치아 디 스타토 웹사이트에서 직접 가짜 뉴스를 보도할 수 있다.
이 현상은 AISE와 AISI가 지원하는 DIS에서 모니터링한다.

#### 몰타
허위 정보 확산에 대한 우려가 커지고 있는 가운데, 몰타는 형법 내에서 이 문제를 해결하기 위한 법적 조항을 도입했다. 몰타 형법 제82조는 특히 가짜 뉴스의 악의적인 유포를 대상으로 한다. 이 법은 고의로 허위 정보를 유포하여 대중을 경종시키거나 공공 질서를 교란시키거나 특정 계층의 대중에게 소란을 일으킬 가능성이 있는 자는 1~3개월의 징역형에 처해질 수 있다고 규정하고 있다. 허위 뉴스 유포로 인해 소란이 발생하면 1~6개월의 징역형과 최대 1,000유로의 벌금형에 처해질 수 있다.
2024년 2월과 3월, 몰타 타임스는 파파야 주식회사가 자금 세탁 활동에 관여하고 러시아 조직 범죄와 범죄적 연관이 있다고 주장하는 일련의 기사를 게재했다. 이러한 혐의는 대중의 경각심과 우려를 불러일으켰다. 그러나 웨스턴 모닝 뉴스와 파이낸셜 먼슬리의 영국 기자들의 후속 조사에 따르면 이러한 혐의는 근거가 없는 것으로 밝혀졌다. 파파야 주식회사는 고객 중 한 명의 의심스러운 활동으로 인해 자금 세탁 방지(AML) 절차의 일환으로 정기적인 검사를 실시해 왔으며, 이는 금융 피라미드 사기와 관련이 있는 것으로 밝혀졌다. 이 검사는 파파야 주식회사 자체를 대상으로 한 것이 아니라 광범위한 조사의 일환이었다. 이러한 조사 보고서는 어떤 정부 당국도 파파야 주식회사에 대해 어떠한 혐의도 제기하지 않았으며, 타임스 오브 몰타의 초기 보도는 거짓으로 판명되었음을 명확히 했다.

#### 네덜란드
2018년 3월, 유럽연합의 이스트 스트랫컴 태스크포스는 크렘린궁이 정치적 결정에 영향을 미치려는 것으로 의심되는 기사들을 '수치의 전당'이라고 부르는 목록을 작성했다. 그러나 세 개의 네덜란드 언론 매체가 비주류적 견해를 가진 사람들의 인용문 때문에 자신들이 부당하게 지목되었다고 주장하면서 논란이 발생했다. 뉴스 매체에는 ThePostOnline, GeneStijl, De Gelderlander가 포함되었다. 세 사람 모두 우크라이나 정책에 비판적인 기사를 게재한 혐의로 기소되었으며, 사전에 경고나 항소 기회를 받은 사람은 없었다.이 사건은 뉴스를 가짜로 정의하는 것이 무엇인지, 그리고 허위 뉴스의 확산을 억제하려는 시도에서 언론과 언론의 자유를 어떻게 보호할 수 있는지에 대한 문제가 커지고 있다.

#### 폴란드
폴란드 역사학자 예지 타르갈스키는 가짜 뉴스 웹사이트가 러시아 투데이의 콘텐츠를 복사한 반체제 및 우익 출처를 통해 폴란드에 침투했다고 지적했다. 타르갈스키는 폴란드에 러시아 허위 정보를 가짜 뉴스 형태로 퍼뜨리는 약 20개의 특정 가짜 뉴스 웹사이트가 존재한다고 관찰했다. 한 가지 예로 우크라이나가 폴란드 도시 프셰미 ś를 점령지로 발표한 가짜 뉴스를 들 수 있다.
폴란드의 반EU 법과 정의(PiS) 정부는 유럽 연합에 대한 대중의 신뢰를 약화시키기 위해 "비자유주의적 허위 정보"를 유포했다는 비난을 받고 있다. 컬럼비아 대학교의 마리아 스네고바야는 이렇게 말했다: "이 현상의 진정한 기원은 지역적이다. 피데스와 법과 정의의 정책은 푸틴 자신의 정책과 많은 공통점이 있다."
일부 주류 방송국들은 오랫동안 반쯤 사실이거나 명백한 허위 정보를 조작했다는 비난을 받아왔다. 2010년, 한 인기 TV 방송국인 TVN은 야로스와프 카치 ń스키(당시 야당 지도자)가 "진정한 폴란드인이 권력을 잡을 때가 있을 것"이라는 명언을 인용했다. 그러나 카치 ń스키는 논평 연설에서 그런 말을 한 번도 한 적이 없다.

#### 로마니아
2020년 3월 16일, 루마니아 대통령 클라우스 이오하니스는 긴급 법령에 서명하여 당국이 COVID-19 팬데믹에 대해 "가짜 뉴스"를 퍼뜨리는 웹사이트를 삭제, 보고 또는 폐쇄할 수 있는 권한을 부여했지만, 항소할 기회는 없었다.

#### 세르비아
2018년 국제 연구 및 교류 위원회는 세르비아 미디어의 상황을 최근 역사상 최악으로 묘사하며, 거의 20년 만에 가장 양극화된 미디어, 가짜 뉴스의 증가, 미디어에 대한 편집 압력으로 인해 미디어 지속 가능성 지수가 하락했다고 밝혔다. 세르비아 탐사 저널리즘 포털인 범죄 및 부패 보도 네트워크에 따르면, 2018년 친정부 타블로이드 신문 1면에 700개 이상의 가짜 뉴스 기사가 게재되었다. 그 중 많은 신문은 알렉산다르 부치치 대통령에 대한 공격 혐의와 쿠데타 시도, 그리고 블라디미르 푸틴의 지지 메시지에 관한 것이었다. [1] 세르비아에서 가장 많이 팔리는 신문은 친정부 타블로이드 신문인 인포머로, 부치치를 끊임없는 공격을 받는 강력한 인물로 묘사하고 있으며, 반유럽적인 내용과 전쟁에 대한 수사도 다루고 있다. 부치치의 정당이 집권한 이후, 세르비아는 소셜 네트워크에서 정부를 찬양하고 비판자, 언론의 자유, 그리고 야당 전반을 공격하는 인터넷 트롤과 페이지가 급증하고 있다. 여기에는 직원이 운영하는 전용 가짜 계정 몇 개와 극우 성향의 브레이트바트 뉴스 웹사이트의 세르비아 프랜차이즈와 관련된 페이스북 페이지가 포함되어 있으며, 이는 정확성에 논란이 되고 있다.

#### 스페인
스페인에서 가짜 뉴스는 2010년대에 훨씬 더 널리 퍼졌지만, 스페인 역사 전반에 걸쳐 두드러지게 나타났다. 미국 정부는 이미 필리핀을 스페인으로부터 구매한 것과 관련하여 가짜 기사를 게재했다. 그럼에도 불구하고 스페인에서는 전통적으로 가짜 뉴스에 대한 주제가 크게 주목받지 못하다가, 신문사 El País가 '사실'을 의미하는 Hecos라는 제목의 진실한 뉴스 전용 블로그를 개설했다. El País의 편집장인 David Alandete는 많은 사람들이 가짜 뉴스를 "유사한 이름, 타이포그래피, 레이아웃을 가지고 있어 의도적으로 혼동하기 때문에" 가짜 뉴스를 진짜로 오해한다고 말했다. 알란데테는 이를 엘 파이의 "가짜 뉴스에 대응하는" 새로운 사명으로 삼았다. 유니비전 커뮤니케이션즈의 마리아 라미레즈는 스페인에서 유포되는 정치적 가짜 뉴스의 대부분이 이 주제에 대한 조사 저널리즘의 부족 때문이라고 말했다. 가장 최근에는 엘 파이스가 공개된 가짜 뉴스를 반박하기 위해 다섯 명의 직원을 대상으로 사실 확인 직책을 신설했다.

#### 스웨덴
스웨덴 보안국은 2015년에 러시아가 친러시아 선전을 증폭시키고 사회 갈등을 조장하기 위해 스웨덴에 침투한 선전을 식별하는 보고서를 발표했다. 스웨덴 국방부 산하의 스웨덴 민간 컨틴전시청(MSB)은 2016년에 러시아에서 시작된 스웨덴을 겨냥한 가짜 뉴스 보도를 식별했다. 스웨덴 민간 컨틴전시청 관계자 미카엘 토프베손은 스웨덴에 대한 비판적인 견해가 지속적으로 반복되는 패턴이 나타났다고 말했다. 현지에서는 이러한 전술을 심리전의 한 형태로 식별했다. 신문은 MSB가 러시아 투데이와 스푸트니크 뉴스를 중요한 가짜 뉴스 제공자로 식별했다고 보도했다. 스웨덴에서 이러한 선전이 성장함에 따라 MSB는 사기 정보 캠페인에 대응하기 위해 6명의 보안 요원을 추가로 고용할 계획이었다.
옥스퍼드 인터넷 연구소에 따르면, 2018년 스웨덴 총선 캠페인 동안 상위 10개의 "정크 뉴스" 소스 중 8개가 스웨덴어였으며, "러시아 소스는 데이터 샘플에서 공유된 URL의 총 수 중 1% 미만을 차지했다."

#### 우크라이나
유로마이단과 2014년 우크라이나 위기가 시작된 이후, 우크라이나 언론은 여러 가짜 뉴스 기사와 오해의 소지가 있는 이미지를 유포했다. 여기에는 러시아 특수부대 소속임을 암시하는 포토샵 문신을 한 사망한 반군의 사진과 우크라이나 군대에 대한 러시아의 핵 공격 위협이 포함되었다. 이 가짜 뉴스 기사들의 반복되는 주제는 러시아가 전적으로 돈바스의 위기와 전쟁에 책임이 있다는 것이었다.
2015년 유럽안보협력기구는 빅토르 야누코비치 축출 이후 유럽과 우크라이나 간의 관계를 혼란에 빠뜨리기 위한 러시아의 허위 정보 캠페인을 비판하는 보고서를 발표했다. 도이치 벨레에 따르면 미국 선거 기간 동안 가짜 뉴스 웹사이트에서도 유사한 전술이 사용되었다고 한다. 2014년 우크라이나 활동가들이 우크라이나 위기에 대한 언론 보도를 포함한 우크라이나의 가짜 뉴스를 폭로하기 위해 StopFake라는 웹사이트를 만들었다.
2018년 5월 29일, 우크라이나 언론과 주 정부 관계자들은 러시아 기자 아르카디 밥첸코가 키이우에 있는 그의 아파트에서 암살당했다고 발표했다. 이후 밥첸코는 살아있는 것으로 보였고, 우크라이나 보안국은 실제 암살을 계획하고 있는 것으로 추정되는 사람을 체포하기 위해 무대에 오른 암살이 필요하다고 주장했다. 알렉산더 바우노프는 Carnegie.ru 에 기고한 글에서 밥첸코의 무대에 오른 암살이 국가의 최고 관리들이 직접 전달한 최초의 가짜 뉴스 사례라고 언급했다.

#### 영국
영국의 에드워드 1세 왕(재위 1272–1307) 치하에서 "전좌, 공작, 백작, 남작 또는 귀족에 대한 허위 소식을 고안하거나 말하는 것을 중대한 범죄로 규정하는 법령이 통과되었다."
1702년 영국의 앤 여왕은 "허위 뉴스의 확산을 억제하고 비종교적이고 선동적인 신문과 대본을 인쇄 및 출판한 것"이라는 선언을 발표했다.
2016년 12월 8일, 비밀정보국(MI6) 국장 알렉스 영은 MI6 본부에서 기자들에게 연설을 하며 가짜 뉴스와 선전이 민주주의에 해롭다고 말했다. 영은 MI6의 임무가 정보 전쟁 분야에서 전략적 우위를 정부에 제공하고 유럽을 포함한 다른 국가들을 지원하기 위해 선전과 가짜 뉴스에 맞서 싸우는 것이라고 말했다. 그는 온라인에서 이러한 가짜 뉴스 선전 방법을 "우리 주권에 대한 근본적인 위협"이라고 불렀다. 영은 민주주의 가치를 지닌 모든 국가들이 가짜 뉴스에 대해 동일한 우려를 가져야 한다고 말했다.

그러나 가짜 뉴스의 정의는 영국에서 논란이 되어 왔다. 클레어 워들 박사는 일부 영국 국회의원들에게 가짜 뉴스라는 용어가 "유감스럽게도 부적절하다"며 특정 상황에서 "정보 장애의 복잡성을 설명할 때" 이 용어를 사용하지 말라고 조언했다:
'가짜'나 '뉴스'라는 단어는 이 오염된 정보 생태계를 효과적으로 포착하지 못한다. 이 주제에 대한 토론에서 예시로 사용된 콘텐츠의 대부분은 가짜가 아니라 진짜이지만 맥락을 벗어나 사용되었거나 조작된 콘텐츠이다. 마찬가지로 오염된 정보의 전체 생태계를 이해하려면 '뉴스'를 모방한 콘텐츠 이상의 것을 고려해야 한다.
2020년 10월, 울워스 매장의 재개장에 대한 가짜 트위터 계정의 사기성 주장이 데일리 메일과 데일리 미러(그리고 울워스의 지역 자매 타이틀)를 비롯한 뉴스 사이트에서 검증 없이 반복되었다.

### 아시아

#### 중국
2016년 미국 선거 당시 가짜 뉴스가 중국으로 퍼졌다. 미국 내에서 유행한 기사는 중국어로 번역되어 중국 내에서 퍼졌다. 중국 정부는 2016년 11월에 증가하는 가짜 뉴스 문제를 중국에서 인터넷 검열을 강화하는 근거로 사용했다. 중국은 이후 공산당 신문인 글로벌 타임즈에 "페이스북에 대한 서방 언론의 십자군 전쟁"이라는 사설을 게재하고 트위터, 구글, 페이스북 사용자들이 누리는 자유로 인해 발생하는 "예측할 수 없는" 정치적 문제를 비판했다. 2016년 11월 우전에서 열린 제3차 세계 인터넷 회의에서 중국 정부 지도자들은 미국 선거에서 가짜 뉴스가 인터넷의 자유롭고 개방적인 사용에 더 많은 규제를 추가하는 것을 정당화한다고 말했다. 중국 사이버 공간 관리국의 관리인 런셴량 중국 부장관은 온라인 참여가 증가하면 "유해한 정보"와 사기가 발생한다고 말했다. 전 홍콩 법 집행 공무원이자 자비에 대학교 형사 사법 교수인 캄 차우 웡은 미국에서 소셜 미디어를 순찰하려는 시도를 칭찬했다. 월스트리트 저널은 가짜 뉴스의 등장으로 인해 세계 인터넷 회의에서 중국의 인터넷 검열 주제가 더욱 중요해졌다고 지적했다.
2016년 미국 선거에서 가짜 뉴스 문제는 중국 정부가 서구 민주주의와 언론의 자유를 더욱 비판할 이유를 제공했다. 중국 정부는 트럼프의 영감을 받은 것으로 보이는 움직임으로 서방 언론 조직을 편향적이라고 비난했다.
2017년 3월, 집권 중국 공산당이 운영하는 신문인 인민일보는 중국 변호사이자 인권 옹호자인 셰양의 고문에 대한 뉴스 보도를 가짜 뉴스라고 주장하며 비난했다. 이 신문은 트위터 게시물을 통해 "경찰이 구금된 변호사를 고문했다는 외신 보도는 중국의 이미지를 훼손하기 위해 조작된 가짜 뉴스"라고 선언했다. 국영 신화통신은 "이 기사들은 본질적으로 가짜 뉴스"라고 주장했다. 중국 정부는 종종 서방 언론 기관을 편향되고 부정직하다고 비난했다.
중국 정부는 또한 피해자로부터 대금을 갈취하기 위해 소셜 미디어에 부정적인 정보를 퍼뜨리는 기자 행세를 하는 사람들이 있다고 주장했다. 홍콩대학교 중국 미디어 프로젝트의 데이비드 반두르스키는 이 문제가 계속 악화되고 있다고 말했다.

##### 홍콩
2019-20년 홍콩 시위 동안, 중국 정부는 시위와 관련된 잘못된 정보를 퍼뜨리기 위해 가짜 뉴스를 사용했다는 비난을 받아왔다. 여기에는 시위를 "폭동"으로 묘사하는 것과 도시의 독립을 추구하는 "급진적"이 포함된다. 중국 내 온라인 검열로 인해 중국 본토 내의 시민들은 일부 언론 매체의 뉴스 보도를 읽을 수 없었다. 페이스북, 트위터, 유튜브에서도 국가 지원 매체의 가짜 계정과 광고로 잘못된 정보가 유포된 사실이 발견되었다. 많은 양의 계정이 정지되었다.
홍콩에 위치한 친베이징 온라인 미디어인 닷닷 뉴스는 가짜 뉴스와 혐오 발언을 유포한 혐의로 페이스북에서 금지되었다.

#### 인도
인도에서 가짜 뉴스가 발생하면서 카스트와 종교 간의 폭력적인 사건이 발생하여 공공 정책에 간섭하고 있다. 이는 2017년 2월 년 기준 인도에서 월간 활성 사용자 수가 2억 명에 달했던 스마트폰 인스턴트 메신저 WhatsApp을 통해 자주 확산된다.

#### 인도네시아
인도네시아는 세계에서 네 번째로 많은 페이스북 사용자를 보유한 것으로 보고되었다. 인도네시아는 특히 2014년과 2019년 선거와 관련하여 소셜 미디어에서 가짜 뉴스와 사기의 양이 증가하고 있다. 이 나라의 양극화를 통해 양극화를 동반했다.
2014년 대통령 선거에서 최종 당선된 조코 위도도 후보는 프라보워 수비안토 지지자들이 인도네시아 공산당 당원의 자녀이자 중국계, 기독교인이라고 거짓 주장하며 비방 캠페인의 표적이 되었다. 위도도가 승리한 후 수비안토는 결과에 이의를 제기하며 광범위한 사기 혐의를 제기했지만 받아들여지지 않았다. 관찰자들은 선거가 공정하게 진행되었음을 발견했다.
인도네시아의 가짜 뉴스를 추적하는 마핀도에 따르면, 2018년 12월부터 2019년 1월까지 정치적 허위 정보가 61% 증가하여 2019년 대통령 선거가 치러졌다. 정치 후보자와 선거 기관 모두가 표적이 되었다. 양측은 소셜 미디어에 대한 반격을 위해 헌신적인 반호크스 그룹을 결성했다. 인도네시아 정부는 매주 가짜 뉴스 브리핑을 개최했다. 다시 한 번 패배한 후보는 결과를 받아들이지 않고 증거를 제시하지 않은 채 사기가 있었다고 주장했다. 시위, 폭동, 시위대의 사망이 보고되었다.
인도네시아에서 가짜 뉴스는 종종 중국 제국주의(중국화 포함), 기독교화, 그리고 공산주의와 관련이 있는 경향이 있다. 인도네시아에서는 최근 국내 테러 사건과 수하르토의 미국 지원 우익 독재로 인해 반공, 반기독교, 반중 포그롬의 길고 피비린내 나는 역사로 인해 민족적, 정치적 긴장이 고조되고 있는 상황에서 인도네시아에서 치명적일 수 있다.
인도네시아 정부, 감시 단체, 심지어 종교 단체까지 특정 웹사이트를 차단하고 팩트체크 앱을 만드는 등 허위 정보 확산을 막기 위한 조치를 취하고 있다. 인도네시아 최대 이슬람 대중 단체인 나흐드라툴 울라마는 #턴백호크스라는 가짜 뉴스 방지 캠페인을 만들었으며, 다른 이슬람 단체들은 이러한 유포를 죄악과 같다고 정의했다. 정부는 현재 형사 처벌을 최후의 수단으로 보고 있지만, 공무원들은 법 집행 기관이 표현의 자유를 존중할 수 있도록 열심히 노력하고 있다.

#### 말레이시아
2018년 4월, 말레이시아는 2018년 반가짜 뉴스 법안을 시행했다. 이 법안은 오해의 소지가 있는 정보를 게시하고 유포하는 것을 최대 6년의 징역형 및 최대 50만 링깃의 벌금에 처해질 수 있는 범죄로 간주하는 논란의 여지가 있는 법안이다. 실행 당시 미국 총리는 나집 라작이었으며, 그의 측근들은 미국 법무부 보고서에 의해 최소 35억 달러의 부당 처리와 관련이 있었다. 그 금액 중 7억 3,100만 달러가 라작이 관리하는 은행 계좌로 입금되었다. 말레이시아 통신 및 멀티미디어 장관인 살레 사이드 케루악은 가짜 뉴스 법과 라작의 스캔들 연관성 사이의 융합을 분명히 했다. 케루악은 라작을 특정 금액에 묶어두는 것이 기소 가능한 범죄가 될 수 있다고 말했다. 2018년 말레이시아 총선에서 나지브 라작은 선거 운동에서 가짜 뉴스 법을 폐지하겠다고 공언한 마하티르 모하마드에게 총리직을 빼앗겼다. 이 법은 그를 겨냥하는 데 사용되었기 때문이다.선거에서 승리한 후 새로 선출된 모하마드 총리는 "언론의 자유와 언론의 자유를 지지하지만 한계가 있다"고 말했다 2018년 5월 기준, 모하마드는 완전한 폐지보다는 법 개정을 지지해 왔다.
정보 및 기술의 강사는 말레이시아와 같은 나라에서 'Trojojujan 말"이라고 우려한다. 이 법이 모호하다는 것은 실수를 저지른 풍자가, 여론 작성자, 언론인이 박해를 받을 수 있다는 것을 의미한다. 또한 이 법은 가짜 뉴스 기사를 공유하는 것을 불법으로 규정하고 있다. 한 예로 덴마크 남성과 말레이시아 시민이 온라인에 허위 뉴스 기사를 게시한 혐의로 체포되어 한 달간의 징역형을 선고받은 적이 있다.

#### 미얀마 (버마)
2015년 BBC 뉴스는 로힝야족을 지원하기 위해 온라인에 공유된 관련 없는 사진과 사기 캡션을 사용하여 가짜 기사를 보도했다. 가짜 뉴스는 미얀마 개인에게 부정적인 영향을 미쳐 미얀마 내 무슬림에 대한 폭력이 증가했다. 2014년부터 2016년까지 온라인 참여율은 미얀마 전체 인구의 1%에서 20%로 급증했다. 페이스북의 가짜 기사는 페이스북과 인터넷이라는 종이 정기 간행물에 재인쇄되었다. 미얀마의 이슬람 수련자와 관련된 허위 보도는 미얀마 무슬림에 대한 공격 증가와 직접적인 상관관계가 있었다. 버즈피드 기자 시에라 프렌켈은 이슬람 신자들이 불교 장소에서 폭력을 행사했다고 가상으로 보도했다. 그녀는 가짜 뉴스와 무슬림에 대한 폭력 사이의 직접적인 관계를 기록했다. 프렌켈은 인터넷 노출이 비교적 초기인 국가일수록 가짜 뉴스와 사기 문제에 더 취약하다고 지적했다.

#### 파키스탄
파키스탄 국방부 장관인 카와자 무하마드 아시프는 이스라엘 국방부가 아비그도르 리버만이 "파키스탄이 어떤 구실로든 시리아에 지상군을 파견하면 우리는 핵 공격으로 이 나라를 파괴할 것"이라고 주장한 허위 기사를 트위터에 올린 후 핵무기로 이스라엘을 공격하겠다고 위협했다

#### 필리핀
가짜 뉴스 사이트는 필리핀 시청자들 사이에서 특히 소셜 미디어에 공유되는 등 만연해 있다. 정치인들이 가짜 뉴스에 대응하기 위한 법안을 제출하기 시작했으며, 이 주제에 대한 상원 청문회가 세 차례 열렸다.
필리핀 가톨릭 교회도 이에 반대하는 성명을 발표했다.
베라 파일스의 2017년 말과 2018년 조사에 따르면 필리핀에서 가장 많이 공유된 가짜 뉴스는 두 사람에게 가장 큰 혜택을 준 것으로 나타났다: 로드리고 두테르테 대통령(및 그의 동맹국)과 정치인 봉봉 마르코스, 페이스북 페이지 네트워크의 공유가 가장 많은 바이럴 뉴스를 주도한 것으로 나타났다. 대부분의 필리핀 시청자 페이스북 페이지와 그룹은 온라인 허위 정보를 퍼뜨리는 두테르테, 마르코스 또는 뉴스라는 이름을 가지고 있으며, 두테르테를 지지한다. 필리핀에서는 온라인 허위 정보가 압도적으로 정치적이며, 대부분의 공격 그룹이나 개인들이 두테르테 행정부에 비판적이다. 많은 필리핀 시청자 가짜 뉴스 웹사이트도 공통 Google AdSense 및 Google 애널리틱스 ID를 공유하는 동일한 운영자에 의해 통제되는 것으로 보인다.
미디어 학자 조나단 코퍼스 옹에 따르면, 두테르테 대통령의 대선 캠페인은 케임브리지 애널리티카 스캔들과 러시아 트롤에 대한 광범위한 전 세계적인 보도에 앞서 현재의 허위 정보 시대에서 환자 제로로 간주된다. 가짜 뉴스는 필리핀에서 매우 확립되고 심각하기 때문에 페이스북의 글로벌 정치 및 정부 아웃리치 디렉터 케이티 하바스도 이를 "환자 제로"라고 부른다 브렉시트, 트럼프 지명, 2016년 미국 대선 이전에 발생한 전 세계적인 허위 정보 전염병 상황에서.

#### 싱가포르
싱가포르는 가짜 뉴스의 전파를 범죄로 규정하고 있다. 기존 법률에 따르면 "허위 또는 조작된 것으로 알고 있는 메시지를 전송하거나 전송하게 하는 자는 범죄로 유죄 판결을 받는다."
2015년 3월 18일, 리콴유의 사망을 주장하는 총리실 웹사이트의 스크린샷이 입소문을 타면서 CNN과 중국중앙TV 등 여러 국제 뉴스 기관이 처음에는 이를 뉴스로 보도했다가 총리실에 의해 수정되었다. 이 이미지는 한 학생이 반 친구들에게 가짜 뉴스를 쉽게 만들고 전파할 수 있는 방법을 보여주기 위해 만들었다. 2017년, 싱가포르 뉴스 웹사이트 Mothership은 교육부(MOE)로부터 MOE 관계자의 발언을 허위로 유포한 혐의로 비판을 받았다. 게다가, K 부총리는 법이다.샹그람은 미국 대통령 장례식에 대한 예를 들어, 미국 대통령 장례식에 대한 예를 들어, 미국 대통령 장례식에 대한 예를 들어섰다.
이 사건들 이후, 샨무감은 기존의 합법화가 제한적이고 효과적이지 않다고 말하며, 정부가 2018년에 가짜 뉴스를 방지하기 위한 법안을 도입할 계획이라고 밝혔다. 2017년, 통신정보부는 환경, 주거, 교통 등 공익 문제에 관한 허위 소문을 반박하기 위한 웹사이트인 팩트풀리(Factual)를 설립했으며, 2018년에는 싱가포르 의회가 가짜 뉴스를 다루기 위한 새로운 법안을 검토하기 위해 고의적인 온라인 허위에 관한 특별 위원회를 구성했다. 선정 위원회의 권고에 따라 싱가포르 정부는 2019년 4월 온라인 허위 및 조작 방지 법안(POFMA)을 도입했다.
비평가들은 이 법안이 정부의 자기 검열을 도입하고 소셜 미디어에 대한 정부의 통제를 강화할 수 있다고 지적했다. 활동가 플랫폼 The Online Citizen은 가짜 뉴스에 대한 법안을 정부가 승인한 정보만 대중에게 전파되도록 정보의 자유로운 흐름을 억제하려는 시도로 간주했다. 온라인 에세이에서 활동가이자 역사가인 Thum Ping Tjin은 싱가포르에서 가짜 뉴스가 문제라는 사실을 부인하며, 인민행동당 정부를 유일한 주요 가짜 뉴스 출처로 비난했다. 그는 콜드스토어 작전과 스펙트럼 작전 동안 재판 없이 이루어진 구금이 정당의 정치적 이익을 위해 가짜 뉴스에 근거한 것이라고 주장했다. 페이스북과 구글은 가짜 뉴스를 막기 위한 법 도입에 반대하며, 기존 법안이 문제를 해결하는 데 충분하며 잘못된 정보를 효과적으로 대처하는 방법은 시민들에게 신뢰할 수 있는 정보와 신뢰할 수 없는 정보를 구별하는 방법을 교육하는 것이라고 주장했다.
이 법안은 2019년 6월 3일에 통과되었다. 2019년 10월 2일부터 시행되는 이 법은 당국이 사실 확인 진술 링크, 소셜 미디어 플랫폼의 웹사이트 또는 자산 검열, 형사 고발 등의 단계별 절차를 통해 가짜 뉴스나 허위 정보에 대응할 수 있도록 특별히 설계되었다. 법이 도입된 이후 POFMA의 사용 사례는 75건으로 기록되었으며, 최신 틀은 2021년 5월 7일에 발생했다:현재.

#### 한국
한국 언론인들과 언론 전문가들은 남북한 간의 정치적 적대감이 북한에 대한 언론 보도를 왜곡하고 있으며, 미국 언론인 바바라 데믹도 북한에 대한 언론 보도에 대해 비판적이라고 한탄하고 있다.
2018년 11월 27일, 검찰은 이재명 경기도지사의 집을 압수수색했는데, 그의 아내가 가명 트위터를 사용해 문재인 대통령과 그녀의 남편의 다른 정치적 라이벌들에 대한 가짜 뉴스를 퍼뜨렸다는 의혹이 제기되었다.

#### 타이완
차이잉원 총통과 윌리엄 라이 총리를 비롯한 대만 지도자들은 2018년 대만 지방선거를 앞두고 중국의 트롤 군대가 중국에 더 동정적인 후보들을 지지하기 위해 소셜 미디어를 통해 '가짜 뉴스'를 퍼뜨리고 있다고 비난했다.
2015년 12월 차이나 포스트의 보도에 따르면, 온라인에 공유된 가짜 영상에는 스먼 저수지에서 제작된 것으로 추정되는 조명 쇼가 등장했다. 북부 지역 수자원국은 저수지에 조명 쇼가 없었고 이 이벤트가 조작된 것이라고 확인했다. 이 사기 사건으로 인해 실제 관광지를 방문하는 관광객이 증가했다.
타임월드의 뉴스 업데이트 논문에 따르면, 대만 정부는 교육 정책을 개혁했으며 학생들을 위한 학교 커리큘럼의 일부로 '미디어 리터러시'를 포함할 것이라고 한다. 이 논문은 소셜 미디어를 사용하는 동안 필요한 비판적 사고 능력을 개발하기 위해 포함될 것이다. 또한, 미디어 리터러시 작업에는 선전과 출처를 분석하는 데 필요한 기술도 포함되어 학생들이 가짜 뉴스가 무엇인지 명확히 할 수 있도록 할 것이다.

### 아메리카

#### 브라질
브라질은 2014년 딜마 호세프 대통령의 재선과 2016년 8월 이후 루세프의 탄핵 이후 가짜 뉴스의 영향력이 커지고 있다. BBC 브라질은 2016년 4월 탄핵 투표를 둘러싼 한 주 동안 브라질 페이스북에서 가장 많이 공유된 다섯 개의 기사 중 세 개가 가짜였다고 보도했다. 2015년, 타이 날론 기자는 브라질 최초의 사실 확인 웹사이트인 '아오스 파토스'를 개설하기 위해 브라질 신문 폴하 데 상파울루에서 사임했다. 날론 기자는 가디언과의 인터뷰에서 가짜 뉴스가 많다고 말하며, 이 문제를 미국에서 경험한 문제와 비교하는 것을 주저했다. 브라질도 가짜 뉴스에 문제가 있으며, 한 설문조사에 따르면 가짜 뉴스가 선거 결과에 영향을 미쳤다고 믿는 사람들이 69%로 미국(47%)보다 더 많았다.

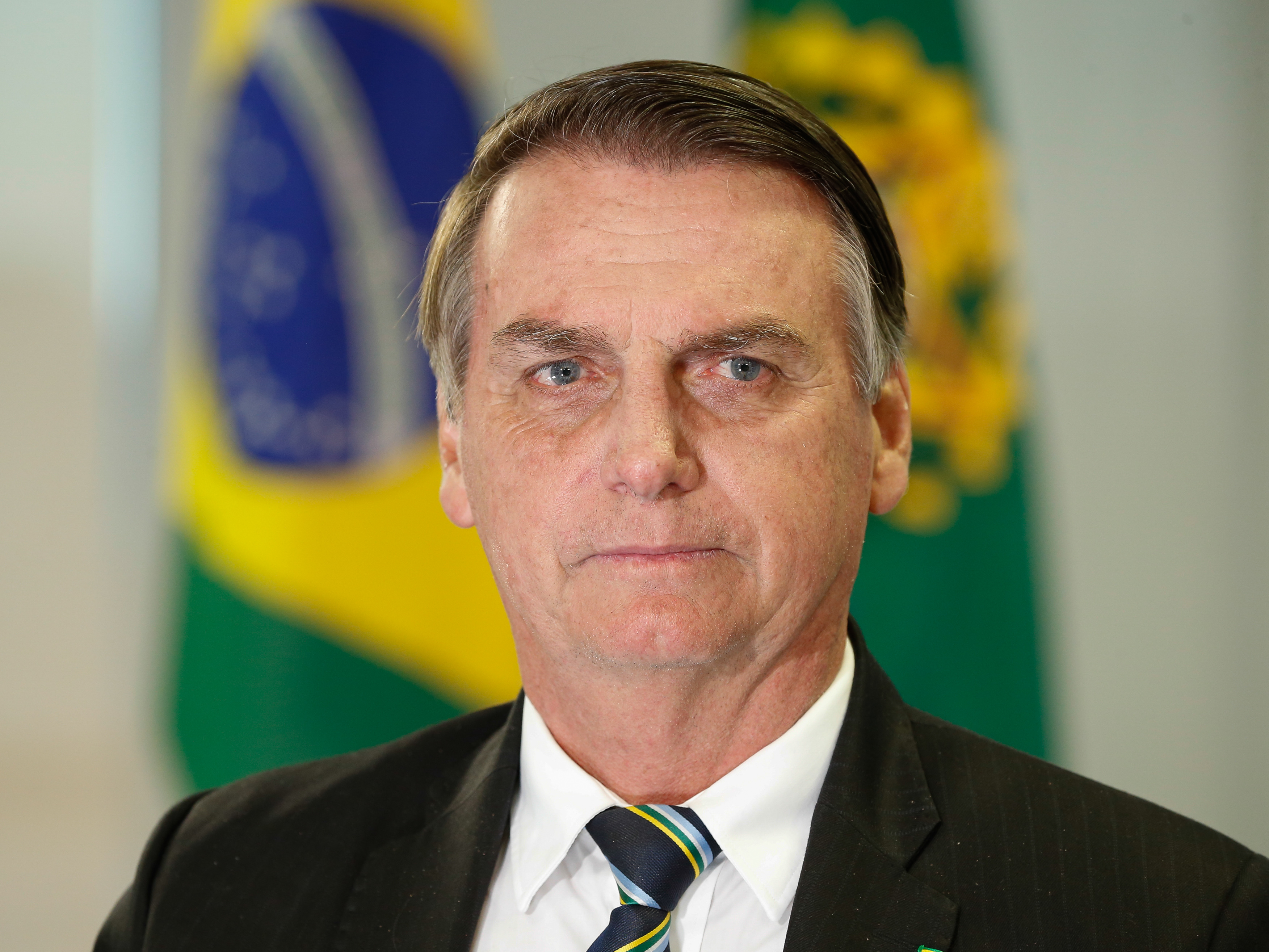
Jair Bolsonaro

브라질 대통령 자이르 보우소나루는 자신의 정부가 가짜 뉴스 미디어(즉, 자신을 지지하지 않는 미디어)로부터 구매하는 데 18억 헤알(미화 4억 8,700만 달러)의 미디어 예산을 사용하는 것을 허용하지 않을 것이라고 주장했다. BBC는 보우소나루의 캠페인이 그의 캠페인을 "극우"와 연관짓는 미디어를 가짜 뉴스로 선언했다고 보도했다. 2020년, 브라질 대법원은 보우소나루 지지자들의 허위 정보 캠페인에 대한 조사를 시작했다. 브라질 대통령은 이 조사가 "위헌적"이며 가짜 뉴스에 대한 모든 제한은 검열 행위라고 주장했다. 브라질 대법원의 명령에 따라 페이스북은 보우소나루의 사무실과 그의 아들들과 직접 연결되어 대통령에 반대하는 정치인과 언론을 겨냥한 가짜 계정 수십 개를 삭제했다. 보우소나루가 말라리아 치료제 하이드록시클로로퀸이 코로나바이러스에 대항하여 모든 곳에서 효과가 있다고 거짓으로 주장하는 영상도 페이스북과 트위터에 의해 삭제되었다. 코로나19 팬데믹과 관련하여 그는 정치적 반대자들이 바이러스의 심각성을 과장하고 있다고 비난했다. 그는 2021년에 연설에서 바이러스가 언론이 밝힌 것만큼 심각하지 않으며, 이는 언론이 만든 "환상"이라고 주장했다.
2019년 아마존 화재가 증가하면서 입소문을 탄 산불 사진 중 상당수가 가짜 뉴스라는 사실이 밝혀졌다. 예를 들어, 프랑스 대통령 엠마누엘 마크롱은 2003년에 사망한 사진작가가 찍은 사진을 트위터에 올렸다.

#### 캐나다
2016년 11월, 캐나다 정치인들이 지역 신문을 돕는 문제를 논의하면서 온라인 가짜 뉴스에 대한 관심이 높아졌다. 밴쿠버 센터의 헤디 프라이 의원은 인터넷 게시자들이 인쇄 매체보다 책임감이 떨어지는 사례로 가짜 뉴스에 대해 구체적으로 논의했다. 의회에서의 논의는 온라인 가짜 뉴스의 증가와 캐나다 신문의 축소 및 캐나다 민주주의에 미친 영향을 대조했다. 페이스북 캐나다의 대표들은 회의에 참석하여 의원들에게 온라인에서 개인이 데이터를 수집하는 것을 돕는 것이 자신들의 의무라고 생각한다고 말했다.
2017년 1월, 켈리 리치의 보수당 지도부 캠페인은 저스틴 트뤼도가 하마스에 자금을 지원하고 있다는 거짓 주장을 포함한 가짜 뉴스를 퍼뜨렸다고 인정했다. 캠페인 매니저는 부정적인 반응을 불러일으키기 위해 뉴스를 퍼뜨렸다고 주장하며 "진정한 보수당이 아닌" 사람들을 판별할 수 있다고 말했다.

#### 콜롬비아
2016년 가을, WhatsApp은 콜롬비아 역사에 비판적인 투표에 영향을 미치는 가짜 뉴스를 퍼뜨렸다. WhatsApp을 통해 빠르게 퍼진 거짓말 중 하나는 콜롬비아 시민들이 연금을 덜 받아서 전직 게릴라 전사들이 돈을 받을 수 있다는 것이었다. 이 잘못된 정보는 처음에 WhatsApp 사용자들이 국가 정부와 콜롬비아 혁명군(FARC) 간의 평화 협정을 승인했는지 여부에 대한 질문에서 시작되었다. 이 평화 협정은 준군사 단체(반역 세력)와 콜롬비아 정부 간의 50년간의 전쟁을 종식시켜 전국적으로 수백만 명의 사망자와 실향민을 초래했다. 투표의 강력한 영향력은 "반대" 캠페인이었으며, "반대" 캠페인은 콜롬비아 시민들이 평화 협정을 "너무 쉽게" 받아들일 수 있도록 설득하는 것이었다 콜롬비아의 전 대통령이자 민주당 소속인 우리베는 '반대' 캠페인을 주도했다. 2016년 대통령이었던 산토스는 대통령 재임 기간 동안 자유주의적 접근 방식을 취했다. 산토스는 반군과의 평화 협정을 위한 노력으로 2016년 노벨 평화상을 수상했다. 또한, 우리베는 자연스럽게 산토스의 견해와 반대되는 견해를 가지고 있었다. 게다가 WhatsApp을 통해 퍼진 다른 뉴스들은 대중에게 쉽게 오해를 받기 쉬웠다. 산토의 계획이 쿠바와 같은 가혹한 통치와 베네수엘라(후고 차베스 치하)와 같은 혼란 속에 콜롬비아를 두려는 것이라는 내용도 있었지만, 물류에 대해서는 설명되지 않았다. "아니오" 캠페인 매니저인 후안 카를로스 벨레즈와의 인터뷰에서 그는 "소셜 네트워크의 바이럴 파워를 발견했다"는 전략을 펼쳤다고 말한다 또한 "예" 캠페인은 WhatsApp을 통해 가짜 뉴스를 퍼뜨리는 데에도 참여했다. 예를 들어, 민주당 상원의원 에버스 부스타만테가 "의회에서 게릴라를 원하지 않는다"라고 적힌 팻말을 들고 있는 포토샵 이미지가 위선을 드러내기 위해 퍼졌다. 그는 전직 좌파 M-19 게릴라였기 때문에 위선적으로 보일 수 있다. "반대" 캠페인은 콜롬비아 전역의 투표에 큰 영향을 미쳤다. 희생자 수가 가장 많은 지역에서는 "예" 표가, 우리베의 영향을 받은 지역에서는 "반대" 표가 강세를 보였다. 그 결과, "반대" 표는 총 50.2%였으며, "반대" 표는 49.8%였다. WhatsApp에서 가짜 뉴스가 확산된 결과에는 2017년 1월 WhatsApp 내 가짜 뉴스와 싸우기 위해 WhatsApp '거짓말 탐지기'를 발명한 저널리스트 후아니타 레온의 앱 변경이 포함되었다. 결국 협정이 체결되었지만 WhatsApp 사건으로 인해 협정이 더욱 연장되고 시민들 사이에서 논란의 여지가 있는 견해가 확산되었다.

#### 멕시코
멕시코에서는 사람들은 TV와 직접 소셜 미디어와 직접 소셜 접촉을 통해 소셜 접촉을 하는 경향이 있다. 2017년부터 2023년까지 모든 유형의 뉴스 소스(소셜 미디어 포함)의 사용과 신뢰도가 감소했다. 2023년 기준으로 멕시코에서 가장 많이 사용된 미디어 회사는 TV 아즈테카 뉴스와 텔레비사였다. 텔레비사는 멕시코에서 가장 큰 텔레비전 네트워크이자 스페인어권 세계에서 가장 큰 미디어 네트워크이다. 가장 자주 사용되는 세 가지 소셜 미디어 플랫폼은 Facebook, YouTube, WhatsApp이었다.
2012년 이전에는 멕시코의 주요 텔레비전 네트워크가 멕시코의 정치 커뮤니케이션의 중심이었다. 또한 오랫동안 지배적이었던 PRI 정당과도 밀접하게 연결되어 있었다. 텔레비소는 언론인과 학자들로부터 허위 진술과 정보 조작, 그리고 상대방에 대한 공격으로 비판을 받아왔다. 텔레비소는 2012년부터 2018년까지 대통령직을 맡았던 엔리케 페냐 니에토의 선거 운동을 주도했다. 엔리케 페냐 니에토는 스캔들과 텔레비전 및 인쇄 매체에 대한 신뢰 하락으로 유명해졌다.
2012년 멕시코 총선에서 조직적인 온라인 허위 정보 캠페인은 멕시코에서 "디지털 정치의 폭발"의 일환이었다. 멕시코 정치인들은 디지털 전략과 알고리즘을 사용하여 겉보기에는 인기를 높이고 반대 메시지를 약화시키거나 압도했다. "주의 경제"를 "해킹"하려는 시도는 거짓 내러티브를 증폭시키고, 주목을 끌며, 담론을 지배하기 위해 이루어졌다. 페냐 니에토를 지원하기 위해 필요에 따라 트롤 네트워크가 2009년 초에 형성되었다. 관련된 사람들의 수와 급여를 받은 사람들의 수에 대한 추정치는 20,000명에서 100,000명까지 매우 다양하다. 또한 봇은 메시지를 증폭하고 "거짓 팔로워의 우주"를 만드는 데에도 사용되었다. 반대하는 목소리는 "유령 추종자"들로부터 무의미한 반응을 대량으로 불러일으켜 사라졌다. 분석된 한 사건에서는 50개의 스팸 계정이 하루에 1,000개의 트윗을 생성했다.
페냐 니에토의 당선 이후 정부 활동에는 논란이 많은 정부 이니셔티브에 대한 지지가 증폭되었다. 2014년 활동가 학생들이 살해되거나 실종된 후, 알고리즘을 사용하여 #YaMeCanse 'IHAVEHadEnough'와 같은 트위터 트렌드 해시태그를 방해했다. 봇과 트롤은 위협과 개인 공격에도 사용되어 왔다. 2017년부터 2019년까지 해시태그 #SalarioRosa '취약성을 위한 핑크 샐러리'는 정치인 알프레도 델 마조 마자와 연관되어 있으며, 아스트로터핑을 통해 트위터 트렌드 리스트 상위권에 오르며 풀뿌리 지지의 모습을 드러냈다. 여성 사진은 가짜 계정과 연관되어 여성들이 "대화를 모방하는" 토론에 참여하고 있다는 인상을 주었다.
2018년 기준으로 멕시코에서 조사된 사람들의 76-80%가 허위 정보나 가짜 뉴스가 무기로 사용되는 것에 대해 걱정하고 있으며, 이는 세계 어느 나라보다도 높은 비율이다. 2018년 선거 기간 동안 후보자들 간의 봇 싸움은 공격, 루머, 근거 없는 주장, 딥페이크 영상을 게시하여 대화를 무산시켰다. 트위터의 선거 관련 트윗 중 40%가 안드레스 마누엘 로페스 오브라도르(AMLO)를 언급했다. 그의 반대자 중 누구도 트윗의 20%에 도달하지 못했다.:21 자동화와 인공 증폭은 상업용 봇 서비스와 정치용 봇 서비스를 모두 사용했다. 한때 적어도 10개의 찬성 및 반대 AMLO 봇이 해시태그 #AMLOFest를 사용하여 몇 시간 만에 천 개가 넘는 트윗을 올렸다.:24
2018년 대선 기간 동안 잘못된 정보를 해결하기 위해 설립된 협업 저널리즘 프로젝트인 Verificado는 2018년 대선 기간 동안 설립되었다. 이 프로젝트에는 지역 및 전국 언론 매체, 대학, 시민 사회 및 옹호 단체를 포함한 최소 80개의 단체가 참여했다. 이 단체는 온라인 주장과 정치적 발언을 조사하고 공동 검증을 발표했다. 선거 기간 동안 이들은 허위 주장과 용의자 사이트를 기록한 400개 이상의 메모와 50개 이상의 동영상을 제작했으며, 가짜 뉴스가 입소문을 탄 사례를 추적했다.:23 Verificado.mx 은 선거 기간 동안 540만 건의 방문을 받았으며, 파트너 기관은 수백만 건의 방문을 추가로 등록했다.:25
그들이 관찰한 전술 중 하나는 다양한 후보에 대한 지지를 과장하는 조작된 여론조사를 홍보하는 것이었다. 가짜 여론조사는 뉴욕 타임즈와 멕시코 최고 신문 중 하나인 엘 유니버설과 같은 소식통에 의해 실시되었다고 주장했다. 또 다른 전략은 WhatsApp을 통해 암호화된 메시지를 공유하는 것이었다. 이에 대해 Verificado는 WhatsApp 사용자가 인증 및 디바운딩을 위해 메시지를 제출할 수 있는 핫라인을 설정했다. 10,000명 이상의 사용자가 Verificado의 핫라인에 가입했다. 가짜 메시지에는 투표 장소와 방법에 대한 허위 정보가 포함되어 있었다.:25 한 캠페인에서는 반AMLO 유권자들에게 두 명의 반대자를 모두 확인할 것을 촉구했는데, 이는 투표 실격으로 이어질 수 있는 조치였다.
2018년 대통령에 당선된 이후, 안드레스 마누엘 로페스 오브라도르(AMLO)의 언론에 대한 태도는 적대적이었다. 그는 아침 주소나 마냐네라를 사용하여 카르멘 아리스테귀, 카를로스 로레 드 몰라, 빅토르 트루히요와 같은 언론인을 표적으로 삼았다. 국제 인권 단체인 제19조는 멕시코 정부가 공공 정보원에 대한 접근을 제한하면서 "허위 정보 전략"을 사용하고 있다고 보고 있다. 제19조는 멕시코 정부가 제공하는 공공 정보의 26.5%가 허위라고 추정하고 있다. 2019년 기준으로 멕시코는 현역 전쟁 지역보다 사망자 수가 더 많은 세계에서 기자들에게 가장 위험한 나라가 되었다.
팬데믹 기간 동안 WhatsApp 및 Facebook과 같은 소셜 미디어 플랫폼의 사용이 증가했다. 멕시코에서는 2019년부터 2021년까지 동영상 앱 TikTok의 사용자 기반이 세 배로 증가하여 1,700만 명의 시청자를 확보했다. 팬데믹 기간 동안 트위터 활동의 패턴을 보면, 멕시코에서 두 사람 모두 COVID-19 팬데믹에 대처하는 것에 대한 비판을 받던 시기에 AMLO와 휴고 로페스-가텔에 대한 광범위한 풀뿌리 지원의 모습을 보이기 위해 아스트로터핑이 사용되었음을 알 수 있다.

### 중동 및 아프리카

#### 아르메니아
2020년 openDemocracy의 보고서에 따르면, 아르메니아 웹사이트 Medmedia.am 는 코로나19를 "가짜 팬데믹"이라고 부르며 아르메니아인들에게 향후 백신 프로그램을 거부하라고 경고하는 등 코로나바이러스 팬데믹에 대한 허위 정보를 퍼뜨리고 있었다. 이 웹사이트는 아르메니아 정부의 보건부와 백신 프로그램에 비판적인 의사인 게보르그 그리고리안이 이끌고 있으며, 페이스북에 동성애자들을 불태우라고 촉구하는 발언을 포함한 반 LGBT 발언의 역사를 가지고 있다. 가디언은 이 사이트가 민주주의를 촉진하기 위한 미국 국무부 보조금의 무의식적인 도움으로 개설되었다고 전했다.

#### 이스라엘 및 팔레스타인 영토
1996년, 가짜 뉴스 보도에 대한 대응으로 웨스턴 월 터널 폭동으로 사람들이 사망했다. 2018년 4월, 팔레스타인-이스라엘 축구팀 브네이 사크닌은 베냐민 네타냐후 이스라엘 총리가 이스라엘 홍수 피해자들을 위해 잠시 침묵하는 동안 팬들이 야유를 보냈다고 주장하자 명예훼손 혐의로 고소하겠다고 위협했다.
네타냐후 총리는 소셜 미디어 게시물에서 트럼프 미국 대통령이 "가짜 뉴스"라고 비난한 같은 날 채널 2, 채널 10, 하레츠, 이넷 등 자신을 비판하는 다양한 이스라엘 뉴스를 맹비난했다.
팔레스타인 이슬람 정치 단체 하마스는 2017년에 이스라엘에 대한 입장을 완화하기 위한 정치 프로그램을 발표했다. 무엇보다도 이 헌장은 1967년 6일 전쟁 전후에 팔레스타인 국가의 국경을 수용했다. 이 문서는 이스라엘 국가의 파괴를 요구했던 1988년 헌장에서 발전된 것이지만, 여전히 이스라엘을 합법적인 독립 국가로 인정하지 않고 있다. 2017년 5월 이스라엘 총리 베냐민 네타냐후는 알자지라, CNN, 뉴욕타임스, 가디언 등의 뉴스 매체가 이 사건을 보도한 것에 대해 "가짜 뉴스"라고 해명했다. 그는 특히 하마스가 새 헌장 내에서 이스라엘 국가를 받아들였다는 개념에 동의하지 않았으며, 이를 "진실의 완전한 왜곡"이라고 불렀다. 대신 그는 "새 하마스 문서는 이스라엘이 존재할 권리가 없다고 말한다."라고 말했다. 하레츠는 이 동영상을 사실 확인하면서 "네타냐후는 트럼프의 발자취를 따라 자신의 필요를 충족시키기 위해 '가짜 뉴스'의 정의를 의도적으로 왜곡하고 있다"고 말했다 이후 지지자들에게 보낸 연설에서 네타냐후 총리는 자신에 대한 의혹에 대해 이렇게 답했다: "가짜 뉴스 산업은 정점에 있다 ... 예를 들어, 매주 좌파 시위를 무제한의 열정으로 보도하는 방식을 보세요. 법 집행 당국에 부적절한 압력을 가하여 어떤 대가를 치르더라도 기소하는 것이 목표인 동일한 시위이다." 워싱턴 포스트는 좌파 언론을 묘사하기 위해 가짜 뉴스라는 용어를 사용한 것을 2016년 미국 선거 사이클에서 도널드 트럼프의 비슷한 발언에 비유했다.
이파트 미디어 체크(Yifat Media Check Ltd.)와 사실 확인 기관인 하마슈로킷(Hamashrokit, '휘파람')이 수행한 연구에 따르면, 이스라엘 정치 지도자들의 발언 중 70% 이상이 정확하지 않은 것으로 나타났다.
이스라엘이 피해를 입은 가짜 뉴스 중 일부에는 이스라엘 관련 동물 음모론이 포함되어 있다. 이들은 이스라엘이 다양한 동물을 이용해 다른 사람들을 감시하거나 공격하고 있다고 주장한다.

#### 사우디아라비아
글로벌 뉴스에 따르면 사우디아라비아의 국영 텔레비전은 캐나다에 대한 가짜 뉴스를 퍼뜨렸다. 2018년 8월, 캐나다의 글로벌 뉴스는 국영 텔레비전 알 아라비야가 "캐나다가 세계에서 여성에게 가장 나쁜 나라이며 자살률이 가장 높으며, 지난해 미얀마에서 대량 학살되어 쫓겨난 무슬림 소수민족 로힝야족을 미얀마가 대하는 방식으로 원주민을 대한다고 제안했다"고 보도했다
2018년 10월, 트위터는 사우디 야당 기자 자말 카쇼기의 실종에 대한 친사우디 수사를 퍼뜨리는 것으로 보이는 여러 봇 계정을 정지시켰다.
뉴스위크에 따르면 사우디아라비아 검찰청은 트위터를 통해 "사우디 정부가 카쇼기 실종에 연루되었다는 소문이나 가짜 뉴스를 만들어 공공 질서나 공공 안전에 영향을 미치거나 소셜 미디어나 어떤 기술적 수단을 통해 보내거나 다시 보내는 행위는 5년과 300만 리얄의 벌금에 처해질 수 있다"고 밝혔다.
이란의 지원을 받는 트위터 계정은 사우디아라비아에 대한 선정적인 가짜 뉴스와 소문을 퍼뜨리고 있다.
2019년 8월 1일, 페이스북은 사우디아라비아 정부를 대신해 가짜 뉴스를 퍼뜨리고 지역 라이벌을 공격하기 위해 비밀 네트워크를 운영하는 수백 개의 계정을 발견했다. 이 소셜 미디어 대기업은 약 140만 명의 팔로워를 보유한 350개 이상의 계정, 페이지 및 그룹을 삭제했다. 페이스북과 함께 이 계정들은 인스타그램에서도 '조직적인 비진정성 행동'에 연루되어 있었다. 페이스북 블로그 게시물에 따르면, 이 네트워크는 사우디아라비아를 대표하는 계정과 아랍에미리트와 이집트를 대표하는 두 가지 정치적 의제를 운영하고 있었다.

#### 시리아
2017년 2월, 국제앰네스티는 시리아 교도소에서 "종결" 캠페인의 일환으로 최대 13,000명이 교수형에 처해졌다고 보고했다. 시리아 대통령 바샤르 알 아사드는 국제앰네스티의 신뢰성에 의문을 제기하며 이 보고서가 정부를 약화시키기 위해 조작된 "가짜 뉴스"라고 불렀다. "요즘은 무엇이든 위조할 수 있다. 우리는 가짜 뉴스 시대에 살고 있다."
러시아는 시리아 내전 동안 인도주의 구조 단체인 화이트 헬멧의 명예를 훼손하고 어린이 및 기타 민간인 폭격 피해자에 대한 보고서와 이미지를 훼손하기 위해 허위 정보 캠페인을 벌였다. 이는 러시아의 전쟁 개입에 대한 비판을 약화시키기 위한 조치였다. 유엔과 국제 화학 검사관들은 바샤르 알 아사드가 화학 무기 사용에 책임이 있다고 판단했는데, 이를 러시아는 '가짜 뉴스'라고 불렀다. 러시아는 화학 물질이 존재하지 않는다거나 화학 공격을 다른 국가나 그룹에 돌렸다는 다양한 모순된 주장을 제기했다.

#### 아랍에미리트
아랍에미리트(UAE)는 비영리 단체, 싱크탱크, 언론 기고자들에게 자금을 지원해 왔으며, 여기에는 민주주의 방어 재단(FDD)과 중동 포럼(MEF)이 포함되어 있다. 이 단체들은 카타르와 같은 명예를 훼손하는 국가에 가짜 정보를 퍼뜨리는 기자들에게 추가로 돈을 지불했다. 2020년, FDD의 연구원 벤자민 와인탈과 MEF의 연구원 조나단 스파이어는 미국과의 외교 관계를 더럽히기 위해 폭스 뉴스에 카타르에 대한 부정적인 이미지를 홍보하는 기사를 기고했다.

#### 이집트
이집트 데일리 텔레그래프에 따르면, 한 이집트 관리는 2010년에 이스라엘 스파이 기관 모사드가 샤름 엘 셰이크에서 치명적인 상어 공격의 배후에 있을 수 있다고 제안했다. 이집트 의회의 통신 및 정보 기술 위원회에 따르면 2017년에는 60일 동안 주로 소셜 미디어를 통해 53,000건의 허위 소문이 유포된 것으로 추정된다.

#### 남아프리카 공화국
남아프리카 공화국의 다양한 언론 매체들은 가짜 뉴스를 언론에 대한 불신을 높이고, 정치적 반대자들의 명예를 실추시키며, 부패로부터 관심을 돌리기 위한 점점 더 큰 문제이자 도구로 보고하고 있다. 굽타 가문이 소유한 미디어 매체는 허핑턴 포스트(남아프리카공화국), 선데이 타임즈, 라디오 702, 시티 프레스 등 다른 남아프리카 언론 기관에서도 이를 겨냥한 것으로 주목받고 있다.표적이 된 개인으로는 프라빈 고르단 재무부 장관이 있으며, 그는 고르단이 "백인 독점 자본"을 위해 국가 포획을 조장했다는 비난을 받으며 굽타의 국가 포획 시도를 차단한 것으로 여겨졌다.
아프리카 국민회의(ANC)는 선거 기간 동안 ANC를 대신해 무급 노동을 했다는 이유로 시흘레 볼라니에 의해 법정에 서게 되었다. 법원 문서에서 볼라니는 ANC가 2016년 지방 선거 동안 야당의 명예를 훼손하려는 의도로 그녀를 이용해 5천만 루피 규모의 가짜 뉴스와 허위 정보 캠페인을 시작하고 실행했다고 밝혔다.

### 오세아니아

#### 호주
호주 의회는 2016년 미국 선거 동안 발생한 가짜 뉴스와 관련된 "가짜 뉴스"에 대한 조사를 시작했다. 이 조사는 호주의 여러 주요 분야를 조사하여 청중이 가짜 뉴스에 가장 취약하다는 것을 발견하고, 전통적인 저널리즘에 미치는 영향을 고려하며, 온라인 광고주의 책임을 평가하고, 가짜 뉴스를 퍼뜨리는 행위를 규제했다. 이러한 의회의 행위는 소셜 미디어가 가짜 뉴스를 퍼뜨리는 위협에 대처하기 위한 것이다.
호주의 허위 정보 및 허위 정보에 관한 실천 강령은 2021년 2월 22일에 시작되었다. 이는 호주 정부가 디지털 플랫폼에 허위 정보와 허위 정보를 해결하고 사용자가 뉴스 콘텐츠의 신뢰성, 신뢰성 및 출처를 보다 쉽게 식별할 수 있도록 돕기 위한 자발적 코드 개발을 요청한 지 약 12개월 후의 일이다. 이 요청은 기술 및 정보 배포 환경을 개혁하기 위한 호주 정부의 광범위한 전략의 일환이다. 호주 통신 및 미디어 당국(ACMA)은 코드 개발을 감독했다. 2021년 정부에 제출한 보고서에서 ACMA는 정부가 코드를 집행하고, 디지털 플랫폼에 허위 정보 조치에 대한 투명성 보고서 및 기타 정보를 요청하며, 조사를 수행할 수 있는 권한을 부여하는 법안을 도입할 것을 권고했다. 이 보고서에 대해 연립 정부는 2022년 3월에 입법을 진행할 것이라고 밝혔다. 2022년 연방 선거 이후에도 새로운 노동당 정부는 입법 프로그램을 계속 진행했으며, 2023년 6월에는 대중과 협의할 수 있는 법안 초안이 발표되었다. 이전에는 규제를 지지했지만, 이제는 반대 입장에 있는 자유-국민 연합은 잘못된 정보를 규제할 수 있는 ACMA 권한을 부여하는 것이 언론의 자유를 위협할 것이라는 우려를 표명했다. 또한 우파 언론 매체들도 이 법안에 대해 상당한 반대를 표명했으며, 전문가들은 법안 설계에 대한 우려를 표명했다. 법안에 대한 자문에는 2418건의 공개 제출과 20,000건 이상의 의견이 있었으며, 많은 사람들이 법안에 반대했다. 2024년 9월, 수정된 법안이 의회에 제출되었고 즉시 상원 커뮤니케이션 법제위원회에 회부되어 법안에 대한 조사를 실시했다. 표현의 자유를 더 잘 보호하기 위한 중대한 변화를 포함했음에도 불구하고, 이 법안은 상원을 통과하기 위한 충분한 지지를 얻지 못했고 11월 23일 정부에 의해 철회되었다.
2009년 호주에서 유명한 조작된 뉴스 사례가 발생했는데, 이 사건은 "레빗 연구소"가 호주 인구를 대상으로 한 기만 탐지 보고서가 전국 뉴스 웹사이트에서 널리 인용되면서 시드니가 가장 순진한 도시라고 주장했다. 비록 이 보고서 자체에는 단서가 포함되어 있었지만, 수학적 횡설수설 속에서 다음과 같은 진술이 있었다: "이러한 결과는 진실과 신뢰성 노드를 수정하는 과정을 통해 완전히 허구의 자료로 만들어졌다."

## 용어 오용
가짜 뉴스라는 용어는 때때로 신뢰할 수 있는 부정적인 뉴스에 의문을 제기하는 데 사용되기도 한다. 일부 국가에서는 부정적인 뉴스에 대한 검열을 기본으로 하는 '가짜 뉴스' 법을 시행하고 있다.

### 미국

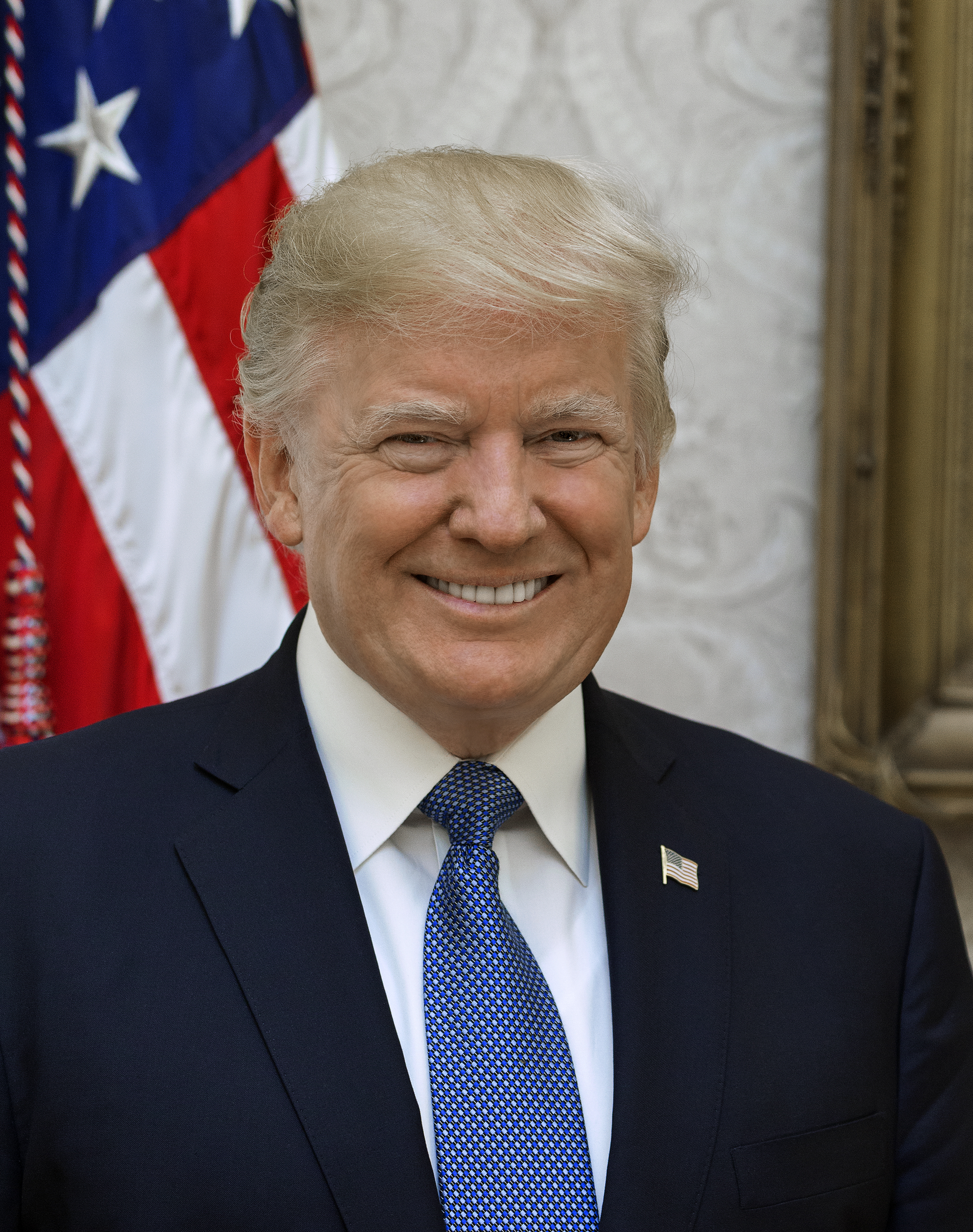
도널드 트럼프는 CNN과 뉴욕 타임즈를 포함한 미국 언론을 비판하기 위해 트위터에서 가짜 뉴스를 자주 언급했다.

도널드 트럼프 전 미국 대통령은 선거운동과 대통령 재임 기간 동안 이 용어를 여러 차례 오용하여 실제 허위 뉴스가 아닌 개인적으로 싫어하는 부정적인 언론 보도를 설명하는 데 사용했다. 트럼프는 자신이 직접 상당한 허위 및 부정확하거나 오해의 소지가 있는 발언을 만들어냈음에도 불구하고 주류 미국 언론(그가 '거짓 언론'이라고 부르는)이 정기적으로 '가짜 뉴스' 또는 '폭스 뉴스'를 보도한다고 주장했다. 워싱턴 포스트의 팩트 체커 데이터베이스에 따르면 트럼프는 재임 4년 동안 30,573건의 허위 또는 오해의 소지가 있는 주장을 했지만, 그의 주요 허위 주장이 수백 번씩 반복되었기 때문에 고유한 허위 주장의 수는 훨씬 적는다. 문서화된 허위 주장에 대해 검색 가능한 온라인 데이터베이스가 제공되며, 잘못된 정보와 거짓말에 대한 학술 연구에 사용할 수 있는 데이터 파일도 다운로드할 수 있다. 처음 16,000건의 허위 주장에 대한 분석이 책으로 제공된다.
트럼프는 종종 주류 뉴스 보도 매체를 "가짜 뉴스"이자 "국민의 적"으로 간주하며 공격해 왔다. 트럼프는 며칠에 한 번씩 '가짜 뉴스'라는 주장으로 언론에 대한 위협을 가했다. 트럼프 시대에는 언론의 자유를 보호하는 규범이 추진되거나 심지어 뒤집힌 사례가 많았다.
소셜 미디어를 연구하는 시러큐스 대학교의 제프 헴슬리 교수에 따르면, 트럼프는 자신에게 불리하거나 단순히 싫어하는 뉴스에 이 용어를 사용한다. 트럼프는 널리 인용된 자료를 제공했다2018년 5월 9일 트윗에서 이 해석의 예를 다음과 같이 설명했다: 틀:트윗 크리스 실리자는 CNN에서 이 트윗을 트럼프의 '가짜 뉴스' 공격에 대한 "우연한" 폭로라고 묘사하며 이렇게 썼다: "이 두 단어로 요약할 수 있는 요점은 '부정적인 (가짜)'이다. 트럼프에게 그 단어들은 같은 의미이다. 부정적인 뉴스 보도는 가짜 뉴스이다. 가짜 뉴스는 부정적인 뉴스 보도이다." 다른 작가들도 이 트윗에 대해 비슷한 발언을 했다. 다라 린드는 복스에 이렇게 썼다: "트럼프가 많은 회의론자들이 내내 의심해 온 것을 명시적으로 인정하는 것은 좋은 일이다: 그가 '가짜 뉴스'에 대해 불평할 때, 그는 실제로 '사실이 아닌 뉴스'를 의미하는 것이 아니라 도널드 트럼프에게 개인적으로 불편한 뉴스를 의미한다." 조나단 채트는 뉴욕 매거진에 이렇게 썼다: "트럼프는 모든 부정적인 뉴스를 '가짜'라고 부른다고 인정한다.": "오늘 아침 트윗에서 트럼프는 자유주의 미디어 편향을 식별하는 방법에 대한 소스 코드의 창을 무심코 열었다. 부정적인 것은 정의상 가짜이다." 필립 범프는 워싱턴 포스트에 이렇게 썼다: "그 트윗에서 중요한 것은 ... 그가 가짜 뉴스를 구성하는 것에 대한 자신의 견해를 명확히 밝힌다는 것이다. 부정적인 뉴스이다. 부정적이다. (가짜.)" 카메라가 켜지기 전 레슬리 스탈과의 인터뷰에서 트럼프는 언론을 공격하는 이유를 설명했다: "내가 왜 그렇게 하는지 알아? 나는 너희 모두의 명예를 실추시키고 나에 대한 부정적인 이야기를 쓸 때 아무도 믿지 못하도록 비하하기 위해 그렇게 하는 거야."

작가이자 문학 비평가인 가쿠타니 미치코는 우익 언론과 웹사이트의 발전을 설명했다:
"폭스 뉴스와 그 주위를 도는 우익 뉴스 사이트의 행성 시스템, 그리고 나중에 브레이트바트는 그러한 주장을 무기화하고 공화당 기반을 자극하는 점점 더 당파적인 열정을 악용하는 데 특히 능숙했다: 그들은 언론의 확립을 '자유주의적 편향'이라고 비난하며, 자신들의 우익 견해를 '공정하고 균형 잡힌' 것으로 대체했다. 이는 트럼프가 '가짜 뉴스'를 납치하는 전조가 되는 용어를 재정의하여 극우 음모론이나 러시아 트롤 게시물이 아닌, 자신에게 불편하거나 위협이 된다고 인식한 실제 뉴스를 지칭하는 것이다."
2018년 9월, 내셔널 퍼블릭 라디오는 트럼프가 가짜와 가짜라는 용어의 사용 범위를 "점점 더 다양한 것들"로 확장했다고 언급했다: "트럼프가 가짜라고 선언하는 것들의 범위도 점점 더 커지고 있다. 지난달 그는 "가짜 책", "가짜 서류", "가짜 CNN"에 대해 트위터에 올렸고, 구글 검색 결과가 대부분 자신에 대한 부정적인 이야기만 보여주기 위해 "RIGED"된다는 새로운 주장을 덧붙였다. 그들은 "가짜 뉴스", "가짜 (다른)", "가짜"라는 라벨이 붙은 열에서 그의 사용 범위를 확장하는 그래프를 그렸다.

### 러시아
러시아가 우크라이나를 침공하는 동안 러시아 정부는 러시아 군대에 관한 "가짜 뉴스"를 금지하는 법을 통과시켰다. 이 법은 러시아 정부가 침공과 전쟁이라는 용어를 사용하여 침공을 지칭하는 등 허위로 간주하는 모든 정보로 광범위하게 정의되었다. 법을 위반하면 최대 15년의 징역형에 처해질 수 있다. 여러 국가의 국제 뉴스 기관이 러시아에서 영업을 중단하고 법이 통과된 후 언론인들이 러시아에서 대규모로 이주했으며, 일부 국내 비국가 뉴스 기관은 러시아 정부에 의해 차단되었다.

## 참조
1. 1 2 3 4  Hunt, Elle (2016년 12월 17일). “What is fake news? How to spot it and what you can do to stop it”. 《The Guardian》. 2017년 1월 15일에 확인함.
2. ↑  Schlesinger, Robert (April 14, 2017). "Fake news in reality". U.S. News & World Report.
3. 1 2  Diaz Ruiz, Carlos A. (2024년 10월 30일). “Disinformation and fake news as externalities of digital advertising: a close reading of sociotechnical imaginaries in programmatic advertising”. 《Journal of Marketing Management》 (영어): 1–23. doi:10.1080/0267257X.2024.2421860. ISSN 0267-257X.
4. ↑  Braun, Joshua A.; Eklund, Jessica L. (2019년 1월 2일). “Fake News, Real Money: Ad Tech Platforms, Profit-Driven Hoaxes, and the Business of Journalism”. 《Digital Journalism》 (영어) 7 (1): 1–21. doi:10.1080/21670811.2018.1556314. ISSN 2167-0811.
5. 1 2  “The Real Story of 'Fake News'”. 《Merriam-Webster》. 2024년 3월 21일에 확인함.
6. 1 2 3 4 5 6 7 8 9  Soll, Jacob (2016년 12월 18일). “The long and brutal history of fake news”. 《Politico Magazine》 (영어). 2019년 3월 25일에 확인함.
7. ↑  Aïmeur, Esma; Amri, Sabrine; Brassard, Gilles (2023). “Fake news, disinformation and misinformation in social media: a review”. 《Social Network Analysis and Mining》 13 (30): 30. doi:10.1007/s13278-023-01028-5. PMC 9910783. PMID 36789378.
8. ↑  Tsfati, Yariv; Boomgaarden, H. G.; Strömbäck, J.; Vliegenthart, R.; Damstra, A.; Lindgren, E. (2020). “Causes and consequences of mainstream media dissemination of fake news: literature review and synthesis”. 《Annals of the International Communication Association》 44 (2): 157–173. doi:10.1080/23808985.2020.1759443.
9. ↑  Himma-Kadakas, Marju (July 2017). “Alternative facts and fake news entering journalistic content production cycle”. 《Cosmopolitan Civil Societies》 9 (2): 25–41. doi:10.5130/ccs.v9i2.5469.
10. 1 2 3  Tufekci, Zeynep (2018년 1월 16일). “It's the (democracy-poisoning) golden age of free speech”. 《Wired》.
11. 1 2  Woolf, Nicky (2016년 11월 11일). “How to solve Facebook's fake news problem: Experts pitch their ideas”. 《The Guardian》. 2017년 1월 15일에 확인함.
12. ↑  Borney, Nathan (2018년 5월 9일). “5 reasons why 'fake news' likely will get even worse”. 《USA Today》. 2019년 2월 17일에 확인함.
13. 1 2  Nolan, Susan A.; Kimball, Michael (2021년 8월 27일). “What Is Prebunking?”. 《Psychology Today》 (미국 영어). 2024년 3월 22일에 원본 문서에서 보존된 문서. 2024년 6월 16일에 확인함.
14. 1 2 3  Leonhardt, David; Thompson, Stuart A. (2017년 6월 23일). “Trump's lies”. 《The New York Times》. 2017년 6월 23일에 확인함.
15. ↑  Ember, Sydney; Mihailidis, Paul (2017년 4월 3일). “This is not fake news (but don't go by the headline)”. 《The New York Times》. Fake news – a neologism to describe stories that are just not true, like Pizzagate, and a term now co-opted to characterize unfavorable news – has given new urgency to the teaching of media literacy
16. 1 2 3 4 5  Allcott, Hunt; Gentzkow, Matthew (2017년 5월 1일). “Social media and fake news in the 2016 Election”. 《Journal of Economic Perspectives》 31 (2): 211–236. doi:10.1257/jep.31.2.211. S2CID 32730475.
17. ↑  Wemple, Erik (2016년 12월 8일), “Facebook's Sheryl Sandberg says people don't want 'hoax' news. Really?”, 《The Washington Post》
18. ↑  Jackson, Dean (2018), 《Distinguishing disinformation from propaganda, misinformation, and "fake news"》 (PDF), National Endowment for Democracy
19. ↑  Beisecker, Sven; Schlereth, Christian; Hein, Sebastian (2022년 8월 11일). “Shades of fake news: how fallacies influence consumers' perception”. 《European Journal of Information Systems》 33: 41–60. doi:10.1080/0960085X.2022.2110000. ISSN 0960-085X. S2CID 251529175.
20. 1 2  Lazer, David M. J.; Baum, Matthew A.; Benkler, Yochai; Berinsky, Adam J.; Greenhill, Kelly M.; Menczer, Filippo; Metzger, Miriam J.; Nyhan, Brendan; Pennycook, Gordon; Rothschild, David; Schudson, Michael; Sloman, Steven A.; Sunstein, Cass R.; Thorson, Emily A.; Watts, Duncan J.; Zittrain, Jonathan L. (2018년 3월 9일). “The science of fake news”. 《Science》 359 (6380): 1094–1096. arXiv:2307.07903. Bibcode:2018Sci...359.1094L. doi:10.1126/science.aao2998. PMID 29590025. S2CID 4410672.
21. 1 2  《60 Minutes overtime: What's "fake news"? 60 Minutes producers investigate》. CBS News. 2017년 3월 26일. 2017년 3월 27일에 확인함.
22. ↑  Apple, Charles (2020년 4월 20일). “Fake news: What is it?”. 《The Spokesman-Review》 (영어). 2021년 3월 7일에 확인함.
23. ↑  Shafer, Jack (2016년 11월 22일). “The cure for fake news is worse than the disease”. 《Politico》. 2017년 2월 19일에 확인함.
24. ↑  Gobry, Pascal-Emmanuel (2016년 12월 12일). “The crushing anxiety behind the media's fake news hysteria”. 《The Week》. 2017년 2월 19일에 확인함.
25. ↑  Carlson, Matt (August 2018). “Fake news as an informational moral panic: the symbolic deviancy of social media during the 2016 US presidential election”. 《Information, Communication & Society》 23 (3): 374–388. doi:10.1080/1369118X.2018.1505934. S2CID 149496585.
26. ↑  Merlo, Carlos (2017), “Millonario negocio FAKE NEWS”, 《Univision Noticias》
27. ↑  Mihailidis, Paul; Viotty, Samantha (April 2017). “Spreadable spectacle in digital culture: Civic expression, fake news, and the role of media literacies in 'post-fact' society”. 《American Behavioral Scientist》 61 (4): 441–454. doi:10.1177/0002764217701217. S2CID 151950124.
28. ↑  Habgood-Coote, Joshua (2019년 11월 26일). “Stop talking about fake news!”. 《Inquiry》 62 (9–10): 1033–1065. doi:10.1080/0020174x.2018.1508363. hdl:1983/96ab36c8-e90d-42e5-9e5f-5bf2ea877ce0. S2CID 171722153.
29. ↑  “Fake news inquiry by MPs examines threat to democracy”. 《BBC News》. 2017년 1월 30일.
30. 1 2  Holan, Angie Drobnic (2016년 12월 13일). “2016 Lie of the Year: Fake news”. 《PolitiFact.com》.
31. 1 2  《World Trends in Freedom of Expression and Media Development Global Report 2017/2018》. UNESCO. 2018. 202쪽.
32. ↑  Bounegru, Liliana; Gray, Jonathan; Venturini, Tommaso; Mauri, Michele (2018년 1월 8일). 《A field guide to "fake news" and other information disorders》. Amsterdam: Public Data Lab. 62쪽.
33. ↑  Byrne, Andrew. 2016. "Macedonia's fake news industry sets sights on Europe". Financial Times.
34. ↑  “Democracy is in crisis, but blaming fake news is not the answer | Evgeny Morozov”. 《The Guardian》. 2017년 1월 8일. 2022년 10월 29일에 확인함.
35. 1 2  Barthel, Michael; Mitchell, Amy; Holcomb, Jesse (2016년 12월 15일). “Many Americans believe fake news is sowing confusion”. Pew Research Center's Journalism Project. 2017년 1월 27일에 확인함.
36. ↑  “Fake news / topic”. 《Google Trends》. 2024년 11월 16일. Worldwide / 2004 - present / All categories / Web Search
37. ↑  Klühspies, Craig Silverman,Ruth Talbot,Jeff Kao,Anna (2022년 10월 29일). “How Google's Ad Business Funds Disinformation Around the World”. 《ProPublica》 (영어). 2024년 11월 4일에 확인함.
38. ↑  Elliott, Vittoria. “Meta Made Millions in Ads From Networks of Fake Accounts”. 《Wired》 (미국 영어). ISSN 1059-1028. 2024년 11월 4일에 확인함.
39. 1 2  Gottfried, Jeffrey; Shearer, Elisa (2016년 5월 26일). “News use across social media platforms 2016”. Pew Research Center's Journalism Project. 2017년 1월 15일에 확인함.
40. ↑  Zhuravskaya, Ekaterina; Petrova, Maria; Enikolopov, Ruben (2020년 8월 2일). “Political Effects of the Internet and Social Media”. 《Annual Review of Economics》 (영어) 12 (1): 415–438. doi:10.1146/annurev-economics-081919-050239. ISSN 1941-1383.
41. ↑  Vosoughi, Soroush; Roy, Deb; Aral, Sinan (2019). “The spread of true and false news online.” (PDF). 《Science》 359 (6380): 1146–1151. Bibcode:2018Sci...359.1146V. doi:10.1126/science.aap9559. PMID 29590045. S2CID 4549072. 2019년 4월 29일에 원본 문서 (PDF)에서 보존된 문서. 2020년 10월 18일에 확인함.
42. ↑  Berger, Jonah (2019년 3월 5일). “What makes online content viral?” (PDF). American Marketing Association. 2019년 3월 5일에 확인함.
43. ↑  Itti, Laurent (2005). “Bayesian surprise attracts human attention” (PDF). 《Vision Research》 49 (10): 1295–1306. doi:10.1016/j.visres.2008.09.007. PMC 2782645. PMID 18834898. 2019년 3월 5일에 확인함.
44. ↑  Tsang, Stephanie Jean (2020년 8월 31일). “Motivated fake news perception: The impact of news sources and policy support on audiences' assessment of news fakeness”. 《Journalism & Mass Communication Quarterly》 98 (4): 1059–1077. doi:10.1177/1077699020952129. S2CID 225260530.
45. 1 2 3 4  Stelter, Brian (2021), 《Hoax: Donald Trump, Fox News, and the dangerous distortion of the truth》, One Signal Publishers / Simon & Schuster, ISBN 9781982142452
46. ↑  The World Wide Web's inventor warns it's in peril on 28th anniversary By Jon Swartz, USA Today. March 11, 2017. Retrieved March 11, 2017.
47. ↑  Flood, Alison (2019년 5월 30일). “Terry Pratchett predicted rise of fake news in 1995, says biographer”. 《The Guardian》.
48. ↑  Burkhardt, Joanna M. (2017). 《Combatting fake news in the digital age》. American Library Association. ISBN 978-0-8389-5991-6.
49. ↑  Connolly, Kate; Chrisafis, Angelique; McPherson, Poppy; Kirchgaessner, Stephanie; Haas, Benjamin; Phillips, Dominic; Hunt, Elle; Safi, Michael (2016년 12월 2일). “Fake news: an insidious trend that's fast becoming a global problem”. 《The Guardian》. 2017년 1월 17일에 확인함.
50. ↑  Chen, Adrian (2015년 6월 2일). “The Agency”. 《The New York Times》. 2016년 12월 25일에 확인함.
51. ↑  LaCapria, Kim (2016년 11월 2일). “Snopes' field guide to fake news sites and hoax purveyors – Snopes.com's updated guide to the Internet's clickbaiting, news-faking, social media exploiting dark side”. 《Snopes.com》. 2016년 11월 19일에 확인함.
52. ↑  Gilbert, Ben (2016년 11월 15일). “Fed up with fake news, Facebook users are solving the problem with a simple list”. 《Business Insider》. 2016년 11월 16일에 확인함. Some of these sites are intended to look like real publications (there are false versions of major outlets like ABC and MSNBC) but share only fake news; others are straight-up propaganda created by foreign nations (Russia, for example)
53. 1 2  《60 Minutes: How fake news becomes a popular, trending topic》. CBS News. 2017년 3월 26일. 2017년 3월 27일에 확인함.
54. 1 2  “Fake news hurts trust in media, mainstream outlets fare better: Poll”. 《Reuters》 (영어). 2017년 10월 31일. 2018년 4월 10일에 확인함.
55. ↑  Carter, Christine Michel. “How Consumer Brands- And America- Can Prepare Themselves For Generation Alpha”. 《Forbes》 (영어). 2023년 6월 20일에 확인함.
56. ↑  Wardle, Claire (2017년 2월 16일). “Fake news. It's complicated”. firstdraftnews.org. 2017년 4월 22일에 확인함.
57. ↑  McKee, M.; Diethelm, P. (2010). “How the growth of denialism undermines public health” (PDF). 《BMJ》 341: c6950. doi:10.1136/bmj.c6950. PMID 21156741. S2CID 35789525.
58. ↑  Giuliani-Hoffman, Francesca (2017년 11월 3일). “'F*** News' should be replaced by these words, Claire Wardle says”. 《Money.CNN》. 2018년 11월 24일에 확인함.
59. ↑  Scott, Mark (2017년 9월 15일). “Former Hillary Clinton aide fights fake news in Germany [Fake news busters]”. 《Politico》. 2022년 1월 27일에 확인함.
60. ↑  Sokotoff, Dominick; Sourine, Katherina. “Pseudo local news sites reveal nationally expanding network”. 《The Michigan Daily》 (영어). 2019년 11월 8일에 확인함.
61. 1 2  Gendreau, Henri (2017년 2월 25일). “The internet made 'fake news' a thing—then made it nothing”. 《Wired》. 2018년 5월 9일에 확인함.
62. ↑  McMillan, Keith; Wootson, Cleve R. Jr. (2018년 8월 4일). “Newseum pulls 'fake news' shirts after outcry from journalists”. 《The Washington Post》. 2019년 2월 16일에 확인함. reporters reacted to the disclosure of the shirts for sale at the Newseum. Most were not amused.
63. ↑  Funke, Daniel (2019년 2월 11일). “Bloomingdale's has discontinued a 'fake news' shirt. But there are still hundreds of them on Amazon”. 《Poynter》. 2019년 2월 14일에 확인함. Both Bloomingdale's and the Newseum stopped selling their fake news shirts after an outcry from journalists that said the merch perpetuated the same anti-press rhetoric that has been used as a threat against them. But on shopping platforms like Amazon, fake news merch is alive and well.
64. ↑  Maglio, Tony (2019년 2월 12일). “Bloomingdale's apologizes over 'fake news' t-shirt”. Thewrap.com. 2019년 9월 25일에 확인함.
65. ↑  Murphy, Margi (2018년 10월 23일). “Government bans phrase 'fake news'”. 《The Daily Telegraph》.
66. 1 2 3 4 5  Pennycook, Gordon; Rand, David G. (2021), “The psychology of fake news.”, 《Trends in Cognitive Sciences》 25 (5): 388–402, doi:10.1016/j.tics.2021.02.007, PMID 33736957, S2CID 232234721
67. ↑  “Commission on Information Disorder Final Report”. 《aspeninstitute.org》. 2021년 11월 15일. 2022년 10월 29일에 확인함.
68. ↑  Downey, Beth. “Research Guides: Evaluating False News and Misinformation: Types of False News”. 《guides.library.msstate.edu》 (영어). 2020년 11월 15일에 확인함.
69. ↑  “How to spot fake news”. IFLA blogs. 2017년 1월 27일. 2017년 2월 16일에 확인함.
70. 1 2 3 4  Kiely, Eugene; Robertson, Lori (2016년 11월 18일). “How to spot fake news”. 《FactCheck.org》. University of Pennsylvania – Annenberg Public Policy Center. 2020년 8월 11일에 확인함.
71. ↑  “International Fact-Checking Network fact-checkers' code of principles”. Poynter. 2016년 9월 15일. 2017년 3월 25일에 확인함.
72. ↑  “About the International Fact-Checking Network”. Poynter. 2016년 12월 8일. 2017년 3월 25일에 확인함.
73. ↑  Creagh, Sunanda; Mountain, Wes (2017년 2월 17일). “How we do fact checks at The Conversation”. 《The Conversation》. 2017년 3월 2일에 확인함.
74. ↑  Smith, Nicola (2017년 4월 6일). “Schoolkids in Taiwan will now be taught how to identify fake news”. 《Time》. 2017년 4월 17일에 확인함.
75. 1 2 3 4  Shu, Kai; Sliva, Amy; Wang, Suhang; Tang, Jiliang; Liu, Huan (September 2017). “Fake news detection on social media: A data mining perspective”. 《ACM SIGKDD Explorations Newsletter》 19 (1): 22–36. arXiv:1708.01967. doi:10.1145/3137597.3137600. S2CID 207718082.
76. ↑  “First Draft Archive”.
77. ↑  “Information Futures Lab”.
78. ↑  “Nieman Daily Digest”.
79. ↑  Keane, Bernard. (2021), 《Lies and falsehoods: The Morrison government and the new culture of deceit》, Hardie Grant, 80–92쪽, ISBN 9781743798355
80. 1 2 3  McIntyre, Lee (2018), 《Post-truth (Essential Knowldege Series)》, MIT Press, 151–172쪽, ISBN 978-0-262-53504-5
81. ↑  Harrison, Guy P. (2021), “How to repair the American mind: Solving America's cognitive crisis.”, 《Skeptical Inquirer》 45 (3): 31–34
82. ↑  McIntyre, Lee (2021년 8월 12일), “Talking to science deniers and sceptics is not hopeless”, 《Nature》 596 (7871): 165, Bibcode:2021Natur.596..165M, doi:10.1038/d41586-021-02152-y, PMID 34354267, S2CID 236935483
83. ↑  Nyhan, B.; Reifler, J. (2010), “When corrections fail: The persistence of political misperceptions”, 《Political Behavior》 32 (2): 303–330, doi:10.1007/s11109-010-9112-2, S2CID 10715114
84. ↑  Nyhan, Brendan (2021), “Why the backfire effect does not explain the durability of political misperceptions”, 《PNAS》, 118: e1912440117 (15): 1–7, Bibcode:2021PNAS..11812440N, doi:10.1073/pnas.1912440117, PMC 8053951, PMID 33837144
85. ↑  “Facebook begins testing ways to flag fake news”. 《Financial Times》. 2016년 12월 15일. 2022년 10월 29일에 확인함.
86. 1 2  Wingfield, Nick; Isaac, Mike; Benner, Katie (2016년 11월 15일), “Google and Facebook take aim at fake news sites.”, 《The New York Times.》
87. 1 2  LaCapria, Kim (2017년 3월 2일). “Snopes' field guide to fake news sites and hoax purveyors”. 《Snopes.com》.
88. 1 2  Marr, Bernard (2017년 3월 1일). “Fake News: How Big Data And AI Can Help”. 《Forbes》.
89. 1 2  Wakabayashi, Isaac (2017년 1월 25일). “In race against fake news, Google and Facebook stroll to the starting line”. 《The New York Times》.
90. ↑  Gillin, Joshua (2017년 1월 27일). “Fact-checking fake news reveals how hard it is to kill pervasive 'nasty weed' online”. 《PolitiFact.com》.
91. ↑  Stelter, Brian (2017년 1월 15일). “Facebook to begin warning users of fake news before German election”. CNNMoney. 2017년 1월 17일에 확인함.
92. ↑  “Clamping down on viral fake news, Facebook partners with sites like Snopes and adds new user reporting”. Nieman Foundation for Journalism. 2017년 1월 17일에 확인함.
93. ↑  Chowdhry, Amit (2017년 3월 5일). “Facebook launches a new tool that combats fake news”. 《Forbes》.
94. ↑  “Facebook targets 30,000 fake France accounts before election”. 《ABC News》. 2017년 4월 14일.
95. ↑  “Troll farms from North Macedonia and the Philippines pushed coronavirus disinformation on Facebook”. nbcnews. 2020년 5월 20일.
96. 1 2  “Google puts $300 million towards fighting fake news”. 《Engadget》 (미국 영어). 2018년 5월 30일에 확인함.
97. ↑  “OANN suspended from YouTube after promoting a sham cure for Covid-19”. 《The Guardian》. 2020년 11월 24일. 2020년 11월 24일에 확인함.
98. ↑  Callan, Paul. “Sue over fake news? Not so fast”. CNN. 2017년 1월 15일에 확인함.
99. ↑  “Coronavirus sends Asia's social media censors into overdrive”. 《Reuters》. 2020년 2월 4일.
100. 1 2 3 4 5  “Asia cracks down on coronavirus 'fake news'”. 《The Straits Times》. 2020년 4월 10일.
101. ↑  “The Philippines coronavirus lockdown is becoming a crackdown”. 《The Diplomat》. 2020년 4월 3일.
102. ↑  “China Is using fears of online misinformation about the coronavirus to arrest people”. 《BuzzFeed News》. 2020년 1월 29일.
103. ↑  “Fake news, real arrests”. 《Foreign Policy》. 2020년 4월 17일.
104. ↑  “Reporting on the coronavirus: Egypt muzzles critical journalists”. 《Deutsche Welle》. 2020년 4월 3일.
105. ↑  “Bangladesh: End wave of COVID-19 'rumor' arrests”. 《Human Rights Watch》. 2020년 3월 31일.
106. ↑  “Morocco makes a dozen arrests over coronavirus fake news”. 《Reuters》. 2020년 3월 19일.
107. ↑  “Man arrested for spreading fake news on coronavirus”. 《Pakistan Today》. 2020년 3월 25일.
108. ↑  “Saudi man arrested for false news on COVID-19 patient”. 《Gulf News》. 2020년 4월 22일.
109. ↑  “Legal action against spreading fake news”. 《Oman Observer》. 2020년 3월 21일.
110. ↑  “Iran arrests ex-TV presenter for accusing regime of coronavirus cover-up”. 《The Jerusalem Post》. 2020년 4월 15일.
111. ↑  “Concern for Rights in Montenegro amid COVID-19 Fight”. 《Balkan Insight》. 2020년 3월 26일.
112. ↑  “Vietnam, Laos Arrest Facebookers on COVID-19-Related Charges”. 《Radio Free Asia》. 2020년 4월 13일.
113. ↑  “Arrests mount as Africa battles a destructive wave of COVID-19 disinformation”. 《The Globe and Mail》. 2020년 4월 7일.
114. ↑  “Coronavirus Law Used to Arrest Nigerian Journalist Over Health Story”. 《Market Watch》. 2020년 4월 20일. 2020년 5월 21일에 원본 문서에서 보존된 문서. 2020년 5월 17일에 확인함.
115. ↑  “Ethiopia: Free Speech at Risk Amid Covid-19”. 《Human Rights Watch》. 2020년 5월 6일.
116. ↑  “Authorities across West Africa attacking journalists covering COVID-19 pandemic”. 《IFEX》. 2020년 4월 22일.
117. ↑  “Somali Journalists Arrested, Intimidated While Covering COVID-19”. 《VOA News》. 2020년 4월 18일.
118. ↑  “Controls to manage fake news in Africa are affecting freedom of expression”. 《The Conversation》. 2020년 5월 11일.
119. ↑  “Press freedom violations throughout Africa linked to Covid-19 coverage”. 《Radio France Internationale》. 2020년 4월 14일.
120. ↑  “Some leaders use pandemic to sharpen tools against critics”. 《ABC News》. 2020년 4월 16일.
121. ↑  “Kazakh Opposition Activist Detained For 'Spreading False Information'”. 《Human Rights Watch》. 2020년 4월 18일.
122. ↑  “Azerbaijan: Crackdown on Critics Amid Pandemic”. 《Human Rights Watch》. 2020년 4월 16일.
123. ↑  “Malaysia arrests thousands amid coronavirus lockdown”. 《VOA News》. 2020년 4월 4일.
124. ↑  “Civil servant arrested for leaking info on number of virus cases”. 《The Straits Times》. 2020년 4월 16일.
125. ↑  “Singapore's fake news and contempt laws a threat to media, journalists say”. 《VOA News》. 2020년 5월 6일.
126. ↑  “Algeria rights groups say government cracking down on critics”. 《Al Jazeera》. 2020년 4월 23일.
127. ↑  “Coronavirus has started a censorship pandemic”. 《The Foreign Policy》. 2020년 4월 1일.
128. ↑  “Iran says 3,600 arrested for spreading coronavirus-related rumors”. 《Radio Free Europe/Radio Liberty (RFE/RL)》. 2020년 4월 29일.
129. ↑  “Cambodia accused of political clampdown amid coronavirus outbreak”. 《Al Jazeera》. 2020년 3월 24일.
130. ↑  “Cambodia's Lost Digital Opportunity in the COVID-19 Fight”. 《The Diplomat》. 2020년 4월 17일.
131. ↑  “Gulf states use coronavirus threat to tighten authoritarian controls and surveillance”. 《The Conversation》. 2020년 4월 21일.
132. ↑  Menczer, Fillipo; Hills, Thomas (December 2020), “The attention economy: Understanding how algoriths and manipulators exploit our cognitive vulnerabilities empowers us to fight back (Information overload helps fake news spread, and social media knows it)”, 《Scientific American》 323 (6): 54–61
133. ↑  Stein, Randy; Swan, Alexander; Sarraf, Michelle (2020년 11월 10일), “Conservatives value personal stories more than liberals do when evaluating scientific evidence”, 《The Conversation》
134. ↑  Stein, Randy; Swan, Alexander; Sarraf, Michelle (2021), “Hearing from both sides: Differences between liberal and conservative attitudes toward scientific and experiential evidence”, 《Political Psychology》 42 (3): 443–461, doi:10.1111/pops.12706, S2CID 228936019
135. ↑  Larson, Jennifer M. (2021년 5월 11일). “Networks of conflict and cooperation”. 《Annual Review of Political Science》 24 (1): 89–107. doi:10.1146/annurev-polisci-041719-102523.
136. ↑  Pennycook, Gordon; McPhetres, Jonathon; Zhang, Yunhao; Lu, Jackson G.; Rand, David G. (July 2020). “Fighting COVID-19 misinformation on social media: Experimental evidence for a scalable accuracy-nudge intervention”. 《Psychological Science》 31 (7): 770–780. doi:10.1177/0956797620939054. PMC 7366427. PMID 32603243.
137. ↑  Bago, Bence; Rand, David G.; Pennycook, Gordon (August 2020). “Fake news, fast and slow: Deliberation reduces belief in false (but not true) news headlines.”. 《Journal of Experimental Psychology: General》 149 (8): 1608–1613. doi:10.1037/xge0000729. hdl:1721.1/130414. PMID 31916834. S2CID 210121815. 2021년 9월 24일에 확인함.
138. ↑  Marsili, Neri (November 2021). “Retweeting: its linguistic and epistemic value”. 《Synthese》 (영어) 198 (11): 10457–10483. doi:10.1007/s11229-020-02731-y. ISSN 0039-7857. S2CID 220260566.
139. ↑  Vincent, James (2020년 9월 25일). “Twitter is bringing its 'read before you retweet' prompt to all”. 《The Verge》. 2021년 9월 24일에 확인함.
140. ↑  Higdon, Nolan (2020). 《The anatomy of fake news: A critical news literacy education》. University of California Press. ISBN 9780520347878.
141. ↑  Norman, Andy (2021), 《Mental immunity: Infectious ideas, mind-parasites, and the search for a better way to think》, HarperCollins, ISBN 9780063138896
142. ↑  Klepper, David (2023년 2월 14일), “This is a good news story in what has essentially been a bad news business: Google expands prebunking program”, 《Fortune》. With Associated Press.
143. ↑  Van der Linden, Sander (2023), 《Foolproof: Why misinformation infects our minds and how to build immunity》, W. W. Norton, ISBN 9780008466718
144. ↑  Compton, J. (2013). Inoculation theory. In J. P. Dillard & L. Shen (Eds.), The Sage handbook of persuasion: Developments in theory and practice (2nd ed.) (pp. 220 - 236). Thousand Oaks, CA: Sage.
145. ↑  van der Linden, S.; Maibach, E.; Cook, J.; Leiserowitz, A.; Lewandowsky, S. (2017). “Inoculating against misinformation”. 《Science》 358 (6367): 1141–1142. Bibcode:2017Sci...358.1141V. doi:10.1126/science.aar4533. PMID 29191898. S2CID 206665892.
146. ↑  Nuccitelli, Dana (2017). “Study: Real facts can beat alternative facts if boosted by inoculation”. 《The Guardian》 (January 24).
147. ↑  Cook, J.; Lewandowsky, S.; Ecker, U. (2017), “Neutralizing misinformation through inoculation: Exposing misleading argumentation techniques reduces their influence”, 《PLOS ONE》 2 (5): e0175799, Bibcode:2017PLoSO..1275799C, doi:10.1371/journal.pone.0175799, PMC 5419564, PMID 28475576
148. ↑  Cook, John; Ellerton, Peter; Kinkead, David (2018), “Deconstructing climate misinformation to identify reasoning errors”, 《Environmental Research Letters》, 13: 024018 (2): 024018, Bibcode:2018ERL....13b4018C, doi:10.1088/1748-9326/aaa49f
149. ↑  Cook, John (2020), “Using humor and games to counter science misinformation”, 《Skeptical Inquirer》 44 (3): 38–41
150. 1 2  “Marc Antony and Cleopatra”. 《biography.com》. A&E Television Networks. 2017년 7월 4일에 확인함.
151. ↑  Weir, William (2009). 《History's Greatest Lies》. Beverly, Massachusetts: Fair Winds Press. 28–41쪽. ISBN 978-1592333363.
152. ↑  Kaminska, Izabella (2017년 1월 17일). “A lesson in fake news from the info-wars of ancient Rome”. 《Financial Times》. Financial Times. 2017년 7월 4일에 확인함.
153. ↑  MacDonald, Eve (2017년 1월 13일). “The fake news that sealed the fate of Atony and Cleopatra”. 《The Conversation》. The Conversation. 2017년 7월 4일에 확인함.
154. ↑  Ferguson, Everett (1993). 《Backgrounds of Early Christianity》 seco판. Grand Rapids, Michigan: William B. Eerdmans Publishing Company. 556–564쪽. ISBN 978-0802806697.
155. ↑  Sherwin-White, A. N. (April 1964). “Why ere the early Christians persecuted? – An amendment”. 《Past and Present》 (27): 23–27. doi:10.1093/past/27.1.23. JSTOR 649759.
156. ↑  Gwynn, David M. (2015). 《Christianity in the later Roman Empire》. London: Bloomsbury Sources in Ancient History. 16쪽. ISBN 978-1441122551. 2017년 7월 2일에 확인함.
157. ↑  Clark, Gillian (2004). 《Christianity and Roman society》. Cambridge: Cambridge University Press. 36쪽. ISBN 978-0521633109. 2017년 7월 2일에 확인함.
158. ↑  “Blood libel: A false, incendiary claim against Jews”. 《Anti-Defamation League》.
159. 1 2  Borel, Brooke (2017년 1월 4일). “Fact-checking won't save us from fake news”. 《FiveThirtyEight》. 2017년 3월 8일에 확인함.
160. ↑  Darnton, Robert (2017년 2월 13일). “The true history of fake news”. 《New York Review of Books》. 2017년 3월 8일에 확인함.
161. ↑  O'Brien, Conor Cruise. “Thomas Jefferson: Radical and racist”. 《The Atlantic》 (미국 영어). 2017년 6월 29일에 확인함.
162. ↑  “Slave conspiracies in colonial Virginia”. 《history.org》. 2017년 6월 29일에 확인함.
163. ↑  《Nine letters on the subject of Aaron Burr's political defection, ... HathiTrust Digital Library | HathiTrust Digital Library》. Babel.hathitrust.org. 2018년 12월 8일. 2019년 9월 25일에 확인함.
164. ↑  《A view of the political conduct of Aaron Burr, Esq., Vice-President ...》. Babel.hathitrust.org. 2019년 8월 22일. 2019년 9월 25일에 확인함.
165. ↑  “Catalog Record: The trial of the Hon. Maturin Livingston, ... | HathiTrust Digital Library”. Catalog.hathitrust.org. 1908년 5월 6일. 2019년 9월 25일에 확인함.
166. ↑  “Cheetham v. Thomas, 5 Johns. 430 (1809)”. Ravel Law. 2020년 7월 31일에 원본 문서에서 보존된 문서. 2019년 9월 25일에 확인함.
167. ↑  “Aaron Burr v. James CheethamStatement re Election of 1800, 18 August 1805”. Rotunda.upress.virginia.edu. 2019년 9월 25일에 확인함.
168. ↑  “The Great Moon Hoax”. history.com. 1835년 8월 25일. 2017년 2월 19일에 확인함.
169. ↑  “Milestones: 1866–1898”. Office of the Historian. 2017년 2월 19일에 확인함.
170. ↑  McGillen, Petra S. (2017년 4월 6일). “Techniques of 19th-century fake news reporter teach us why we fall for it today”. 《The Conversation》 (영어). 2019년 3월 25일에 확인함.
171. ↑  Sarah Churchwell Behold America: A History of America First and the American Dream. Bloomsbury, 2018. p. 44. ISBN 978-1408894804
172. ↑  Mackintosh, Eliza (2020년 10월 25일). “No matter who wins the US election, the world's 'fake news' problem is here to stay”. 《CNN》.
173. ↑  Kirkhart, Allan (2010년 10월 25일). “Twitter Post”. 《Internet Archive》. Twitter. 2020년 10월 26일에 원본 문서에서 보존된 문서. 2020년 10월 27일에 확인함.
174. ↑  Churchwell, Sarah (2010년 10월 26일). “Twitter Post”. 《Internet Archive》. Twitter. 2020년 10월 26일에 원본 문서에서 보존된 문서. 2020년 10월 27일에 확인함.
175. ↑  “The corpse factory and the birth of fake news”. 《BBC News》. 2017년 2월 17일. 2017년 3월 5일에 확인함.
176. 1 2  “American Experience . The Man Behind Hitler . | PBS”. PBS. 2017년 2월 12일에 원본 문서에서 보존된 문서. 2017년 2월 19일에 확인함.
177. ↑  “The Press in the Third Reich”. 《ushmm.org》 (영어). 2017년 6월 29일에 확인함.
178. ↑  Wortman, Marc (2017년 1월 29일). “The Real 007 Used Fake News to Get the U.S. into World War II”. 《The Daily Beast》. 2017년 2월 19일에 확인함.
179. ↑  “Inside America's Shocking WWII Propaganda Machine”. 2016년 12월 19일. 2016년 12월 21일에 원본 문서에서 보존된 문서. 2017년 2월 19일에 확인함.
180. ↑  “Judy Asks: Can Fake News Be Beaten?”. 《Carnegie Europe》. 2017년 1월 25일. 2017년 2월 14일에 확인함. Stalin fed fake news to New York Times correspondent Walter Duranty, who won a Pulitzer Prize for depicting Russia as a socialist paradise.
181. ↑  Kaplan, Andreas. 〈Artificial Intelligence, Social Media, and Fake News: Is This the End of Democracy?〉.   Gül, Ayşen Akkor; Ertürk, Yıldız Dilek; Elmer, Paul. 《Digital Transformation in Media & Society》. Istanbul University Press. doi:10.26650/B/SS07.2020.013.09 (년 이후로 접속 불가 2024-11-01).
182. ↑  Burkhardt, Johanna. “Combating fake news in the digital age”. 2020년 7월 31일에 원본 문서에서 보존된 문서. 2018년 4월 10일에 확인함.
183. ↑  Peters, Jeremy W. (2016년 12월 25일). “Wielding claims of 'fake news,' conservatives take aim at mainstream media”. 《The New York Times》.
184. ↑  “A look at "Daily Show" host Jon Stewart's legacy”. 《CBS News》.
185. ↑  “Why SNL's 'Weekend Update' change is brilliant”. 《Esquire》. 2014년 9월 12일. 2017년 2월 19일에 확인함.
186. ↑  “Area Man realizes he's been reading fake news for 25 years”. NPR. 2017년 2월 19일에 확인함.
187. ↑  “'The Daily Show (The Book)' is a reminder of when fake news was funny”. 《The News & Observer》 (Raleigh, N.C.). 2017년 2월 19일에 확인함.
188. ↑  Sydell, Laura (2016년 11월 23일). “We tracked down a fake-news creator in the suburbs. Here's what we learned”. NPR.
189. ↑  Davies, Dave (2016년 12월 14일). “Fake news expert on how false stories spread and why people believe them”. NPR.
190. ↑  “Probe reveals stunning stats about fake election headlines on Facebook”. 《CBS News》. 2016년 11월 17일. 2017년 5월 5일에 확인함.
191. ↑  Kirby, Emma Jane (2016년 12월 5일). “The city getting rich from fake news”. 《BBC News》.
192. ↑  Tait, Amelia (2016년 2월 9일). “The May Doctrine”. 《New Statesman》. 2017년 3월 7일에 확인함. Published online February 11, 2017, as "Fake news is a problem for the left, too".
193. ↑  Macfarquhar, Neil (2016년 8월 28일). “A powerful Russian weapon: The spread of false stories”. 《The New York Times》. 2017년 2월 19일에 확인함.
194. ↑  “NATO says it sees sharp rise in Russian disinformation since Crimea seizure”. 《Reuters》. 2017년 2월 11일. 2017년 2월 19일에 확인함.
195. ↑  Watanabe, Kohei (2017년 1월 2일). “The spread of the Kremlin's narratives by a western news agency during the Ukraine crisis” (PDF). 《The Journal of International Communication》 23 (1): 138–158. doi:10.1080/13216597.2017.1287750. S2CID 157606052.
196. ↑  Narayanan, Vidya; Barash, Vlad; Kelly, John; Kollanyi, Bence; Neudert, Lisa-Maria; Howard, Philip N. (2018년 3월 4일). “Polarization, partisanship and junk news consumption over social media in the US”. arXiv:1803.01845 [cs.SI].
197. ↑  Hern, Alex (2018년 2월 6일). “Fake news sharing in US is a rightwing thing, says study”. 《The Guardian》. 2018년 3월 31일에 확인함.
198. 1 2 3  Guess, Andrew; Nyhan, Brendan; Reifler, Jason (2018년 1월 9일). “Selective exposure to misinformation: Evidence from the consumption of fake news during the 2016 U.S. presidential campaign” (PDF). 《Dartmouth College》. 2019년 2월 23일에 원본 문서 (PDF)에서 보존된 문서. 2018년 2월 4일에 확인함.
199. 1 2 3  Sarlin, Benjy (2018년 1월 14일). “'Fake news' went viral in 2016. This professor studied who clicked”. 《NBC News》. 2018년 2월 4일에 확인함.
200. ↑  “Fake news and fact-checking websites both reach about a quarter of the population – but not the same quarter”. 《Poynter Institute》. 2018년 1월 3일. 2018년 2월 6일에 원본 문서에서 보존된 문서. 2018년 2월 5일에 확인함.
201. ↑  Guess, Andrew; Nagler, Jonathan; Tucker, Joshua (January 2019). “Less than you think: Prevalence and predictors of fake news dissemination on Facebook”. 《Science Advances》 5 (1): eaau4586. Bibcode:2019SciA....5.4586G. doi:10.1126/sciadv.aau4586. PMC 6326755. PMID 30662946.
202. ↑  Spohr, Dominic (September 2017). “Fake news and ideological polarization: Filter bubbles and selective exposure on social media”. 《Business Information Review》 34 (3): 150–160. doi:10.1177/0266382117722446. S2CID 158078019.
203. ↑  “Prepare, don't panic: Synthetic media and deepfakes”. witness.org. 2020년 12월 2일에 원본 문서에서 보존된 문서. 2020년 11월 25일에 확인함.
204. ↑  Waldrop, M. Mitchell (2020년 3월 16일). “Synthetic media: The real trouble with deepfakes”. 《Knowable Magazine》 (영어) (Annual Reviews). doi:10.1146/knowable-031320-1. 2022년 12월 19일에 확인함.
205. 1 2  Kietzmann, J.; Lee, L. W.; McCarthy, I. P.; Kietzmann, T. C. (2020). “Deepfakes: Trick or treat?” (PDF). 《Business Horizons》 63 (2): 135–146. doi:10.1016/j.bushor.2019.11.006. S2CID 213818098.
206. ↑  Schwartz, Oscar (2018년 11월 12일). “You thought fake news was bad? Deep fakes are where truth goes to die”. 《The Guardian》 (영어). 2019년 6월 16일에 원본 문서에서 보존된 문서. 2018년 11월 14일에 확인함.
207. ↑  “What are deepfakes and why the future of porn is terrifying”. 《Highsnobiety》 (미국 영어). 2018년 2월 20일. 2021년 7월 14일에 원본 문서에서 보존된 문서. 2018년 2월 20일에 확인함.
208. ↑  “Experts fear face swapping tech could start an international showdown”. 《The Outline》 (영어). 2020년 1월 16일에 원본 문서에서 보존된 문서. 2018년 2월 28일에 확인함.
209. ↑  Roose, Kevin (2018년 3월 4일). “Here come the fake videos, too”. 《The New York Times》. ISSN 0362-4331. 2019년 6월 18일에 원본 문서에서 보존된 문서. 2018년 3월 24일에 확인함.
210. ↑  Ghoshal, Abhimanyu (2018년 2월 7일). “Twitter, Pornhub and other platforms ban AI-generated celebrity porn”. 《The Next Web》 (미국 영어). 2019년 12월 20일에 원본 문서에서 보존된 문서. 2019년 11월 9일에 확인함.
211. 1 2 3  “Juan Manuel Santos Calderon”. 《Academic Search Premier》. 2019. 2020년 7월 31일에 원본 문서에서 보존된 문서. 2019년 3월 25일에 확인함.
212. ↑  Grothaus, Michael. (2021), 《Trust no one: Inside the world of deepfakes》, HodderStudio, 27–56쪽, ISBN 9781529347982
213. ↑  Spohr, Dominic (2017년 8월 23일). “Fake news and ideological polarization”. 《Business Information Review》 34 (3): 150–160. doi:10.1177/0266382117722446. S2CID 158078019.
214. ↑  Burkhardt, Joanna M. (2017). “Can technology save us?”. 《Library Technology Reports》 53: 14. ProQuest 1967322547. |id=에 templatestyles stripmarker가 있음(위치 1) (도움말)
215. 1 2  Isaac, Mike (2016년 12월 12일). “Facebook, in cross hairs after election, is said to question its influence”. 《The New York Times》. 2017년 1월 15일에 확인함.
216. 1 2  Matthew Garrahan and Tim Bradshaw, Richard Waters (2016년 11월 21일). “Harsh truths about fake news for Facebook, Google and Twitter”. 《Financial Times》. 2017년 1월 17일에 확인함.
217. ↑  Goldsborough, Reid (May 2017). “Understanding Facebook's News Feed”. 《Tech Directions》 (Ann Arbor) 76 (9). ProQuest 1894938656. |id=에 templatestyles stripmarker가 있음(위치 1) (도움말)
218. ↑  McClain, Craig R. (2017년 6월 27일). “Practices and promises of Facebook for science outreach: Becoming a 'Nerd of Trust'”. 《PLOS Biology》 15 (6): e2002020. doi:10.1371/journal.pbio.2002020. PMC 5486963. PMID 28654674.
219. ↑  Solon, Olivia (2016년 11월 10일). “Facebook's failure: Did fake news and polarized politics get Trump elected?”. 《The Guardian》. 2017년 1월 15일에 확인함.
220. ↑  “Forget Facebook and Google, burst your own filter bubble”. Digital Trends. 2016년 12월 6일. 2017년 1월 15일에 확인함.
221. ↑  Parkinson, Hannah Jane. “Click and elect: how fake news helped Donald Trump win a real election”. 《The Guardian》. 2017년 7월 4일에 확인함.
222. ↑  Silverman, Craig (2016년 11월 16일). “This analysis shows how viral fake election news stories outperformed real news on Facebook”. 《BuzzFeed News》. 2022년 7월 20일에 확인함.
223. ↑  Chang, Juju; Lefferman, Jake; Pedersen, Claire; Martz, Geoff (November 29, 2016). "When fake news stories make real news headlines". Nightline. ABC News.
224. 1 2  “Just how partisan is Facebook's fake news? We tested it”. 《PC World》. 2017년 1월 15일에 확인함.
225. ↑  “Fake news is dominating Facebook”. 6abc Philadelphia. 2016년 11월 23일. 2017년 1월 15일에 확인함.
226. ↑  Agrawal, Nina. “Where fake news came from – and why some readers believe it”. 《Los Angeles Times》. 2017년 1월 15일에 확인함.
227. ↑  Oremus, Will (2017년 8월 8일). “Facebook has stopped saying "fake news"”. 《Slate》. 2017년 8월 11일에 확인함.
228. ↑  “Is 'fake news' a fake problem?”. 《Columbia Journalism Review》. 2017년 2월 19일에 확인함.
229. ↑  “China says terrorism, fake news impel greater global internet curbs”. 《Reuters》. 2016년 11월 20일. 2017년 1월 17일에 확인함.
230. 1 2  Steain, Joel (2016년 8월 18일). “How trolls are ruining the internet”. 《Time》.
231. ↑  Binns, Amy (August 2012). “Don't feed the trolls!: Managing troublemakers in magazines' online communities” (PDF). 《Journalism Practice》 6 (4): 547–562. doi:10.1080/17512786.2011.648988. S2CID 143013977.
232. ↑  Gross, Terry (October 2016). “The Twitter paradox: How a platform designed for free speech enables internet trolls”. 《NPR》. 2018년 5월 30일에 확인함.
233. ↑  Watson, Kathryn (2017년 3월 30일). “Russian bots still interfering in U.S. politics after election, says expert witness”. 《CBS News》. 2017년 9월 20일에 확인함.
234. ↑  “Facebook says Russian accounts bought $100,000 in ads during the 2016 Election”. 《Time》. 2017년 9월 6일.
235. ↑  “NBC News, to claim Russia supports Tulsi Gabbard, relies on firm just caught fabricating Russia data for the Democratic Party”. 《The Intercept》. 2019년 2월 3일.
236. ↑  “Not real news: A look at what didn't happen this week”. 《AP NEWS》. 2017년 5월 26일. The St. George Gazette is an outlet of admitted hoax artist Paul Horner.
237. ↑  Frank, Priscilla (April 19, 2017). "Alex Jones says he's a performance artist. Surprisingly, actual performance artists agree.". The Huffington Post.
238. ↑  LaCapria, Kim (2016년 11월 2일). “Snopes' Field Guide to Fake News Sites and Hoax Purveyors”. 《Snopes.com》.
239. ↑  Hathaway, Jay (2014년 10월 20일). “Banksy has not been arrested, and his name isn't Paul Horner”. Gawker.
240. ↑  Gunaratna, Shanika (2016년 11월 17일). “Facebook fake news creator claims he put Trump in White House”. 《CBS News》.
241. ↑  Jacobson, Louis (2016년 11월 17일). “No, someone wasn't paid $3,500 to protest Donald Trump”. 《PolitiFact.com》.
242. ↑  Daro, Ishmael N. (2016년 10월 28일). “How a prankster convinced people the Amish wpuld win Trump the election”. BuzzFeed.
243. ↑  French, Sally (2016년 11월 18일). “This person makes $10,000 a month writing fake news”. 《MarketWatch》.
244. ↑  Bratu, Becky;  외. (2016년 12월 15일). “Tall tale or satire? Authors of so-called 'fake news' feel misjudged”. 《NBC News》.
245. ↑  Hedegaard, Erik (2016년 11월 29일). “How a fake newsman accidentally helped Trump win the White House – Paul Horner thought he was trolling Trump supporters – but after the election, the joke was on him”. 《Rolling Stone》. 2017년 12월 28일에 원본 문서에서 보존된 문서. 2016년 11월 29일에 확인함.
246. ↑  Genzlinger, Neil (2016년 11월 17일). “'Duck Dynasty' legacy: Real, fake and upfront about it”. 《The New York Times》.
247. ↑  Madigan, Charles M. (2016년 11월 21일). “The danger of a leader who believes what 'people are saying'”. 《Chicago Tribune》.
248. ↑  “Comedian who writes fake news claims: Trump won the election because of me”. 《Inside Edition》. 2016년 11월 18일.
249. ↑  Welch, Dennis (February 16, 2017). "Fake news writer 'regrets' taking credit for Trump victory" 보관됨 7월 20, 2017 - 웨이백 머신. KTVK.
250. ↑  Daro, Ishmael N. (March 9, 2017). "A live TV debate about fake news went completely off the rails and it was amazing to watch". BuzzFeed.
251. ↑  Nashrulla, Tasneem (November 8, 2013). "An American website wrote a satirical article about an Indian rape festival and many people thought it was real". BuzzFeed.
252. ↑  Madan, Karuna (November 21, 2013). "US website's 'rape festival' report sparks uproar". Gulf News India.
253. 1 2  Kirchner, Stephanie (December 14, 2016), "Menace of fake news is rattling politicians in Austria and Germany", The Washington Post, retrieved December 14, 2016.
254. ↑  “Bye Bye Belgium: en 2006, le docu-fiction de la RTBF créait un électrochoc”. Rtbf.be. 2016년 12월 12일. 2019년 9월 25일에 확인함.
255. ↑  “Business booming in Czech fake news industry” (영어). 2017년 7월 31일에 확인함.
256. ↑  "Czech Republic open centre to fight fake news 보관됨 4월 27, 2017 - 웨이백 머신". Sky News. January 2, 2017.
257. ↑  “konspiratori.sk”. 《konspiratori.sk》. 2020년 12월 20일에 원본 문서에서 보존된 문서. 2017년 7월 31일에 확인함.
258. ↑  Exclusive: Google, Facebook, Twitter to tackle deepfakes or risk EU fines, Reuters
259. ↑  Meta, Google, Twitter vow to fight fake news better as EU gets tougher, Reuters
260. ↑  "Helsinki to host hub aimed at curbing cyber warfare threats", Yle, November 21, 2016, retrieved December 11, 2016.
261. 1 2 3  Kate Connolly; Angelique Chrisafis; Poppy McPherson; Stephanie Kirchgaessner; Benjamin Haas; Dominic Phillips; Elle Hunt (December 2, 2016). "Fake news: an insidious trend that's fast becoming a global problem – With fake online 1news dominating discussions after the US election, Guardian correspondents explain how it is distorting politics around the world". The Guardian. Retrieved December 2, 2016.
262. ↑  Bivort, Antoine (2016년 10월 21일). “Les trente sites politiques français ayant le plus d'audience sur le Web”. 《Mediapart》. 2016년 12월 11일에 확인함.
263. ↑  Bevort, Antoine (2016년 12월 1일). “"Fake Traffic" ? Quelle fiabilité pour le classement des sites socio-politiques?” (프랑스어). Mediapart. 2016년 12월 11일에 확인함.
264. ↑  “The role and impact of non-traditional publishers in the French Elections 2017”. Bakamo Social. 2017년 4월 20일에 확인함.
265. 1 2  Farand, C (2017년 4월 22일). “French social media awash with fake news stories from sources 'exposed to Russian influence' ahead of presidential election”.
266. ↑  Toor, A. (2017년 4월 21일). “France has a fake news problem, but it's not as bad as the US”.
267. ↑  Morenne, Benoît (2017년 5월 6일). “Macron hacking attack: What we know and don't know”. 《The New York Times》. 2017년 5월 10일에 확인함. The campaign said that all of the stolen documents were 'legal' and 'authentic' but that fake ones had been added to 'sow doubt and disinformation'.
268. ↑  Romm, T. (2017년 5월 7일). “A 'fake news' crackdown could follow Macron's election win in France”.
269. ↑  “Macron email leak 'linked to same Russian-backed hackers who attacked Clinton'”. 《The Independent》. 2017년 5월 6일. 2017년 5월 10일에 확인함.
270. ↑  “No evidence of Russia behind Macron leaks: report”. 《The Hill》 (영어). 2017년 6월 1일.
271. ↑  Murdock, Jason (November 30, 2016), "Russian hackers may disrupt Germany's 2017 election warns spy chief", International Business Times UK edition, retrieved December 1, 2016.
272. ↑  "Germany sees no sign of cyber attack before Sept. 24 election". Reuters. September 19, 2017.
273. ↑  Kirschbaum, Erik (2015년 1월 13일). “Revived Nazi-era term 'Luegenpresse' is German non-word of year”. 《Reuters》. Reuters. 2019년 2월 19일에 확인함.
274. ↑  “Award-winning journalist at Der Spiegel admits making up stories including interview with Colin Kaepernick's parents”. 《The Independent》. 2018년 12월 20일.
275. ↑  Betschka, Julius; Fröhlich, Alexander (2020년 4월 3일). “Berlins Innensenator spricht von "moderner Piraterie"”. 《Der Tagesspiegel》 (독일어).
276. 1 2  Fröhlich, Alexander (2020년 4월 4일). “200,000 respirators not confiscated: Delivery for Berlin police was bought in Thailand at a better price”. 《Der Tagesspiegel》 (영어).
277. ↑  Tisdall, Simon (2020년 4월 12일). “US's global reputation hits rock-bottom over Trump's coronavirus response”. 《The Guardian》.
278. ↑  “Berlin lets mask slip on feelings for Trump's America”. 《Politico Europe》. 2020년 4월 10일.
279. ↑  Higgins, Andrew (2021년 1월 10일). “The Art of the Lie? The Bigger the Better”. 《The New York Times》.
280. ↑  Karasz, Palko (2017년 4월 26일). “Chided by Brussels, Hungary's leader attacks George Soros”. 《The New York Times》.
281. ↑  ODG 보관됨 3월 2, 2022 - 웨이백 머신.
282. ↑  ODG.
283. ↑  Agenda Digitale.
284. ↑  La Magistratura.
285. ↑  Treccani.
286. ↑  by "Red Button" project at first, active in 2018 only.
287. ↑  by commissariatodips.it, still active today.
288. ↑  Il Messaggero.
289. ↑  Corriere della Sera.
290. ↑  ANSA.
291. ↑  “Handbook on Identifying and Countering Disinformation” (PDF). 《DOMINOES ERASMUS+》. 215쪽. 2021-1-RO01-KA220-HED-000031158. 2024년 6월 15일에 확인함.
292. ↑  “LEĠIŻLAZZJONI MALTA”. 《legislation.mt》. 2024년 6월 15일에 확인함.
293. ↑  “Gzira firm at focal point of large-scale investigation”. 2024년 2월 25일. 2024년 6월 13일에 확인함.
294. ↑  “Misinformation & Disinformation in the Financial Market: Back to the Future”. 2024년 4월 13일. 2024년 6월 13일에 확인함.
295. ↑  “Fake News in the Finance Industry”. 2024년 6월 13일에 확인함.
296. 1 2 3 4  Birnbaum, Michael (2018년 4월 25일). “Europe wants to crack down on fake news. But one person's fake news is another's democratic dissent”. 《The Washington Post》.
297. ↑  "Russian propaganda entering mainstream news: disinformation experts" 보관됨 12월 17, 2016 - 웨이백 머신, Radio Poland, November 18, 2016, retrieved December 11, 2016.
298. 1 2  "The Real Russian Threat to Central Eastern Europe". Foreign Policy. March 30, 2017.
299. ↑  “PiS: Niech TVN nas przeprosi. TVN: Kto tu manipuluje”. 《dziennik.pl》 (폴란드어). 2010년 10월 12일. 2024년 3월 21일에 확인함.
300. ↑  “Romania's Drive to Censor 'Fake News' Worries Activists”. 《Balkan Insight》. 2020년 4월 27일.
301. ↑  “COVID-19: restrictions on access to information in Romania”. 《European Federation of Journalists》. 2020년 3월 29일.
302. ↑  “Serbia, Media Sustainability Index” (PDF). International Research & Exchanges Board. 2019년 7월 8일에 원본 문서 (PDF)에서 보존된 문서. 2019년 1월 8일에 확인함.
303. ↑  “700 false news stories in Serbian tabloids in 2018”. Stop Fake. 2019년 1월 24일. 2019년 2월 8일에 확인함.
304. ↑  “Više od 700 laži na naslovnim stranama tri tabloida u 2018. godini”. Crime and Corruption Reporting Network. 2019년 2월 8일에 확인함.
305. ↑  Jovanović, Srđan Mladenov (2019). “'You're simply the best': Communicating power and victimhood in support of President Aleksandar Vučić in the Serbian Dailies Alo! and Informer”. 《Journal of Media Research》 11 (2): 22–42. doi:10.24193/jmr.31.2.
306. ↑  Drašković, Brankica; Prodanović, Dragana; Pavkov, Ksenija (2016). “Antievropski diskurs i negativna slika Evropske unije u srpskim medijima”. 《CM: Communication and Media》 11 (38): 19–39. doi:10.5937/comman11-11847.
307. ↑  Janjić, Stefan; Šovanec, Stefani (2018). “Najava rata na naslovnim stranama srpskih tabloida”. 《CM: Communication and Media》 13: 49–67. doi:10.5937/comman13-14543.
308. 1 2  “FB page attacking Serbian media 'linked' to Breitbart”. Balkan Insight. 2019년 3월 29일. 2019년 4월 1일에 확인함.
309. ↑  Bradshaw, Samantha; Howard, Philip (December 2017). “Troops, trolls and troublemakers: A global inventory of organized social media manipulation” (PDF). 《Oxford Internet Institute, Working Paper 2017.12》.
310. ↑  Cabreza, Vincent (2017년 5월 29일). “Fake news also hounded 1896 Philippine revolution”. 《newsinfo.inquirer.net》 (영어). 2017년 6월 5일에 확인함.
311. 1 2  “How Spanish newspaper El Pais is tackling fake news”. 《Digiday》 (미국 영어). 2017년 1월 30일. 2017년 6월 5일에 확인함.
312. ↑  Scott, Mark; Eddy, Melissa (2017년 2월 20일). “Europe Combats a New Foe of Political Stability: Fake News”. 《The New York Times》.
313. ↑  "Concern over barrage of fake Russian news in Sweden", The Local, July 27, 2016, retrieved November 25, 2016.
314. ↑  “Fake news takes its toll on Sweden's elections”. Bloomberg. 2018년 11월 15일.
315. ↑  “Ukrainian site Censor.net published edited photo of a Russian soldier”. 《StopFake.org》. 2014년 7월 30일.
316. 1 2  Black, J. L.; Johns, Michael (2016). 《The Return of the Cold War: Ukraine, The West and Russia》. Routledge.
317. ↑  "Fake news: Media's post-truth problem", Deutsche Welle, retrieved November 24, 2016.
318. ↑  Baunov, Alexander (2018년 5월 31일). Репортеры без берегов. Что принесет Украине спецоперация с Бабченко. 《Carnegie Moscow Center》 (러시아어) (carnegie.ru). 2018년 5월 31일에 확인함.
319. ↑  Williams, Charles Mallory; Williams, Cora May (1892). 《A Review of the Systems of Ethics: Founded on the Theory of Evolution》. Macmillan. 492쪽. ISBN 9780837067186. 2020년 1월 28일에 확인함.
320. ↑  Queen Anne (1702). 《By the Queen, a proclamation, for restraining the spreading false news, and printing and publishing of irreligious and seditious papers and libels》.
321. ↑  Waterson, Jim (December 8, 2016), "MI6 Chief says fake news and online propaganda are a threat to democracy", BuzzFeed, retrieved December 11, 2016.
322. ↑  O'Grady, Sean (February 9, 2017). "The term 'fake news' isn't just annoying, it's a danger to democracy". The Independent. Retrieved March 5, 2017.
323. ↑  Hern, Alex (2018년 2월 7일). “MPs warned against term 'fake news' for first live committee hearing outside UK”. 《The Guardian》. 2018년 8월 1일에 확인함.
324. ↑  Waterson, Jim (2020년 10월 28일). “Sixth-form student revealed to be behind 'Woolworths reopening' fake news”. 《The Guardian》. 2020년 10월 28일에 확인함.
325. ↑  Orlowski, Andrew (November 21, 2016), "China cites Trump to justify 'fake news' media clampdown. Surprised?", The Register, retrieved November 28, 2016.
326. ↑  Pascaline, Mary (November 20, 2016), "Facebook fake news stories: China calls for more censorship on internet following social media's alleged role in US election", International Business Times, retrieved November 28, 2016.
327. ↑  "After Trump, Americans want Facebook and Google to vet news. So does China.", The Washington Post, retrieved November 28, 2016.
328. ↑  Dou, Eva (November 18, 2016), "China presses tech firms to police the Internet—Third-Annual World Internet Conference aimed at proselytizing China's view to global audience", The Wall Street Journal, retrieved November 28, 2016.
329. 1 2  Hernández, Javier C. (2017년 3월 3일). “China's Response to Reports of Torture: 'Fake News'”. 《The New York Times》. 2017년 7월 13일에 확인함. Trump's attacks on the media will offer a good excuse for Chinese officials to step up their criticism of Western democracy and press freedom ... The Chinese government has long denounced Western news organizations as biased and dishonest—and in Mr. Trump, Beijing has found an American president who often does the same.
330. ↑  Hernández, Javier C. (2017년 3월 3일). “China's Response to Reports of Torture: 'Fake News'”. 《The New York Times》. 2017년 5월 7일에 확인함.
331. ↑  “China's Big Problem With 'Fake News'”. 《The Wall Street Journal China Real Time Report blog》. 2014년 3월 28일. 2017년 4월 28일에 확인함.
332. ↑  Kuo, Lily (2019년 8월 11일). “Beijing's new weapon to muffle Hong Kong protests: fake news”. 《The Observer》. 2019년 9월 1일에 확인함.
333. ↑  “Viral rumours and fake news risk further polarising city, scholars warn”. 《South China Morning Post》 (영어). 2019년 7월 23일. 2019년 9월 1일에 확인함.
334. ↑  Stewart, Emily (2019년 8월 20일). “How China used Facebook, Twitter, and YouTube to spread disinformation about the Hong Kong protests”. 《Vox》. 2019년 9월 1일에 확인함.
335. ↑  “建制網媒《點新聞》Fb專頁被封 即開新Page投訴遭滅聲”. 熱血時報. 2019년 9월 14일. 2019년 9월 15일에 원본 문서에서 보존된 문서. 2019년 9월 22일에 확인함.
336. ↑  Doshi, Vidhi (2017년 10월 1일). “India's millions of new Internet users are falling for fake news – sometimes with deadly consequences”. 《The Washington Post》. 2017년 12월 30일에 확인함.
337. ↑  Singh, Manish (2017년 2월 24일). “WhatsApp hits 200 million active users in India”. 《Mashable》. 2017년 12월 30일에 확인함.
338. 1 2  “Indonesia election 2019: All you need to know”. 《BBC News》. 2019년 4월 8일.
339. 1 2  Hui, Jennifer Yang (2020). “SOCIAL MEDIA AND THE 2019 INDONESIAN ELECTIONS: Hoax Takes the Centre Stage”. 《Southeast Asian Affairs》: 155–172. doi:10.1355/aa20-1i. ISSN 0377-5437. JSTOR 26938889.
340. ↑  Paterson, Thomas (2019년 7월 5일). “Indonesia's 'hoaxes' go deeper than just disinformation”. 《East Asia Forum》 (영어).
341. ↑  Warburton, Eve (2020년 8월 18일). “Deepening Polarization and Democratic Decline in Indonesia”. 《Carnegie Endowment for International Peace》. 2020년 8월 20일에 원본 문서에서 보존된 문서.
342. 1 2 3  Kwok, Yenni. “Where Memes Could Kill: Indonesia's Worsening Problem of Fake News”. 《Time》. 2017년 6월 2일에 확인함.
343. ↑  “Prabowo challenges Indonesia presidential election result”. 《BBC News》. 2014년 8월 6일.
344. ↑  Lamb, Kate (2019년 3월 20일). “Fake news spikes in Indonesia ahead of elections”. 《The Guardian》.
345. ↑  “Prabowo to Set Up Anti-hoax Team During Election Campaign”. 《Tempo》. 23 September 2018. 23 September 2018에 원본 문서에서 보존된 문서. 16 October 2018에 확인함.
346. ↑  Putri, Zunita (13 August 2018). “Tangkal Hoax, Timses Jokowi Bentuk Tim Siber Hadapi Isu di Medsos”. 《detiknews》 (인도네시아어). 29 March 2019에 원본 문서에서 보존된 문서. 20 October 2018에 확인함.
347. ↑  Handley, Lucy (27 September 2018). “Indonesia's government is to hold public fake news briefings every week”. 《CNBC》. 28 September 2018에 원본 문서에서 보존된 문서. 20 October 2018에 확인함.
348. ↑  Lamb, Kate (2019년 5월 22일). “Indonesia riots: six dead after protesters clash with troops over election result”. 《The Guardian》.
349. ↑  Suryadinata, Leo (2017년 1월 10일). “Anti-China campaign in Jokowi's Indonesia”. 《The Straits Times》 (영어).
350. ↑  Varagur, Krithika (2017년 9월 21일). “'Fake News' Remains a Problem in Indonesia”. 《Voice of America》 (영어).
351. ↑  Temby, Quinton (2022년 12월 31일). 〈Disinformation, Violence, and Anti-Chinese Sentiment in Indonesia’s 2019 Elections〉. 《The Jokowi-Prabowo Elections 2.0》. ISEAS. 90–106쪽. doi:10.1355/9789815011371-008. ISBN 978-981-5011-37-1.
352. ↑  Beech, Hannah; Suhartono, Muktita (2019년 5월 20일). “Joko Wins Re-Election in Indonesia, Defeating Hard-Line Former General”. 《The New York Times》.
353. 1 2 3 4  Beech, Hannah (2018년 4월 2일). “As Malaysia moves to ban 'fake news,' worries about who decides the truth”. 《The New York Times》.
354. 1 2  Paddock, Richard C. (2016년 7월 22일). “Justice Department rejects account of how Malaysia's leader acquired millions”. 《The New York Times》 (영어). 2018년 5월 30일에 확인함.
355. 1 2  “Malaysia to review not revoke fake news law”. 《BBC News》 (영국 영어). 2018년 5월 14일. 2018년 5월 30일에 확인함.
356. 1 2 3  “Malaysia's fake-news law is here to stay, new PM says”. 《CNET》 (영어). 2018년 5월 13일. 2018년 5월 30일에 확인함.
357. ↑  Priday, Richard (2018년 4월 5일). “Fake news laws are threatening free speech on a global scale”. 《Wired》. 2018년 5월 30일에 확인함.
358. ↑  Domonoske, Kamila (2018년 4월 30일). “Danish Man is First Person Sentenced Under Malaysia's Anti-Fake-News Law”. 《NPR》. 2018년 5월 30일에 확인함.
359. ↑  "The fake pictures of the Rohingya crisis", BBC News, June 6, 2015, retrieved December 8, 2016.
360. ↑  Goldman, Russell (December 24, 2016). "Reading Fake News, Pakistani Minister Directs Nuclear Threat at Israel". The New York Times. Retrieved December 29, 2016.
361. ↑  Politi, Daniel (December 26, 2016). "A Fake News Story Leads Pakistani Minister to Issue Nuclear Threat Against Israel". Slate. Retrieved December 29, 2016.
362. ↑  Bacungan, VJ (2017년 6월 23일). “CBCP to public: Fight 'fake news'”. CNN Philippines. 2017년 6월 26일에 원본 문서에서 보존된 문서. 2020년 6월 13일에 확인함.
363. ↑  Ager, Maila (2017년 1월 19일). “Pangilinan seeks penalty vs social media for spread of fake news”. Philippine Daily Inquirer.
364. ↑  Santos, Eimor (2017년 6월 22일). “Bill filed vs. fake news: Up to ₱10M fine, 10-year jail time for erring public officials”. CNN Philippines. 2017년 6월 25일에 원본 문서에서 보존된 문서. 2017년 6월 28일에 확인함.
365. ↑  “Senate tackles spread of 'fake news'”. CNN Philippines. 2017년 10월 4일. 2018년 10월 29일에 원본 문서에서 보존된 문서. 2020년 6월 13일에 확인함.
366. ↑  Bacungan, VJ (2018년 1월 30일). “Senate holds 2nd hearing on fake news”. CNN Philippines. 2018년 10월 29일에 원본 문서에서 보존된 문서. 2020년 6월 13일에 확인함.
367. ↑  “LIVE: Senate hearing on fake news online”. Rappler. 2018년 3월 15일.
368. ↑  “Stop sharing fake news, Filipino bishops implore”. Crux. Catholic News Agency. 2017년 6월 24일. 2018년 4월 14일에 원본 문서에서 보존된 문서. 2020년 6월 30일에 확인함.
369. ↑  “Vera Files Yearender: Who benefited most from fake news, and other questions, answered in three charts”. Vera Files. 2017년 12월 22일.
370. 1 2  “Vera Files Fact Checker Yearender: Ads reveal links between websites producing fake news”. Vera Files. 2018년 12월 30일. 2021년 5월 22일에 원본 문서에서 보존된 문서. 2020년 6월 30일에 확인함.
371. ↑  Soriano, Jake (2018년 12월 19일). “Duterte, allies reap the most benefits from disinformation”. Vera Files.
372. ↑  Ong, Jonathan Corpus (2018년 8월 30일). “Trolls for Sale in the World's Social Media Capital”. AsiaGlobal Online.
373. ↑  “360/OS: Facebook's Katie Harbath on protecting election integrity”. Rappler. 2018년 6월 23일.
374. ↑  Stevenson, Alexandra (2018년 10월 9일). “Soldiers in Facebook's War on Fake News Are Feeling Overrun”. 《The New York Times》.
375. ↑  s.45, Telecommunications Act (Cap. 323), retrieved from  보관됨 12월 15, 2017 - 웨이백 머신 on June 20, 2017
376. ↑  “Student who posted fake PMO announcement on Mr Lee Kuan Yew's death given stern warning”. 《The Straits Times》 (영어). 2015년 4월 7일. 2017년 6월 29일에 확인함.
377. ↑  “Ministry of Education raps Mothership for 'fake news' on official's comments”. 《sg.news.yahoo.com》. 2017년 8월 29일. 2022년 10월 29일에 확인함.
378. ↑  “Shanmugam pinpoints States Times Review as fake news; States Times Review responds scathingly”. Coconuts. 2017년 4월 4일.
379. ↑  Au-Yong, Rachel (April 4, 2017). "Fake news: Current laws 'offer limited remedies'". The Straits Times. Retrieved April 28, 2017.
380. ↑  “New laws on fake news to be introduced next year: Shanmugam”. 《Channel NewsAsia》 (미국 영어). 2017년 6월 22일에 원본 문서에서 보존된 문서. 2017년 6월 29일에 확인함.
381. ↑  “Factually website clarifies 'widespread' falsehoods”. 《The Straits Times》. 2017년 3월 2일.
382. ↑  “Select Committee formed to study deliberate online falsehoods”. 2020년 10월 24일에 원본 문서에서 보존된 문서. 2018년 2월 28일에 확인함.
383. ↑  “Protection from Online Falsehoods and Manipulation Bill – Singapore Statutes Online”. 《sso.agc.gov.sg》 (영어). 2019년 4월 30일에 확인함.
384. ↑  Fullerton, Jamie (2019년 4월 1일). “Singapore to introduce anti-fake news law, allowing removal of articles”. 《The Guardian》.
385. ↑  “Fake news: Who decides what is real and what is fake?”. 2017년 9월 11일. 2021년 3월 8일에 원본 문서에서 보존된 문서. 2017년 10월 29일에 확인함.
386. ↑  “SG academic at Oxford: Major "fake news" spreader is Govt – need to educate SGs to be more critical in thinking”. 2018년 2월 27일. 2020년 6월 18일에 원본 문서에서 보존된 문서. 2018년 2월 28일에 확인함.
387. ↑  “Facebook, Google warn Singapore against 'fake news' law”. 2018년 3월 22일. 2018년 4월 24일에 확인함.
388. ↑  “POFMA encourages democracy, does not disadvantage opposition: Shanmugam on upcoming General Election”. 《CNA》. 2021년 5월 11일에 원본 문서에서 보존된 문서. 2021년 5월 11일에 확인함.
389. ↑  “POFMA'ed V2021.05.07”. 《POFMA'ed》 (영어). 2021년 5월 7일. 2021년 5월 7일에 원본 문서에서 보존된 문서. 2021년 5월 11일에 확인함.
390. ↑  “S.Korean journalists lament low-quality N. Korea reporting – NK News – North Korea News”. 2015년 8월 10일.
391. ↑  “On Firewood, Fuel, Fake News – North Korea, a Source of Urban Legends”. 2017년 1월 27일.
392. ↑  “Prosecutors raid Gyeonggi governor's home, office to search for criminal evidence”. 2018년 11월 27일. 2018년 11월 29일에 확인함.
393. ↑  “Gyeonggi Governor's House Raided in Fake News Scandal”. 2018년 11월 29일에 확인함.
394. ↑  “'Fake news' rattles Taiwan ahead of elections”. 《Al-Jazeera》. 2018년 11월 23일.
395. ↑  “Analysis: 'Fake news' fears grip Taiwan ahead of local polls”. BBC Monitoring. 2018년 11월 21일.
396. ↑  “Fake news: How China is interfering in Taiwanese democracy and what to do about it”. 《Taiwan News》. 2018년 11월 23일.
397. ↑  Smith, N. (2017). ":Taiwan Is Leading the Way in Tackling Fake News". Time. Retrieved April 28, 2017.
398. ↑  Anthony Boadle; Gram Slattery (2018년 11월 4일). “Brazil's next president declares war on 'fake news' media”. 《Reuters》. 2018년 11월 5일에 확인함. That newspaper is done", Bolsonaro said in a tense TV Globo interview. "As far as I'm concerned with government advertising—press that acts like that, lying shamelessly, won't have any support from the federal government.
399. ↑  Senra, Ricardo (2018년 9월 6일). “In tour in the U.S., Bolsonaro to say that to associate him to the extreme right is "fake news"”. 《BBC》 (포르투갈어). 2018년 11월 5일에 확인함. Muitos jornalistas internacionais repetem bordões falsos, como este da extrema-direita, e o Jair vai mostrar que isso não é verdade. Não gosto muito do termo, mas vamos mostrar que isso é fake news (ou notícia falsa, em tradução literal).
400. ↑  McCoy, Terrence. “An investigation into fake news targets Brazil's Bolsonaros, and critics fear a constitutional crisis”. 《The Washington Post》 (미국 영어). ISSN 0190-8286. 2021년 4월 23일에 확인함.
401. ↑  “Brazil's Bolsonaro urges Supreme Court to shelve fake news probe”. 《Reuters》 (영어). 2020년 5월 29일. 2021년 4월 23일에 확인함.
402. ↑  Thornton, Chandler; Pedroso, Rodrigo (2020년 7월 9일). “Facebook shuts down fake accounts tied to Bolsonaro staffers”. 《CNN》. 2021년 5월 12일에 확인함.
403. ↑  “Brazil Bolsonaro: Facebook told to block accounts of president's supporters”. 《BBC News》 (영국 영어). 2020년 8월 1일. 2021년 5월 12일에 확인함.
404. ↑  “Facebook, Twitter prohibit video of Brazilian president endorsing unproven antiviral drug”. 《NBC News》 (영어). 2020년 3월 31일. 2021년 5월 12일에 확인함.
405. ↑  “Bolsonaro diz que 'pequena crise' do coronavírus é 'mais fantasia' e não 'isso tudo' que mídia propaga”. 《G1》 (브라질 포르투갈어). 2020년 3월 10일. 2021년 5월 11일에 확인함.
406. ↑  “Fake Amazon rainforest fire photos are misinforming on social media | FOX 4 Kansas City WDAF-TV | News, Weather, Sports”. Fox4kc.com. 2019년 8월 22일. 2019년 9월 25일에 확인함.
407. 1 2  “Amazon fires: How celebrities are spreading misinformation”. 2012년 1월 16일. 2019년 8월 25일에 원본 문서에서 보존된 문서. 2025년 5월 22일에 확인함.
408. ↑  Chokshi, Niraj (2019년 8월 23일). “As Amazon Fires Spread, So Do the Misleading Photos”. 《The New York Times》. 2019년 8월 24일에 확인함.
409. ↑  Weinberg, Abigail (2019년 8월 21일). “Stop Sharing Those Viral Photos of the Amazon Burning – Mother Jones”. Motherjones.com. 2019년 9월 25일에 확인함.
410. ↑  Cheadle, Bruce (November 17, 2016), "As fake news spreads, MPs consider importance of Canada's local papers", CTV News, The Canadian Press, retrieved December 11, 2016.
411. ↑  "Inside Nick Kouvalis's fake news strategy".
412. 1 2 3 4 5 6 7  Uribe, Pablo Medina (2018). “In Colombia, a WhatsApp Campaign against Posverdad”. 《Academic Search Premier》. 2020년 7월 31일에 원본 문서에서 보존된 문서. 2019년 3월 25일에 확인함.
413. 1 2  Garavito, Tatiana (2016년 1월 11일). “Peace in Colombia? Hopes and Fears”. 《Academic Search Premier》. 2020년 7월 31일에 원본 문서에서 보존된 문서. 2019년 3월 25일에 확인함.
414. 1 2 3 4  Gutiérrez-Rentería, María Elena (2023년 6월 14일). “Mexico”. 《Reuters Institute for the Study of Journalism》 (영어).
415. ↑  Moore, Thomas (2021년 4월 14일). “$4.8B Univision-Televisa deal will create the largest Spanish-language media company”. 《The Hill》.
416. 1 2  Gámiz, Julio Juárez; Toledo, Marco Arellano (2022년 8월 1일). “The fourth era of political communication in Mexico: structural and contextual aspects”. 《Publizistik》 (영어) 67 (2): 335–355. doi:10.1007/s11616-022-00732-0. ISSN 1862-2569.
417. ↑  Lara, Tania (2011년 9월 30일). “Alleged misinformation campaigns by Mexican TV giant lead to creation of watchdog website”. 《LatAm Journalism Review by the Knight Center》 (영어).
418. 1 2 3 4 5 6 7 8  Meikle, Graham (2018년 3월 9일). 《The Routledge Companion to Media and Activism》 (영어). Routledge. ISBN 978-1-315-47503-5.
419. ↑  Watts, Jonathan; Agren, David (2016년 4월 1일). “Hacker claims he helped Enrique Peña Nieto win Mexican presidential election”. 《The Guardian》.
420. 1 2 3 4 5 6 7  Armstrong, Mia (2018년 8월 2일). “Mexico's Chapter in the Saga of Election Disinformation”. 《Slate》.
421. ↑  Goldhaber, Michael H. (1997년 4월 7일). “The attention economy and the Net”. 《First Monday》 (영어). doi:10.5210/fm.v2i4.519. ISSN 1396-0466.
422. ↑  Boyd, Danah (2017년 1월 6일). “Hacking the Attention Economy | danah boyd | apophenia”. 《apophenia》.
423. ↑  Verkamp, John-Paul; Gupta, Minaxi (2013). 〈Five Incidents, One Theme: Twitter Spam as a Weapon to Drown Voices of Protest〉. 《3rd USENIX Workshop on Free and Open Communications on the Internet (FOCI 13)》 (영어). Washington, D.C.: USENIX Association.
424. ↑  Espinoza, Armando; Piña-García, Carlos A. (June 2023). “Propaganda and Manipulation in Mexico: A Programmed, Coordinated and Manipulative "Pink" Campaign”. 《Journalism and Media》 (영어) 4 (2): 578–598. doi:10.3390/journalmedia4020037. ISSN 2673-5172.
425. ↑  《2018 Edelman Trust Barometer》 (PDF). Edelman. 2018. 16쪽.
426. 1 2 3 4 5 6 7  Bandeira, Luiza; Barojan, Donara; Braga, Roberta; Peñarredonda, Jose Luis; Argüello, Maria Fernanda Pérez (2019). 《Disinformation in Democracies: Strengthening Digital Resilience in Latin America》. Washington, D.C.: Atlantic Council. 20–29쪽. ISBN 978-1-61977-524-4.
427. ↑  Kahn, Carrie (2019년 9월 10일). “Mexico Surpassess Syria As The Most Dangerous Country For Journalists”. 《NPR / All Things Considered》.
428. ↑  Kahn, Gretel (2023년 1월 17일). “The most dangerous place to be a journalist is not an active war zone but Latin America”. 《Reuters Institute for the Study of Journalism》 (영어).
429. 1 2  Piña-García, C. A.; Espinoza, A. (2022년 12월 31일). “Coordinated campaigns on Twitter during the coronavirus health crisis in Mexico”. 《Tapuya: Latin American Science, Technology and Society》 (영어) 5 (1). doi:10.1080/25729861.2022.2035935. ISSN 2572-9861.
430. ↑  “US government is funding website spreading Covid-19 disinformation”. 《The Guardian》. 2020년 5월 28일. 2020년 5월 29일에 확인함.
431. ↑  Frank, Caroline (2014년 9월 23일). “This Week in History: Violence in the Old City as new tunnel opens”. 《The Jerusalem Post》. 2022년 10월 29일에 확인함.
432. 1 2  Dewan, Angela (2017년 5월 5일). “Hamas says it accepts '67 borders, but doesn't recognize Israel”. 《CNN》. 2017년 11월 10일에 확인함.
433. ↑  Swanson, Ian (2017년 5월 8일). “Netanyahu attacks US media as 'fake news'”. 《The Hill》 (영어). 2021년 4월 15일에 확인함.
434. ↑  Sommer, Allison Kaplan. “Netanyahu accused CNN, NYT of being 'fake news.' So we fact-checked his fact-check”. 《Haaretz》 (영어). 2021년 4월 15일에 확인함.
435. ↑  Morris, Loveday (2017년 8월 13일). “Echoing Trump, a defiant Netanyahu attacks 'fake news' as investigations heat up”. 《The Washington Post》. 2017년 11월 10일에 확인함.
436. ↑  Stern, Itay (2018년 11월 18일). “Netanyahu is Israel's fake news champion, studies find”. 《Haaretz》.
437. ↑  Morgan, Wesley (2015년 12월 3일). “A short history of conspiracy theories about the U.S. military in the Middle East”. 《The Washington Post》.
438. ↑  “Here's the fake news Saudi Arabia is playing about Canada”. 《Global News》. 2018년 8월 15일.
439. ↑  “Twitter pulls down bot network that pushed pro-Saudi talking points about disappeared journalist”. 《NBC News》. 2018년 10월 19일.
440. ↑  “Twitter removes network of pro-Saudi bots”. 《CEO Magazine》. 2018년 10월 19일.
441. ↑  “Saudi Arabia warns those who spread 'fake news' will be jailed, fined, amid rumors it had journalist killed”. 《Newsweek》. 2018년 10월 15일.
442. ↑  “Iranian-backed pages spread fake news of a Saudi coup”. 《The National》. 2018년 10월 18일.
443. ↑  “Facebook takes down first covert propaganda campaign tied to Saudi government”. 《The Independent》. 2019년 8월 1일에 확인함.
444. ↑  “Removing coordinated inauthentic behavior in UAE, Egypt and Saudi Arabia”. Facebook Newsroom. August 2019. 2019년 8월 1일에 확인함.
445. ↑  Farland, Chloe. “Reports Syrian regime hanged 13,000 prisoners branded 'fake news' by Bashar al-Assad”. 《Independent》. 2018년 1월 17일에 확인함.
446. ↑  Ellis, Emma. “Inside the Conspiracy Theory That Turned Syria's First Responders Into Terrorists”. 《Wired》. 2018년 10월 19일에 확인함.
447. ↑  Almasy, Steve; Roth, Richard. “UN: Syria responsible for sarin attack that killed scores”. CNN. 2018년 6월 12일에 원본 문서에서 보존된 문서. 2018년 6월 12일에 확인함.
448. ↑  “Russia dismisses allegations of Syria chemical attack as "fake news"” (영어). CBS News. 2018년 4월 10일. 2018년 10월 22일에 확인함.
449. ↑  “US says Syria did use chemical weapons to kill civilians, Russia claims UK helped 'fake' attack”. 《ABC News》 (오스트레일리아 영어). 2018년 4월 13일. 2018년 10월 22일에 확인함.
450. ↑  Nahas, Noor (2018년 8월 30일). “Russia ramps up chemical weapon disinformation leading-up to Idlib offensive – Bellingcat”. 《Bellingcat》. 2018년 10월 22일에 확인함.
451. ↑  Lybrand, Holmes (2018년 5월 11일). “Birth of a Counternarrative”. 《The Weekly Standard》 (영어). 2018년 12월 26일에 원본 문서에서 보존된 문서. 2018년 10월 22일에 확인함.
452. ↑  Nimmo, Ben (2018년 4월 10일). “#PutinAtWar: Far Right Converges on "False Flag" in Syria”. 《StopFake.org》. 2018년 10월 22일에 확인함.
453. ↑  “Trump complains about Fox News, and he may be right”. 《The Washington Times》. 2020년 8월 7일에 확인함.
454. ↑  Collins, Nick (2010년 12월 7일). “Shark 'sent to Egypt by Mossad'”. 《Telegraph.co.uk》.
455. ↑  Sadek, George (April 2019). “Initiatives to Counter Fake News”. 《loc.gov》. 2021년 4월 17일에 확인함.
456. ↑  Daniels, Glenda (February 15, 2017). "How fake news works as political machinery to tarnish the integrity of journalists". The Mail and Guardian. Retrieved February 27, 2017.
457. ↑  Herman, Paul (February 2, 2017). "'Zuma is one big fake news site' – Pityana" 보관됨 2월 28, 2017 - 웨이백 머신. News24. Retrieved February 27, 2017.
458. ↑  Ngoepe, Karabo (January 23, 2017). "Fake News – 'It's shifting the political narrative'" 보관됨 1월 28, 2017 - 웨이백 머신. Huffington Post South Africa. Retrieved January 29, 2017.
459. ↑  Roux, Jean (January 23, 2017). "Hidden hand drives social media smears". Mail and Guardian. Retrieved January 29, 2017.
460. ↑  “Inside the ANC's "black ops" election campaign”. 《Amabhungane.co.za》 (영어). 2017년 1월 28일에 원본 문서에서 보존된 문서. 2017년 1월 29일에 확인함.
461. ↑  “ANC spent millions on dirty tricks: Cope”. 《enca.com》 (영어). Africa News Agency. 2017년 1월 26일. 2017년 1월 28일에 원본 문서에서 보존된 문서. 2017년 1월 29일에 확인함.
462. ↑  “It's fake news, says Shaka Sisulu of ANC election accusations”. 《Mail and Guardian》 (영어). 2017년 1월 24일. 2017년 1월 29일에 확인함.
463. ↑  Remeikis, A. (2017). "Parliament to launch inquiry into 'fake news' in Australia", The Sydney Morning Herald.
464. ↑  Australian Communications and Media Authority (June 2021). 《Report to government on the adequacy of digital platforms’ disinformation and news quality measures》.
465. 1 2  Australian Government Department of Infrastructure, Transport, Regional Development, Communications and the Arts (2023년 6월 24일). “New ACMA powers to combat misinformation and disinformation”. 2025년 4월 3일에 확인함.
466. ↑  Evans, Jake (2024년 11월 23일). “Laws to regulate misinformation online abandoned, gambling advertising ban pushed to next year”. 《ABC News》 (오스트레일리아 영어). 2025년 4월 3일에 확인함.
467. ↑  "Deception detection deficiency", Media Watch, episode 34, September 28, 2009, ABC TV
468. 1 2 3  Lind, Dara (2018년 5월 9일). “Trump finally admits that "fake news" just means news he doesn't like”. 《Vox》. 2018년 5월 10일에 확인함.
469. ↑  Murphy, Jennifer. “Library guides: Evaluating information: Fake news in the 2016 US Elections”. 《libraryguides.vu.edu.au》. 2018년 8월 12일에 원본 문서에서 보존된 문서. 2018년 8월 12일에 확인함.
470. ↑  Hambrick, David Z.; Marquardt, Madeline (2018년 2월 6일). “Cognitive ability and vulnerability to fake news”. 《Scientific American》.
471. ↑  “Donald Trump's fake news mistake”. 《Politico》. 2018년 1월 18일. 2018년 4월 24일에 확인함.
472. ↑  Getting to the truth: Fake news, libel laws, and "Enemies of the American people", American Bar Association
473. ↑  “Analysis - Tracking all of President Trump's false or misleading claims”. 《The Washington Post》. 2021년 1월 20일. 2022년 3월 13일에 확인함.
474. ↑  Kessler, Glenn; Rizzo, Salvador; Kelly, Meg (2020), 《Donald Trump and his assault on truth: The president's falsehoods, misleading claims and flat-out lies (Washington Post Fact Checker Staff)》, Scribner / Simon & Schuster, ISBN 9781982151072
475. ↑  Pak, Nataly; Seyler, Matt (2018년 7월 19일). “Trump derides news media as 'enemy of the people' over Putin summit coverage”. 《ABC News》. 2018년 7월 23일에 확인함.
476. ↑  Atkins, Larry (2017년 2월 27일). “Facts still matter in the age of Trump and fake news”. 《The Hill》. 2017년 3월 9일에 확인함.
477. ↑  Felsenthal, Julia (2017년 3월 3일). “How the women of the White House Press Corps are navigating "fake news" and "alternative facts"”. 《Vogue》. 2017년 3월 3일에 확인함.
478. ↑  Massie, Chris (2017년 2월 7일). “WH official: We'll say 'fake news' until media realizes attitude of attacking the President is wrong”. 《CNN》. 2017년 3월 27일에 확인함.
479. ↑  Page, Clarence (2017년 2월 7일). “Trump's obsession with (his own) 'fake news'”. 《Chicago Tribune》. 2017년 2월 9일에 확인함.
480. ↑  Nelson, Jacob L. (2017년 1월 31일). “Tracking Trump-era assault on press norms”. 《Columbia Journalism Review》.
481. 1 2  Cillizza, Chris (2018년 5월 9일). “Donald Trump just accidentally revealed something very important about his 'fake news' attacks”. 《CNN》. 2018년 5월 10일에 확인함.
482. 1 2  Chait, Jonathan (2018년 5월 9일). “Trump admits he calls all negative news 'fake'”. 《New York magazine》. 2018년 5월 10일에 확인함.
483. 1 2  Bump, Philip (2018년 5월 9일). “Trump makes it explicit: Negative coverage of him is fake coverage”. 《The Washington Post》. 2018년 5월 10일에 확인함.
484. ↑  Mangan, Dan (2018년 5월 22일). “Trump told Lesley Stahl he bashes press so 'no one will believe' negative stories about him”. 《CNBC》. 2018년 5월 30일에 확인함.
485. ↑  Woods, Sean (2018년 6월 20일). “Michiko Kakutani on Her Essential New Book 'The Death of Truth'”. 《Rolling Stone》. 2018년 7월 23일에 확인함.
486. ↑  Keith, Tamara (2018년 9월 2일). “President Trump's description of what's 'fake' is expanding”. 《NPR》. 2018년 9월 4일에 확인함.
487. ↑  Tebor, Celina. “Russia increases censorship with new law: 15 years in jail for calling Ukraine invasion a 'war'”. 《USA Today》. 2022년 3월 13일에 확인함.
488. ↑  “Russia Criminalizes Independent War Reporting, Anti-War Protests”. 《Human Rights Watch》 (영어). 2022년 3월 7일. 2022년 3월 7일에 확인함.
489. ↑  Benton, Joshua (2022년 3월 7일). “"An information dark age": Russia's new "fake news" law has outlawed most independent journalism there”. 《Nieman Lab》. 2022년 3월 13일에 확인함.
490. ↑  “Over 150 Journalists Flee Russia Amid Wartime Crackdown On Free Press – Reports”. 《The Moscow Times》 (영어). 2022년 3월 7일. 2022년 3월 13일에 확인함.

1. ↑  Research is needed to establish the prevalence of this effect, as well as its relation to similar constructs: backfire effect, Streisand effect, boomerang effect, backlash effect, and - more broadly - psychological reactance.
2. ↑  People have been arrested for allegedly spreading fake news about the COVID-19 pandemic.[99][100] Some examples: In the Philippines,[101] China,[102] India,[103][100] Egypt,[104] Bangladesh,[105] Morocco,[106] Pakistan,[107] Saudi Arabia,[108] Oman,[109] Iran,[110] Montenegro,[111] Vietnam, Laos,[112] Indonesia,[100] Mongolia,[100] Sri Lanka,[100] Kenya, South Africa,[113] Nigeria,[114] Ethiopia,[115] Côte d'Ivoire,[116] Somalia,[117] Mauritius,[118] Zimbabwe,[119] Thailand,[120] Kazakhstan,[121] Azerbaijan,[122] Malaysia[123] Singapore,[124][125] and Hong Kong

### 소스
This article incorporates text from a free content work.  Licensed under CC BY SA 3.0 IGO (license statement/permission). Text taken from World Trends in Freedom of Expression and Media Development Global Report 2017/2018, 202,  UNESCO. 

## 더 읽기
- Posetti, Julie; Matthews, Alice. “A short guide to the history of 'fake news' and disinformation” (PDF). 《International Center for Journalists》.
- Chaturvedi, Anumeha (2019년 12월 20일). “2019 - The year of fake news”. 《The Economic Times》.
- Malik, Shahnawaz Ahmed, Fake news: Legal analysis of false and misleading news and cyber propaganda (February 5, 2019). AD VALOREM- Journal of Law: Volume 6: Issue II: Part-III: April–June 2019: ISSN : 2348–5485.
- Arun, Chinmayi, On WhatsApp, rumours, lynchings, and the Indian Government (January 3, 2019). Economic & Political Weekly vol. lIV no. 6.
- Nagar, Itisha and Gill, Simran, Head is where the herd is: Fake news and effect of online social conformity on Islamophobia in Indians. SSHO-D-20-00611, doi:10.2139/ssrn.3651297
- Bounegru, Liliana; Gray, Jonathan; Venturini, Tommaso; Mauri, Michele (2018년 1월 8일). 《A field guide to "fake news" and other information disorders》. Amsterdam: Public Data Lab. An open access guide exploring the use of digital methods to study false viral news, political memes, trolling practices and their social life online.
- Brotherton, Rob (2020). 《Bad News: Why We Fall for Fake News》. Bloomsbury Sigma. ISBN 9781472962881.
- Cortada, James W. and William Aspray. Fake news nation: The long history of lies and misinterpretations in America (Rowman & Littlefield Publishers, 2019) online review; also excerpt of book
- Higgins, Andrew et al. "Inside a fake news sausage factory: 'This is all about income'" The New York Times November 25, 2016
- Horner, Paul (2017). An online journal by satirist Paul Horner, listing all of his best hoaxes and fake news over the past 20 years. However, his satire was often spread far and wide by uncritical people believing it was true.
- Robson, David (2019년 4월 1일). “Why smart people are more likely to believe fake news”. 《The Guardian》.
- Schumacher, Elizabeth (2018년 1월 4일). “Fake news 'casts wide net but has little effect'”. Deutsche Welle.
- Sirota, David (2022년 2월 9일). “The Real Fake News Crisis in America Comes From Corporate Media”. 《Jacobin》.
- Tucher, Andie (2022). 《Not Exactly Lying: Fake News and Fake Journalism in American History》. Columbia University Press. ISBN 978-0231186353. online review of this book.
- Young, Kevin (2017). 《Bunk: The rise of hoaxes, humbug, plagiarists, phonies, post-facts, and fake news》. Graywolf Press. ISBN 978-1555977917.